# Fischer (Familienname)
Fischer ist ein deutschsprachiger Familienname.
In Deutschland handelt es sich dabei um den vierthäufigsten Familiennamen (Siehe: Liste der häufigsten Familiennamen in Deutschland). In der Schweiz ist Fischer mit insgesamt 15'093 Vertretern der 11. häufigsten Familienname (Siehe: Liste der häufigsten Familiennamen in der Schweiz). In den Vereinigten Staaten wird er zu den hundert häufigsten gezählt. In Israel wurde der Name von europäisch-jüdischen Einwanderern zum Zeitpunkt der Ankunft oft ins hebräische Äquivalent Dayag umgeformt.

## Herkunft und Bedeutung
Der Name ist abgeleitet von der Berufsbezeichnung des Fischers. Im jüdischen Religions- und Kulturbereich hingegen kann der Name auch eine Referenz auf die biblische Figur Ephraims, den jüngsten Sohn Josephs aus der Genesis, sein.

## Varianten
- Fisher (englisch)
- Visser (niederländisch)
- Fischler
- Vischer
- Fischers
- Fischl (oberdeutsch)
- Fischel
- Fischle (schwäbisch)
- Fischmann

## Namensträger

### A
- Abraham Samuel Fischer (1744–1809), Schweizer Maler
- Adam Fischer (Bildhauer) (1888–1968), dänischer Bildhauer
- Adam Fischer (Slawist) (1889–1943), Slawist und Historiker
- Ádám Fischer (* 1949), ungarischer Dirigent
- Adam Salentin Fischer (1754–1816), deutscher / königlich bayerischer Hofarchitekt
- Adi Fischer (vor 1894–1949), deutscher Eishockey- und Hockeyspieler
- Adolf Fischer (Politiker) (1807–1893), Schweizer Politiker und Offizier
- Adolf von Fischer (1823–1907), Schweizer Bankier und Politiker
- Adolf Fischer (Musiker) (1827–1893), deutscher Organist und Komponist
- Adolf Fischer (Maler) (1856–1908), österreichischer Maler und Illustrator
- Adolf Fischer (Kunstsammler) (1856–1914), österreichischer Kunstsammler und Privatgelehrter
- Adolf Fischer (Generalmajor) (1893–1947), deutscher Generalmajor
- Adolf Fischer (Chemiker) (?–1974), deutscher Agrarchemiker
- Adolf Fischer (Schauspieler) (1900–1984), deutscher Schauspieler und Produzent
- Adolf Fischer (1917–1998), deutscher Autor, Regisseur und Schauspieler, siehe Olf Fischer
- Adolf Fischer (Genealoge) (1925–1995), deutscher Genealoge
- Adolf Fischer-Gurig (1860–1918), deutscher Maler
- Adolf Leberecht Fischer (1814–1890), deutscher Schriftsteller
- Adolph Fischer (Architekt) (1844–1925), norwegischer Architekt
- Adolph Fischer (Anarchist) (1858–1887), deutsch-amerikanischer Anarchosyndikalist
- Adolph Johannes Fischer (1885–1936), österreichischer Maler und Schriftsteller
- Alain Fischer (* 1949), französischer Mediziner
- Albert Fischer (Hymnologe) (1829–1896), deutscher Pfarrer und Hymnologe
- Albert Fischer (Pädagoge) (1830–1913), österreichischer Pädagoge
- Albert Fischer (Politiker, 1849) (1849–??), deutscher Landwirt und Politiker
- Albert Fischer (Intendant) (1872–1960), deutscher Theaterintendant
- Albert Fischer (Sänger) (1878–1948), deutscher Musiker, Sänger und Musikpädagoge
- Albert Fischer (Politiker, 1883) (1883–1952), deutscher Politiker (KPD)
- Albert Fischer (Biologe) (1891–1956), dänischer Mediziner und Biologe
- Albert Fischer (Politiker, 1914) (1914–2003), deutscher Politiker (KPD)
- Albert Fischer (Verleger) (1915–nach 1965), deutscher Verleger
- Albert Fischer (Tiermediziner) (1939–2020), deutscher Tiermediziner und Hochschullehrer
- Albert Fischer (Maler) (1940–2003), deutscher Maler und Restaurator
- Albert Wilhelm Fischer (1892–1969), deutscher Chirurg, siehe Wilhelm Fischer (Mediziner)
- Albrecht Fischer (Baurat) (1877–1965), deutscher Baurat
- Albrecht Fischer (Zoologe) (1937–2023), deutscher Zoologe
- Albrecht Fischer (Politiker) (* 1950), deutscher Politiker (CDU)
- Alexander Fischer (Schriftsteller) (1812–1843), deutscher Dramatiker und Übersetzer
- Alexander Fischer (Maler) (1869–1942), österreichischer Maler
- Alexander Fischer (Oberamtmann) (1872–1926), badischer Oberamtmann
- Alexander Fischer (Bildhauer) (1903–1981), deutscher Bildhauer
- Alexander Fischer (Historiker) (1933–1995), deutscher Historiker
- Alexander Fischer (Jazzmusiker) (* 1944), russisch-österreichischer Jazztrompeter
- Alexander Fischer (Bildhauer, 1957) (* 1957), Schweizer Bildhauer
- Alexander Fischer (Bürgermeister) (* 1963), deutscher Politiker (SPD), Bürgermeister von Höxter
- Alexander Fischer (Schauspieler), deutscher Schauspieler und Synchronsprecher
- Alexander Fischer (Politiker) (* 1974), deutscher Politiker (Die Linke)
- Alexander Fischer (Fußballspieler) (* 1986), dänischer Fußballspieler
- Alexander Fischer-Marich (um 1900–1952), österreichischer Schauspieler
- Alexander Alexandrowitsch Fischer von Waldheim (1829–1920), russischer Botaniker
- Alexander Grigorjewitsch Fischer von Waldheim (1803–1884), deutsch-russischer Botaniker und Arzt
- Alexandra Fischer (Leichtathletin) (auch Aleksandra Fisher; * 1988), kasachische Kugelstoßerin
- Alexandra Fischer-Hunold (* 1966), deutsche Schriftstellerin
- Alexandra Fischer-Roehler (* 1975), deutsche Modedesignerin, siehe Alexandra Roehler
- Alfons Fischer (Mediziner) (1873–1936), deutscher Mediziner, Sozialhygieniker und Gesundheitspolitiker
- Alfons Fischer (Theologe) (1918–2005), deutscher Theologe und Seelsorger
- Alfred Fischer (Botaniker) (1858–1913), deutscher Pflanzenpathologe und Bakterienforscher
- Alfred Fischer (Sänger) (1879–1939), deutscher Sänger (Bariton)
- Alfred Fischer (Architekt, 1881) (Alfred Fischer-Essen; 1881–1950), deutscher Architekt
- Alfred Fischer (Architekt, 1889) (1889–1969), deutscher Architekt
- Alfred Fischer (Richter) (1919–2004), deutscher Richter
- Alfred Fischer (Künstler, 1926) (Alfred Georg Fischer; 1926–2005), deutscher Maler, Zeichner und Objektkünstler
- Alfred Fischer (Richter, 1936) (* 1936), österreichischer Jurist und Richter
- Alfred Fischer-Schwarzwald († 1999), deutscher Komponist
- Alfred G. Fischer (Alfred George Fischer; 1920–2017), deutsch-US-amerikanischer Geologe
- Alfred G. Fischer (Künstler, 1969) (* 1969), deutscher Maler, Bildhauer und Kunstgießer
- Alfred Joachim Fischer (1909–1992), deutscher Journalist
- Alois Fischer (Politiker, 1796) (1796–1883), österreichischer Politiker, Jurist und Beamter
- Alois Fischer (Politiker, 1881) (1881–1945), österreichischer Politiker (CS), Landtagspräsident
- Alois Fischer (Theologe) (1902–2003), deutscher Pädagoge, Philosoph und Theologe
- Aloisia Fischer (* 1954), österreichische Politikerin (ÖVP) und Landwirtin
- Aloys Fischer (1880–1937), deutscher Pädagoge
- Amandus Fischer (1836–1894), deutscher Geodät
- Andrea Fischer (Radsportlerin), deutsche Radsportlerin
- Andrea Fischer (Politikerin, 1960) (* 1960), deutsche Politikerin (Bündnis 90/Die Grünen)
- Andrea Fischer (Politikerin, 1961) (* 1961), deutsche Politikerin (CDU)
- Andrea Fischer (Tiermedizinerin) (* um 1962), deutsche Tiermedizinerin, Neurologin und Hochschullehrerin
- Andrea Fischer (Restauratorin) (* 1964), deutsche Restauratorin
- Andrea Fischer (Übersetzerin) (* 1969), deutsche Diplom-Übersetzerin von Literatur aus dem britischen und amerikanischen Englisch
- Andrea Fischer (Badminton), liechtensteinische Badmintonspielerin
- Andrea Fischer (Glaziologin) (* 1973), österreichische Gletscherforscherin
- Andrea Fischer (Eishockeyspielerin) (* 1990), Schweizer Eishockeyspielerin
- Andrea Fischer Schulthess (* 1969), Schweizer Journalistin und Autorin
- Andreas Fischer (Täufer) (um 1480–1542), deutscher Täufer und Sabbatianer
- Andreas Fischer (Architekt) (1754/1755–1819), deutscher Architekt
- Andreas Fischer (Fabrikant) (1860–1931), deutscher Spielzeugfabrikant
- Andreas Fischer (Admiral) (1872–1946), deutscher Konteradmiral
- Andreas Fischer (Fußballspieler, 1938) (1938–1993), deutscher Fußballspieler
- Andreas Fischer (Anglist) (* 1947), Schweizer Anglist und Hochschullehrer
- Andreas Fischer (Wirtschaftspädagoge) (1955–2019), deutscher Wirtschaftspädagoge
- Andreas Fischer (Regisseur) (* 1961), deutscher Filmemacher und Fotograf
- Andreas Fischer (Fußballspieler, 1964) (* 1964), deutscher Fußballspieler
- Andreas Fischer (Kirchenmusiker) (* 1966), deutscher Dirigent und Kirchenmusiker
- Andreas Fischer (Politiker) (* 1966), deutscher Politiker
- Andreas Fischer (Sänger) (* 1966), deutscher Sänger (Bass)
- Andreas Fischer (Künstler) (* 1972), deutscher Bildender Künstler
- Andreas Fischer (Historiker) (* 1974), deutscher Historiker
- Andreas Fischer (Politiker, 1977) (* 1977), Schweizer Politiker (Grüne)
- Andreas Fischer (Fußballspieler, 1991) (* 1991), österreichischer Fußballspieler
- Andreas Fischer-Appelt (* 1964), deutscher Unternehmer und Agenturgründer
- Andreas Fischer-Lescano (* 1972), deutscher Rechtswissenschaftler
- Andreas Fischer-Nagel (* 1951), deutscher Biologe und Schriftsteller
- Andreas Fischer-Thorer (1873–nach 1951), deutscher Kunsthändler und Galerist
- Andreas Jacob Fischer (1789–1860), deutscher Apotheker
- Andrzej Fischer (1952–2018), polnischer Fußballspieler
- Andy Fischer (* 1930), österreichischer Bassist, siehe Johnny Fischer
- Andy Fischer (Fußballspieler) (* 1998), englischer Fußballtorhüter
- Angelika Fischer (* 1947), deutsche Fotografin
- Anna Fischer (Mathematikerin) (* 1897), Schweizer Mathematikerin
- Anna Fischer (Sängerin) (* 1971), deutsche Sängerin (Alt, Mezzosopran)
- Anna Fischer (Chemikerin) (* 1981), deutsche Chemikerin
- Anna Fischer (* 1986), deutsche Schauspielerin und Sängerin
- Anna Fischer (Politikerin) (* 1997), deutsche Politikerin (Die Linke)
- Anna Fischer-Dückelmann (1856–1917), deutsch-österreichische Medizinerin
- Anna Fischer-Maraffa (1802/1806–1866), deutsche Opernsängerin (Sopran)
- Anna Klara Fischer (1887–1967), deutsche Sozialpolitikerin und Frauenrechtlerin
- Anne Fischer-Buck (1920–2013), deutsche Sozialpädagogin und Psychologin
- Anneliese Fischer (1925–2020), deutsche Politikerin (CSU)
- Annette Streeck-Fischer (* 1946), deutsche Ärztin und Psychoanalytikerin
- Annie Fischer (1914–1995), ungarische Pianistin
- Anton Fischer (Komponist) (1778–1808), deutscher Komponist
- Anton von Fischer (1792–1877), bayerischer Regierungsbeamter
- Anton Fischer (Fabrikant) (Anton von Fischer-Ankern; 1812–1902), österreichischer Stahlwarenfabrikant
- Anton Fischer (Schultheiß, 1840) (1840–1906), deutscher Schultheiß
- Anton Fischer (Kardinal) (1840–1912), deutscher Geistlicher, Erzbischof von Köln
- Anton Fischer (Politiker) (1873–1949), deutscher Politiker, MdL Bayern
- Anton Fischer (Schultheiß, 1876) (1876–1956), deutscher Stadtschultheiß
- Anton Fischer (Parteifunktionär), deutscher Parteifunktionär
- Anton Fischer (Sportfunktionär) (1924–2011), deutscher Kaufmann und Sportfunktionär
- Anton Fischer (Geobotaniker) (* 1953), deutscher Biologe, Geobotaniker und Hochschullehrer
- Anton Fischer (Bobfahrer) (* 1954), deutscher Bobpilot
- Anton Otto Fischer (1882–1962), deutscher Seemann und Maler
- Antonio Fischer (* 1996), deutscher Fußballspieler
- Anya Fischer (* 1975), deutsche Schauspielerin
- Aria Fischer (* 1999), US-amerikanische Wasserballspielerin
- Armin Fischer-Thomann (* 1959), deutscher Posaunist
- Arno Fischer (Techniker) (1898–1982), deutscher Maschinenbautechniker und Politiker (NSDAP)
- Arno Fischer (Fotograf) (1927–2011), deutscher Fotograf
- Arnold Fischer (General) (1869–1934), deutscher Generalleutnant
- Arnold Fischer (Politiker) (1898–1972), deutscher Politiker (NSDAP)
- Arthur Fischer (Maler) (1872–1948), deutscher Maler
- Arthur Fischer (Schriftsteller) (1897–1991), schwedischer Schriftsteller und Künstler
- Arthur Fischer (Psychologe) (1942–2021), deutscher Psychologe
- Arthur Fischer-Colbrie (1895–1968), österreichischer Schriftsteller und Museumsmitarbeiter
- Arthur Fischer-Streitmann (1884–1962), deutscher Schauspieler
- Artur Fischer (1919–2016), deutscher Erfinder und Unternehmer
- Arwed von Fischer (1825–1897), preußischer General der Infanterie
- August von Fischer (Stadtdirektor) (1781–1828), württembergischer Verwaltungsbeamter
- August Fischer (Sänger) (1798–1865), deutscher Opernsänger (Bass, Bariton)
- August Fischer (Bildhauer) (1805–1866), deutscher Bildhauer
- August Fischer (Geistlicher) (1825–1887), Geistlicher und Berater von Kaiser Maximilian
- August Fischer (Violinist) (1847–nach 1900), deutscher Violinist, Kapellmeister und Musikpädagoge
- August Fischer (Maler) (1854–1921), dänischer Maler
- August Fischer (Jurist) (1863–1916), deutscher Jurist, Bezirksamtmann, Ministerialrat und Museumsgründer
- August Fischer (Orientalist) (1865–1949), deutscher Orientalist
- August Fischer (Apotheker) (1868–1940), deutscher Apotheker
- August Fischer (Politiker, 1872) (1872–1943), deutscher Politiker, MdL Bayern
- August Fischer (Politiker, 1890) (1890–1962), deutscher Politiker (FDP), MdL Nordrhein-Westfalen
- August Fischer (Politiker, 1901) (1901–1986), deutscher Kommunalpolitiker, Bürgermeister von Kempten
- August A. Fischer (* 1939), Schweizer Verlags- und Medienmanager
- Augustín Fischer-Colbrie (1863–1925), slowakischer Geistlicher, Bischof von Košice
- Axel Fischer (Fußballspieler) (* 1961), deutscher Fußballspieler
- Axel Fischer (Politiker) (* 1966), deutscher Politiker (CDU), MdB
- Axel Fischer (Orientierungsläufer) (* 1976), deutscher Orientierungsläufer
- Axel Fischer (Musiker) (* 1981), deutscher Musiker und Schauspieler

### B
- Balthasar Fischer (1912–2001), deutscher Liturgiewissenschaftler
- Barbara Fischer (Sängerin) (1758–??), deutsche Sängerin (Sopran)
- Barbara Fischer (Germanistin) (1963–2010), deutsche Germanistin
- Barbara Fischer (Rollsportlerin) (1965–2015), deutsche Rollschnellläuferin, Kampfrichterin und Sportfunktionärin
- Beat Fischer (1641–1698), Schweizer Postgründer und Zeitungsherausgeber
- Beat von Fischer (1901–1984), Schweizer Diplomat
- Beate Fischer (um 1962–1994), Sexarbeiterin aus Berlin
- Beatrix Schwarzböck-Fischer (1808–1885), Sängerin
- Becky Fischer (* 1951), US-amerikanische Pastorin
- Béla Fischer (* 1959), slowakisch-österreichischer Komponist, Dirigent, Pianist und Musikpädagoge
- Benedikt Fischer (Pfarrer) (1491–1554), evangelischer Pfarrer in Schlesien
- Benedikt Fischer (Fernsehjournalist) (1964–2021), deutscher Fernsehjournalist und Dokumentarfilmer
- Benjamin Fischer (Fussballspieler) (* 1980), liechtensteinischer Fußballspieler
- Benjamin Fischer (Politiker) (* 1991), Schweizer Politiker (SVP)
- Benjamin B. Fischer, US-amerikanischer Historiker
- Benjamin Gottlob Fischer (Theologe) (1769–1846), deutscher Pfarrer, Theologe und Übersetzer
- Benjamin Gottlob Fischer (Kaufmann) (1805–1859), deutscher Kaufmann
- Benno Fischer (1828–1865), deutscher Maler
- Benno Fischer (Politiker) (1902–1981), tschechoslowakischer Politiker (SdP)
- Bente Fischer (* 2002), deutsche Fußballspielerin
- Bernd Fischer (Mathematiker) (1936–2020), deutscher Mathematiker
- Bernd Fischer (Fußballtrainer) (1939–2025), deutscher Fußballtrainer
- Bernd Fischer (MfS-Mitarbeiter) (1940–2018), deutscher Oberst im Ministerium für Staatssicherheit (MfS) der DDR
- Bernd Fischer (Fußballspieler, 1949) (* 1949), deutscher Fußballspieler
- Bernd Fischer (Mediziner) (* 1949), deutscher Anatom
- Bernd Fischer (Diplomat) (* 1950), deutscher Diplomat
- Bernd Fischer (Radsportler) (1953–2024), deutscher Radrennfahrer
- Bernd Fischer (Funktionär) (1954–2020), deutscher Verbandsfunktionär
- Bernd Fischer (Künstler) (* 1954), deutscher Maler, Bildhauer und Fotograf
- Bernd Fischer (Kameramann) (* 1964), deutscher Kameramann
- Bernd Erhard Fischer (* 1948), deutscher Lithograf, Buchgestalter und Autor
- Bernd-Jürgen Fischer (* 1943), deutscher Sprachwissenschaftler und Übersetzer
- Bernd Jürgen Fischer (* 1952), US-amerikanischer Historiker und Albanologe
- Bernd Michael Fischer (* 1939), deutscher Mediziner und Hochschullehrer
- Berndt Fischer (* 1949), deutscher Fotograf
- Bernhard Fischer (Rabbiner) (1821–1906), österreichischer Rabbiner und Schriftsteller
- Bernhard Fischer (Mediziner) (1852–1915), deutscher Mediziner und Meeresmikrobiologe
- Bernhard Fischer (Pharmazeut) (1856–1905), deutscher Pharmazeut
- Bernhard Fischer (Widerstandskämpfer) (1919–1985), deutscher Soldat und Widerstandskämpfer
- Bernhard Fischer (Ingenieur) (* 1955), deutscher Kraftwerksingenieur
- Bernhard Fischer (Literaturwissenschaftler) (* 1956), deutscher Literaturwissenschaftler
- Bernhard Fischer-Appelt (* 1965), deutscher Unternehmer
- Bernhard Fischer-Schweder (1904–1960), deutscher SA-Oberführer
- Bernhard Fischer-Wasels (1877–1941), deutscher Anatom und Pathologe
- Bernhard Friedrich Fischer (1807–1862), Schweizer Politiker
- Berthold Fischer (1807–1879), österreichischer Unternehmer
- Bettina Fischer (* 1972), deutsche Marketingwissenschaftlerin und Hochschullehrerin, siehe Bettina Manshausen
- Betty Fischer (1887–1969), österreichische Operettensängerin
- Bianca Fischer (* 1949), deutsche Juristin, Richterin und Politikerin
- Bigi Fischer (* 1950), österreichische Schauspielerin
- Bill Fischer (1927–2017), US-amerikanischer Footballspieler
- Birgit Fischer (Politikerin) (* 1953), deutsche Politikerin (SPD)
- Birgit Fischer (Kanutin) (* 1962), deutsche Kanutin
- Birgit Fischer (Sängerin) (* 1968), deutsche Sängerin
- Bobbi Fischer, deutscher Pianist, Komponist und Arrangeur
- Bobby Fischer (1943–2008), US-amerikanisch-isländischer Schachspieler
- Bodo Fischer (Politiker) (* 1935), deutscher Soziologe und Politiker
- Bodo Fischer (Handballspieler) (1940–2009), deutscher Handballspieler
- Bonifatius Fischer (1915–1997), deutscher Theologe und Benediktiner
- Bram Fischer (1908–1975), südafrikanischer Rechtsanwalt und Bürgerrechtler
- Brigitte Bermann Fischer (1905–1991), deutsche Schriftstellerin und Verlegerin
- Britta Fischer (Schauspielerin) (* 1944), deutsche Schauspielerin
- Britta Fischer (Sportpädagogin) (* 1972), deutsche Sportpädagogin und Hochschullehrerin
- Bruno Fischer (Bildhauer) (1860–1932), deutscher Bildhauer
- Bruno Fischer-Uwe (1915–1992), deutscher Maler

### C
- Cäcilia Fischer (1914–2001), österreichische römisch-katholische Benediktinerin, Äbtissin der Abtei St. Gabriel
- Camillo Fischer (1920–2009), deutscher Bildjournalist
- Can Fischer (* 1984), deutscher Schauspieler und Autor
- Carl von Fischer (1782–1820), deutscher Architekt, siehe Karl von Fischer (Architekt)
- Carl Fischer (Politiker) (1798–1860), deutscher Politiker, MdL Schwarzburg-Rudolstadt
- Carl Fischer (Lithograf) (Karl Fischer, 1809–1874), deutscher Lithograf, Maler und Bildnismaler
- Carl Fischer (Maler, 1818) (1818–1911), deutscher Jurist und Maler
- Carl Fischer (Bildhauer, 1838) (1838–1891), deutscher Bildhauer
- Carl Fischer (Arbeiter) (1841–1906), deutscher Arbeiter
- Carl Fischer (Unternehmer) (1843–1931), Schweizer Bauingenieur und Unternehmer
- Carl Fischer (Verleger) (1849–1923), deutsch-amerikanischer Verleger und Musikinstrumentenbauer
- Carl Fischer (Architekt) (1860–1917), deutscher Architekt
- Carl Fischer (Maler, 1887) (1887–1962), dänischer Maler
- Carl Fischer (Bildhauer) (1888–1987), Schweizer Bildhauer
- Carl Fischer (Übersetzer) (1918–1999), deutscher literarischer Übersetzer
- Carl Fischer (Fotograf) (1924–2023), US-amerikanischer Fotograf
- Carl von Fischer-Ooster (1807–1875), Schweizer Botaniker und Paläontologe
- Carl August Fischer (Komponist) (Karl August Fischer; 1828–1892), deutscher Komponist und Organist
- Carl August Fischer (Volkswirt) (1895–1966), deutscher Volkswirt
- Carl Ernst Fischer (1900–1974), deutscher Redakteur, Zeichner und Grafiker
- Carl Ferdinand Fischer (1889–1957), dänischer Fotograf und Stummfilmkameramann
- Carl Friedrich von Fischer (1783–1860), deutscher Jurist und Beamter
- Carl Friedrich Fischer (Pfarrer) (1809–1894), evangelisch-lutherischer Pfarrer und Autor
- Carl-Friedrich Fischer (Architekt) (1909–2001), deutscher Architekt
- Carl Friedrich August Fischer (1778–1842), deutscher Papierfabrikant
- Carl-Heinz Fischer (Mediziner) (1909–1997), deutscher Arzt und Zahnarzt, Dekan
- Carl-Heinz Fischer-Bobsien (1908–nach 1954), deutscher Textilchemiker
- Carl Holger Fischer (1885–1955), dänischer Maler
- Carl Ludwig Fischer (1816–1877), deutscher Komponist und Hofkapellmeister
- Carl Viktor von Fischer (1766–1821), Schweizer Offizier
- Carlos Fischer (1903–1969), uruguayischer Politiker
- Carola Fischer, deutsche Opern-/Operettensängerin in der Stimmlage Mezzosopran/Alt
- Caroline Fischer (Pianistin) (* 1984), deutsch-koreanische Pianistin
- Caroline Fischer (* 1962), deutsche Romanistin
- Caroline Fischer-Achten (1806–1896), österreichische Opernsängerin (Sopran)
- Caroline Auguste Fischer (1764–1842), deutsche Schriftstellerin und Frauenrechtlerin
- Carsten Fischer (* 1961), deutscher Hockeyspieler
- Carsten Fischer (Jurist) (* 1976), deutscher Rechtswissenschaftler
- Caspar Fischer (um 1510–1579), deutscher Architekt der Renaissance, siehe Caspar Vischer (Architekt)
- Caspar Fischer (Mediziner) (um 1590–um 1663), deutscher Wundarzt
- Cathy Fischer, Geburtsname von Cathy Hummels (* 1988), deutsches Model und Moderatorin
- Cecil Ernest Claude Fischer (1874–1950), britischer Botaniker
- Charlotte Froese Fischer (1929–2024), US-amerikanische Mathematikerin, Physikerin und Informatikerin
- Choere Fischer (Thomas Fischer; * 1979), deutscher Schauspieler
- Christelle Fischer-Bovet (* 1977), schweizerische Althistorikerin
- Christian von Fischer (1788–1870), preußischer Generalleutnant
- Christian Fischer (Holzschnitzer) (1790–1848/1849), Schweizer Holzschnitzer
- Christian Fischer (Politiker, 1823) (1823–1871), deutscher Kaufmann und Reichstagsabgeordneter
- Christian Fischer (Politiker, 1879) (1879–1934), österreichischer Politiker (CSP)
- Christian Fischer (Schauspieler) (* 1958), österreichischer Schauspieler
- Christian Fischer (Fußballspieler) (* 1962), österreichischer Fußballspieler
- Christian Fischer (Chorleiter) (* 1962), deutscher Chorleiter und Hochschullehrer
- Christian Fischer (Jurist) (* 1963), deutscher Rechtswissenschaftler und Hochschullehrer
- Christian Fischer (Erziehungswissenschaftler) (* 1965), deutscher Erziehungswissenschaftler und Hochschullehrer
- Christian Fischer (Schiedsrichter) (* 1970), deutscher Fußballschiedsrichter
- Christian Fischer (Leichtathlet) (* 1972), deutscher Langstreckenläufer
- Christian Fischer (Politiker, 1977) (* 1977), österreichischer Politiker (SPÖ)
- Christian Fischer (Filmemacher), deutscher Filmemacher und Autor
- Christian Fischer (Elektromusiker) (* um 1980), deutscher Elektromusiker, DJ und Produzent
- Christian Fischer (Rechtsanwalt) (* 1982), deutscher Jurist und Autor
- Christian Fischer (Eishockeyspieler) (* 1997), US-amerikanischer Eishockeyspieler
- Christian Sparrenlöv-Fischer (* 1994), schwedischer Poolbillardspieler
- Christian August Fischer (1771–1829), deutscher Schriftsteller
- Christian Friedrich Fischer (1698–1764), Musikdirektor, Kantor, Organist, Komponist, Musikschriftsteller und Jurist
- Christian Friedrich Emanuel Fischer (1767–1825), deutscher Chronist und Zeitungsherausgeber in Schlesien
- Christian Gottlob Fischer (Unternehmer) († 1804), sächsisch-böhmischer Montanunternehmer
- Christian Gottlob Fischer (Pfarrer) (1815–1893), deutscher evangelisch-lutherischer Pfarrer und Autor
- Christian M. Fischer (* 1973), deutscher Fotograf, Designer, Medienkünstler und Komponist
- Christian Wilhelm Fischer (1787–1859), deutscher Schauspieler, Sänger (Bassbuffo) und Regisseur
- Christiane Fischer (* 1967), deutsche Medizinerin
- Christina Fischer (* 1973), deutsche Tischtennisspielerin
- Christine Fischer (Autorin) (* 1952), luxemburgisch-schweizerische Therapeutin und Autorin
- Christine Fischer (Musikwissenschaftlerin), deutsch-schweizerische Musikwissenschaftlerin
- Christine Fischer (Schauspielerin), deutsche Schauspielerin
- Christine Fischer-Defoy (* 1951), deutsche Autorin und Filmemacherin
- Christoph Fischer (Theologe, † 1598) (1518–1598), deutscher Theologe, Generalsuperintendent in Celle
- Christoph Fischer (Theologe, † 1699) († 1699), deutscher Theologe, Generalsuperintendent in Göttingen
- Christoph Fischer (Bildhauer) (* 1956), deutscher Bildhauer
- Christoph Fischer (Mediziner) (* 1958), deutscher Arzt und Journalist
- Christoph Fischer (Eishockeyspieler) (* um 1988), deutscher Eishockeyspieler
- Christopher Fischer (* 1988), deutscher Eishockeyspieler
- Claas-Peter Fischer (* 1968), deutscher Ruderer
- Clare Fischer (1928–2012), US-amerikanischer Musiker und Arrangeur
- Claudia Fischer (* 1970), deutsche Juristin, Richterin am Bundesgerichtshof
- Claus Fischer (Musiker) (* 1965), deutscher Musiker und Musikproduzent
- Claus Cornelius Fischer (1951–2020), deutscher Schriftsteller, Übersetzer und Drehbuchautor
- Clemens Fischer (Maler) (1918–1992), deutscher Maler
- Clemens Fischer (Unternehmer) (* 1975), deutscher Unternehmer und Investor
- Conrad Fischer (um 1615–1701), Propst des Stiftes Forbes in Südböhmen
- Constanze Fischer-Czermak (* 1959), österreichische Juristin und Hochschullehrerin
- Cornelia Fischer (1954–1977), deutsch-österreichische Malerin
- Cornelia Fischer (Köchin) (* 1984), deutsche Köchin
- Cuno Fischer (1914–1973), deutscher Maler und Bühnenbildner
- Curt Fischer (Fußballspieler), deutscher Fußballspieler
- Curt Fischer (Ingenieur) (1890–1956), deutscher Ingenieur, Entwickler der Midgard-Lampen
- Curt Fischer (Politiker) (1901–1945), deutscher Politiker (NSDAP), MdR
- Curt Theodor Fischer (1869–1948), deutscher Klassischer Philologe und Lehrer

### D
- Dagmar Fischer (* 1969), österreichische Autorin und Performancekünstlerin
- Daniel Fischer (Mediziner) (1695–1746), Mediziner
- Daniel Fischer (Fabrikant) (1773–1833), österreichischer Stahlwarenfabrikant
- Daniel Fischer (Rechtsanwalt) (1953–2015), Schweizer Rechtsanwalt und Hochschullehrer
- Daniel Fischer (Astronom) (* 1964), deutscher Astronom und Herausgeber
- Daniel Fischer (Moderator) (* 1976), deutscher Moderator
- Daniel Fischer (Skirennläufer) (* 1985), deutscher Skirennläufer
- Daniel Fischer (Fußballspieler) (* 1997), österreichischer Fußballspieler
- Daniel Fischer (Schachspieler) (* 2003), Schweizer Schachspieler
- Daniel Arthur Fischer (* 1987), deutsch-polnischer Schauspieler
- David Fischer (Verwaltungsjurist, 1870) (1870–nach 1935), deutscher Verwaltungsjurist, Bezirksamtsvorstand in Wolfstein
- David Fischer (Verwaltungsjurist, 1873) (1873–1934), deutscher Verwaltungsjurist, Landrat von Gummersbach
- David Fischer (Fußballfunktionär) (* 1984), deutscher Fußballfunktionär
- David Fischer (Eishockeyspieler) (* 1988), US-amerikanischer Eishockeyspieler
- David Hackett Fischer (* 1935), US-amerikanischer Historiker
- Deb Fischer (* 1951), US-amerikanische Politikerin
- Debra Fischer (* 1953), US-amerikanische Astronomin
- Délia Fischer (Musikerin) (* 1964), brasilianische Musikerin, Sängerin, Komponistin und Arrangeurin
- Delia Fischer (Journalistin) (* 1974/1975), österreichische Journalistin und Fußballfunktionärin
- Delia Fischer (Unternehmerin) (* um 1985), deutsche Unternehmerin, Mitgründerin von Westwing
- Denis Fischer (* 1978), deutscher Sänger, Entertainer und Schauspieler
- Detlef Fischer (* 1953), deutscher Manager
- Detlef B. Fischer (* 1952), deutscher Autor, Fotograf, Maler und Bodhisattva-Mönch
- Detlev Fischer (Richter) (* 1950), deutscher Jurist
- Detlev Fischer (Schachspieler) (* 1951), deutscher Fernschachspieler
- Diego Fischer (* 1961), uruguayischer Journalist und Schriftsteller
- Dieter Fischer (Fußballspieler, 1936) (1936–2016), deutscher Fußballspieler
- Dieter Fischer (* 1941), österreichischer Ingenieurwissenschaftler und Hochschullehrer, siehe Franz Dieter Fischer
- Dieter Fischer (Politiker) (* 1942), deutscher Politiker (CDU), MdL Hessen
- Dieter Fischer (Fußballspieler, 1958) (* 1958), deutscher Fußballspieler
- Dieter Fischer (Schauspieler) (* 1971), deutscher Schauspieler
- Dietmar Fischer (* 1950), deutscher Architekt
- Dietrich Fischer (Friedensforscher) (* 1941), Schweizer Mathematiker, Informatiker und Friedensforscher
- Dietrich Fischer (Ingenieur) (* 1942), deutscher Ingenieur und Heimatforscher
- Dietrich Fischer-Dieskau (1925–2012), deutscher Sänger (Bariton), Dirigent und Musikschriftsteller
- Dirk Fischer (* 1943), deutscher Politiker (CDU)
- Doina Fischer (* 1969), österreichische Dirigentin, Komponistin und Violinistin
- D’or Fischer (* 1981), US-amerikanischer Basketballspieler
- Doris Fischer (Denkmalpflegerin) (* 1962), deutsche Kunsthistorikerin und Denkmalpflegerin
- Doris Fischer (Wirtschaftswissenschaftlerin) (* 1965), Sinologin, Wirtschaftswissenschaftlerin und Hochschullehrerin an der Universität Würzburg
- Dorothea Fischer (Malerin) (* 1937), deutsche Malerin und Zeichnerin
- Dorothea Fischer-Nosbisch (1921–2009), deutsche Grafikerin und Briefmarkenkünstlerin
- Drew Fischer (* 1980), kanadischer Fußballschiedsrichter

### E
- E. Kurt Fischer (1892–1964), deutscher Rundfunkredakteur
- Eberhard Fischer (Künstler), deutscher Maler
- Eberhard Fischer (General) (1893–1962), deutscher Generalmajor der Luftwaffe
- Eberhard Fischer (Kybernetiker) (1935–2020), deutscher Kybernetiker und Hochschullehrer, Namensgeber des Eberhard-Fischer-Preises
- Eberhard Fischer (Fußballspieler) (1935–2020), deutscher Fußballspieler
- Eberhard Fischer (Ethnologe) (* 1941), Ethnologe und Museumsdirektor
- Eberhard Fischer (Politiker) (* 1943), deutscher Politiker (SPD), MdL Hessen
- Eberhard Fischer (Kanute) (* 1943), deutscher Kanute
- Eberhard Fischer (Botaniker) (* 1961), deutscher Botaniker und Hochschullehrer
- Eckart Fischer (* 1942), deutscher Brigadegeneral der Bundeswehr
- Eckhard Fischer (Musiker) (* 1959), deutscher Geiger, Dirigent und Hochschullehrer
- Eckhard Fischer (Fußballspieler) (* 1953), deutscher Fußballspieler
- Edda Fischer (* 1969), deutsche Schauspielerin
- Eddy Fischer (1916–1992), deutscher Theaterplastiker
- Edith Fischer (* 1935), chilenische klassische Pianistin
- Edith Stumpf-Fischer (* 1942), österreichische Bibliothekarin, Ministerialbeamtin und Frauenforscherin
- Edmond Henri Fischer (1920–2021), schweizerisch-amerikanischer Biochemiker
- Edmund Fischer (1864–1925), deutscher Holzbildhauer, Redakteur und Politiker, MdR
- Eduard Fischer (Jesuit) (1846–1933), österreichischer Prediger und Jesuitenpater
- Eduard Fischer (Maler) (1852–1904/1905), deutscher Maler
- Eduard Fischer (Mykologe) (1861–1939), Schweizer Botaniker
- Eduard Fischer (General) (1862–1935), österreichischer Generalmajor der Gendarmerie und Autor
- Eduard Fischer (Unternehmer) (1868–1951), österreichischer Unternehmer, Mitbegründer von Austro-Daimler
- Eduard Fischer (Autor) (1896–1981), Schweizer Schriftsteller
- Eduard Fischer (Geistlicher) (1901–1945), deutscher römisch-katholischer Geistlicher und Märtyrer
- Eduard Fischer, eigentlicher Name von Udo Fischer (* 1952), österreichischer Benediktinerpater
- Eduard Fischer von Röslerstamm (Alpinist) (1814–1879), österreichischer Unternehmer und Alpinist
- Eduard Fischer von Röslerstamm (Autor) (1848–1915), österreichischer Journalist und Autographensammler
- Edwin Fischer (Tennisspieler) (1873–1947), US-amerikanischer Tennisspieler
- Edwin Fischer (1886–1960), Schweizer Pianist
- Edwin O. Fischer (1957–2025), österreichischer Betriebswirtschaftler und Hochschullehrer
- Eitel Fischer (* 1942), deutscher Altphilologe
- Elena Fischer (* 1987), deutsche Buchautorin
- Eli Fischer-Jørgensen (1911–2010), dänische Sprachwissenschaftlerin
- Elisa Fischer (* 1990), deutsche Schlagersängerin, siehe Nora Louisa
- Elisabeth Fischer-Friedrich (* 1981), deutsche Biophysikerin
- Elisabeth Fischer-Holz (1921–2020), deutsche Lehrerin und Historikerin
- Elisabeth Fischer-Markgraff, deutsche Schriftstellerin
- Elisabeth Bottesi-Fischer (* 1960), Schweizer Malerin und Scherenschneiderin
- Élise Fischer (1948–2023), französische Journalistin und Schriftstellerin
- Elmar Fischer (Bischof) (1936–2022), österreichischer katholischer Bischof der Diözese Feldkirch
- Elmar Fischer (Regisseur) (* 1968), deutscher Regisseur
- Elsa Fischer-Treyden (1901–1995), deutsche Produktdesignerin
- Elsa Bertha Fischer-Ginsburg (1901–1998), deutsche Malerin
- Else Gentner-Fischer (1883–1943), deutsche Opernsängerin
- Elvira Fischer (* 1954), deutsche Leichtathletin
- Emanuel Friedrich von Fischer (1803–1870), Schweizer Politiker
- Emil von Fischer (1831–1912), deutscher General der Infanterie
- Emil Fischer (Sänger) (1838–1914), deutscher Sänger (Bassbariton) und Gesangspädagoge
- Emil Fischer (1852–1919), deutscher Chemiker
- Emil Fischer (Mediziner, 1855) (1855–1921), siebenbürgischer Augenarzt, Heimatforscher und Sprachwissenschaftler
- Emil Fischer (Entomologe) (1868–1954), Schweizer Entomologe und Arzt
- Emil Fischer (Mediziner, 1872) (1872–1952), siebenbürgischer Dermatologe, Pianist und Komponist
- Emil Fischer (Politiker) (1883–1956), deutscher Politiker (NSDAP und Deutschsozialistische Partei)
- Emil Fischer (Maler) (um 1895–nach 1940), deutscher Maler und Zeichner
- Emil Fischer (Mediziner, 1919) (1919–2001), Schweizer Dermatologe und Hochschullehrer
- Emil Fischer-Miville (1833–1907), Schweizer Offizier, Unternehmer, Politiker und Schriftsteller
- Emil Walter Kurt Fischer, eigentlicher Name von Melchior Vischer (1895–1975), deutscher Schriftsteller und Regisseur
- Engelbert Lorenz Fischer (1845–1923), deutscher katholischer Theologe, Philosoph und Autor
- Erdmann Rudolf Fischer (1687–1776), deutscher lutherischer Theologe
- Erhard Fischer (Regisseur) (1922–1996), deutscher Musiktheater-Regisseur
- Erhard Fischer (Architekt) (1930–2016), deutscher Architekt
- Erhard Fischer (Pädagoge) (* 1952), deutscher Pädagoge
- Erhard Fischer (Unternehmer), deutscher Rennsportunternehmer
- Erhard W. Fischer (1929–2011), deutscher Physiker
- Eric Fischer-Larsen (1912–nach 1970), deutscher Komponist
- Erica Fischer (* 1943), österreichische Schriftstellerin, Journalistin und Übersetzerin
- Erich Fischer (Musikwissenschaftler) (1887–1977), Schweizer Musikwissenschaftler und Komponist
- Erich Fischer (Manager) (1891–1975), deutscher Wirtschaftsmanager und Fotograf
- Erich Fischer (Journalist) (1908–1994), deutscher Journalist
- Erich Fischer (Fußballspieler) (1909–1990), deutscher Fußballspieler
- Erich Fischer (Physiker) (1910–1969), deutscher Physiker
- Erich Fischer (Mediziner) (1922–2009), deutscher Radiologe
- Erich Fischer (Musiker) (* 1955), Schweizer Jazzmusiker
- Erich Fischer (Wasserballspieler) (* 1966), US-amerikanischer Wasserballspieler
- Erich Fischer-Brügge (1904–1951), deutscher Neurochirurg
- Erich Walter Fischer (1913–1999), deutscher Grafiker
- Erik Fischer (* 1948), deutscher Musikwissenschaftler
- Erika Fischer-Lichte (* 1943), deutsche Theaterwissenschaftlerin
- Ernest Fischer (1882–1963), Schweizer Politiker (FDP)
- Erno Fischer, Pseudonym von Wilfried A. Hary (* 1947), deutscher Autor
- Ernst Fischer (Lithograf) (1815–1874), deutscher Lithograf und Radierer
- Ernst Fischer (Geistlicher, 1862) (1862–1940), deutscher Pfarrer und Prediger
- Ernst Fischer (Verleger, 1878) (1878–1961), Schweizer Drucker und Verleger
- Ernst Fischer (Dirigent) (1881–1962), deutscher Violinist und Dirigent
- Ernst Fischer (Kunsthistoriker) (1890–1980), schwedischer Kunsthistoriker und Museumsdirektor
- Ernst Fischer (Politiker, 1891) (1891–1978), österreichischer Politiker
- Ernst Fischer (Landrat) (1892–1976), deutscher Landrat
- Ernst Fischer (Marineoffizier) (1894–1967), deutscher Marineoffizier
- Ernst Fischer (Mediziner) (1896–1981), deutsch-amerikanischer Physiologe
- Ernst Fischer (Journalist, 1897) (1897–nach 1966), österreichischer Journalist
- Ernst Fischer (Schriftsteller) (1899–1972), österreichischer Schriftsteller und Politiker (KPÖ)
- Ernst Fischer (Komponist) (1900–1975), deutscher Komponist
- Ernst Fischer (Geistlicher, 1903) (1903–1983), deutscher Pastor und Landessuperintendent
- Ernst Fischer (Verleger, 1905) (1905–1982), Schweizer Drucker, Verleger und erster Direktor des Bundesamts für Zivilschutz
- Ernst Fischer (Politiker, III), deutscher Politiker (SED), MdL Sachsen
- Ernst Fischer (Erfinder) (1910–2006), deutscher Erfinder
- Ernst Fischer (Politiker, 1934) (1934–2019), deutscher Politiker
- Ernst Fischer (Journalist) (1942–2016), deutscher Journalist
- Ernst Fischer (Hotelier) (* 1944), deutscher Hotelier, Verbandsfunktionär und Politiker (FDP)
- Ernst Fischer (Germanist) (* 1951), österreichisch-deutscher Germanist und Buchwissenschaftler
- Ernst Fischer (Drehbuchautor), deutscher Drehbuchautor
- Ernst Fischer-Bothof (1920–2001), deutscher Chemiker, Unternehmer und Verbandsfunktionär
- Ernst Fischer-von Kaenel (auch Ernst Fischer-von Känel; † 1961), deutscher Buchdrucker und Verleger
- Ernst Albert Fischer-Cörlin (1853–1932), deutscher Maler
- Ernst August Fischer, deutscher Fotograf und Ansichtskartenverleger
- Ernst Friedrich Gerhard Fischer (1806–1862), deutscher Musikdirektor, Pianist und Komponist
- Ernst Gottfried Fischer (1754–1831), deutscher Physiker und Chemiker
- Ernst M. Fischer (1893–1959), deutscher Unternehmer
- Ernst Maria Fischer (1907–1939), deutscher Maler und Radierer
- Ernst Otto Fischer (1918–2007), deutscher Chemiker
- Ernst Peter Fischer (* 1947), deutscher Wissenschaftshistoriker
- Ernst Peter Fischer (Diplomat), deutscher Diplomat
- Ernst Rudolf Fischer (1897–1965), deutscher Industriemanager und Ministerialbeamter
- Ernst Sigismund Fischer (1875–1954), österreichischer Mathematiker
- Ernst Wilhelm Fischer (Musiker) (1847–1926), deutscher Tubist
- Ernst Wilhelm Fischer (Übersetzer) (1876–1960), deutscher Übersetzer, Schriftsteller und Flaubert-Forscher
- Ervin Fischer, estnischer Fußballspieler
- Erwin Fischer (Jurist) (1904–1996), deutscher Jurist
- Erwin Fischer (Widerstandskämpfer) (1907–1942), deutscher Widerstandskämpfer und Parteifunktionär (KPD)
- Erwin Fischer (Journalist, 1928) (* 1928), deutscher Journalist und Schriftsteller
- Erwin Fischer (Journalist, 1939) (1939–2015), österreichischer Fernsehjournalist und Moderator
- Erwin Keller-Fischer (1931–2012), Schweizer Architekt, Maler und Lehrer
- Erwin Müller-Fischer (1897–1977), deutscher Journalist, Archivar, Post- und Fernmeldehistoriker
- Esther Fischer-Homberger (1940–2019), Schweizer Medizinhistorikerin
- Esther Gisler Fischer (* 1968), Schweizer Theologin
- Eugen Fischer (Chemiker) (1854–1917), deutscher Chemiker und Fabrikdirektor
- Eugen Fischer (Mediziner) (1874–1967), deutscher Mediziner, Anthropologe und Rassenhygieniker
- Eugen Fischer (Historiker) (Pseudonym A. Helm; 1899–1973), deutscher Geologe und Historiker
- Eugen Fischer (Theologe) (1909–1984), deutscher katholischer Theologe und Hochschullehrer
- Eugen Fischer (Fabrikant) (1916–1987), Schweizer Fabrikant
- Eugen Fischer (Fußballspieler) (1919–2010), deutscher Fußballspieler
- Eugen Fischer (Philosoph) (* 1970), deutscher Philosoph
- Eugen Fischer-Baling (1881–1964), deutscher Bibliothekar, Historiker, Politologe, evangelischer Theologe und Schriftsteller
- Eugen Kurt Fischer, bekannt als E. Kurt Fischer (1892–1964), deutscher Rundfunkredakteur
- Eugen O. Fischer (1936–1999), Schweizer Architekt
- Eva Fischer (Künstlerin) (1920–2015), jugoslawisch-italienische Künstlerin
- Eva Fischer (Autorin) (1951–2023), österreichische Autorin
- Eva Fischer (Kunsthandwerkerin) (* 1966), österreichische Kunsthandwerkerin
- Eva Fischer (Kuratorin) (* 1983), österreichische Kuratorin
- Eva Fischer-Hausdorf (* um 1979), deutsche Kunsthistorikerin
- Evelin Fischer (* 1948), deutsche Politikerin (SPD)
- Eveline Fischer (* 1969), britische Videospielmusik-Komponistin
- Evelyn Fischer (Journalistin), deutsche Journalistin
- Evelyn Fischer (Sängerin) (* 1964), deutsche Sängerin und Moderatorin
- Ewald Fischer-Dorp (1899–1991), deutscher Richter

### F
- F. E. Fischer, Chemiker (1951 erste Laborsynthese von Serotonin)
- Fabienne Fischer (* 1961), Schweizer Rechtsanwältin und Politikerin (Grüne)
- Fanny Fischer (* 1986), deutsche Kanutin
- Felix Fischer (Chemiker) (1855–1927), österreichischer Chemiker
- Felix Fischer (Heimatforscher) (1864/1874–1924), deutscher Pfarrer und Heimatforscher
- Felix Fischer (Journalist) (1879–1944), österreichischer Journalist und Theaterintendant
- Felix Fischer (Politiker) (* 1947), deutsch-brasilianischer Politiker
- Felix Fischer (Volleyballspieler) (* 1983), deutscher Volleyballspieler
- Felix Fischer (Fußballspieler) (* 2006), österreichischer Fußballspieler
- Felix R. Fischer (* 1980), deutscher Chemiker
- Ferdi Fischer (* 1978), deutscher Stuntkoordinator, Regisseur, Kameramann und Stuntman
- Ferdinand Fischer (Musiker) (1652–1725), österreichischer Lautenspieler und Komponist
- Ferdinand von Fischer (1784–1860), deutscher Architekt
- Ferdinand Fischer (Jurist) (1805–1880), deutscher Jurist und Politiker
- Ferdinand Fischer (Politiker, I), deutscher Politiker (SPD)
- Ferdinand Fischer (Politiker, 1836) (1836–1916), deutscher Politiker, MdPL Rheinprovinz
- Ferdinand Fischer (Politiker, Juli 1840) (Ferdinand Ludwig Fischer; 1840–1915), deutscher Politiker (Zentrum), MdL Baden
- Ferdinand Fischer (Politiker, August 1840) (Wilhelm Karl Ferdinand Fischer; 1840–1934), deutscher Gastwirt und Politiker, MdL Reuß jüngerer Linie
- Ferdinand Fischer (Politiker, 1918) (1918–2013), deutscher Politiker, Bürgermeister von Rödental
- Ferdinand Fischer (Chemiker) (1842–1916), deutscher Chemiker
- Ferdinand Fischer (Politiker, II), österreichischer Politiker (CS)
- Ferdinand Fischer (Autor) (Ferdy Fischer, Ferdinand G. B. Fischer; * 1936), deutscher Autor
- Ferenc Keresztes-Fischer (1881–1948), ungarischer Politiker
- Filip Fischer (* 1981), schwedischer Snowboarder
- Florian Fischer (Designer) (1940–2015), deutscher Designer
- Florian Fischer (Musiker) (* 1974), deutscher Musiker, Produzent und Manager
- Florian Fischer (Basketballspieler) (* 1976/1977), deutscher Rollstuhl-Basketballspieler
- Florian Fischer (Architekt) (* 1977), deutscher Architekt und Universitätsprofessor
- Florian Fischer (Schauspieler, 1978) (* 1978), deutscher Schauspieler
- Florian Fischer (Fotograf) (* 1981), deutscher Fotograf
- Florian Fischer (Filmregisseur) (* 1981), deutscher Filmregisseur
- Florian Fischer (Schauspieler, 1985) (* 1985), deutscher Schauspieler
- Florian Fischer (Radballspieler) (* 1988), österreichischer Radballspieler
- Florian Fischer (Regisseur), deutscher Bühnenregisseur, Kurator und Bühnenautor
- Florian Fischer-Fabian (* 1957), deutscher Journalist
- Frank Fischer (Philologe) (1884–1914), deutscher Philologe
- Frank Fischer (Politikwissenschaftler) (* 1942), US-amerikanischer Politologe und Politsoziologe
- Frank Fischer (Musiker) (* 1949), deutscher Musiker und Komponist
- Frank Fischer (Produzent) (* 1950), US-amerikanischer Filmproduzent
- Frank Fischer (Kanute) (* 1960), deutscher Kanute
- Frank Fischer (Leichtathlet), deutscher Leichtathlet
- Frank Fischer (Psychologe) (* 1965), deutscher Psychologe und Hochschullehrer für Pädagogische Psychologie
- Frank Fischer (Historiker) (* 1968), deutscher Historiker
- Frank Fischer (Footballspieler) (* 1969/1970), deutscher American-Football-Spieler
- Frank Fischer (Moderator) (* 1970), deutscher Hörfunkmoderator, Redakteur und Autor
- Frank Fischer (Komiker) (* 1973), deutscher Komiker
- Frank Fischer (Literaturwissenschaftler) (* 1977), deutscher Literaturwissenschaftler und Schriftsteller
- Frans Fischer (1875–1949), belgischer Politiker (BWP)
- Franz Fischer (Jurist) (1793/94–1839), tschechischer Handelsjurist und Hochschullehrer
- Franz Fischer (Mediziner) (1817–1878), deutscher Mediziner und Homöopath
- Franz Fischer (Politiker, 1830) (1830–1888), österreichischer Geistlicher und Politiker, Mitglied des Österreichischen Abgeordnetenhauses
- Franz Fischer (Musiker) (1849–1918), deutscher Dirigent und Cellist
- Franz Fischer (Schauspieler) (Der kleine Fischer; 1857–1934), österreichischer Schauspieler und Sänger
- Franz Fischer (Chemiker) (1877–1947), deutscher Chemiker
- Franz Fischer (Politiker, 1887) (1887–1943), österreichischer Politiker, Bürgermeister von Innsbruck
- Franz Fischer (Entomologe) (?–1957), österreichischer Insektenkundler und Schmetterlingsforscher
- Franz Fischer (Staatssekretär) (1889–1962), deutscher Ingenieur, Verwaltungsbeamter und Staatssekretär
- Franz Fischer (Politiker, 1894) (1894–nach 1948), deutscher Politiker (CDU)
- Franz Fischer (SS-Mitglied, 1896) (1896–1983), deutscher SS-Brigadeführer
- Franz Fischer (Bildhauer, 1900) (1900–1980), Schweizer Bildhauer und Zeichner
- Franz Fischer (SS-Mitglied, 1901) (1901–1989), deutscher SS-Sturmscharführer
- Franz Fischer (Politiker, 1904) (1904–1986), deutscher Politiker (KPD, SED)
- Franz Fischer (Politiker, 1910) (1910–1981), Schweizer Politiker, Regierungsrat Schaffhausen
- Franz Fischer (Journalist) (1912–1983), österreichischer Journalist
- Franz Fischer (Ornithologe) (1919–1981), deutscher Vogelkundler
- Franz Fischer (Bildhauer, 1920) (1920–1976), österreichischer Bildhauer
- Franz Fischer (Gitarrist) (1922–1989), deutscher Gitarrist
- Franz Fischer (Prähistoriker) (1925–2016), deutscher Vor- und Frühgeschichtler sowie Hochschullehrer
- Franz Fischer (Philosoph) (1929–1970), österreichischer Erziehungswissenschaftler und Philosoph
- Franz Fischer (Fußballspieler) (* 1958), deutscher Fußballspieler
- Franz Fischer Edler von Röslerstamm (1819–1907), österreichischer Ingenieur und Erfinder
- Franz-Alois Fischer (* 1983), deutscher Rechtsanwalt, Philosoph und Autor
- Franz Dieter Fischer (* 1941), österreichischer Ingenieurwissenschaftler und Hochschullehrer
- Franz Gottwalt Fischer (1902–1960), deutscher Chemiker
- Franz Joseph Fischer (Abt) (1740–1806), deutscher Prämonstratenser, Abt von Wedinghausen
- Franz Joseph Fischer (Bischof) (1871–1958), deutscher Geistlicher, Titularbischof von Zuri
- Franz Karl Fischer (1710–1772), deutscher Baumeister
- Franziska Fischer (Politikerin) (1897–1972), deutsche Landwirtin und Politikerin (Senatorin)
- Franziska Fischer (Journalistin) (* 1968), deutsche Journalistin
- Franziska Fischer (Schriftstellerin) (* 1983), deutsche Schriftstellerin
- Franziska Fischer (Handballspielerin) (* 1999), deutsche Handballspielerin
- Frauke Fischer (* 1965), deutsche Biologin
- Fred Fischer (* 1927), deutscher Physiker und Hochschullehrer, Lehrstuhlinhaber in Münster
- Frederik Fischer (1809–1871), dänischer Redakteur
- Frederike Fischer (* 1986), deutsche Beachvolleyballspielerin
- Frieda Fischer (Malerin) (1886–1966), deutsche Malerin
- Frieda Fischer-Wieruszowski (1874–1945), deutsche Kunstsammlerin und Museumsleiterin
- Friedhelm Fischer (* 1955), deutscher Bauingenieur und Politiker, Bürgermeister von Langenhagen
- Friedhold Fischer (1882–1944), deutscher Spielzeugfabrikant
- Friedrich Fischer (Humanist) (um 1464–1529), deutscher Humanist und Jurist
- Friedrich Fischer (1786–1870; auch Emanuel Friedrich von Fischer), Schweizer Politiker, Schultheiss von Bern, Tagsatzungspräsident
- Friedrich Fischer (Philosoph) (1801–1853), deutscher Philosoph
- Friedrich Fischer (Sänger) (1809–1871), österreichischer Sänger (Bass)
- Friedrich Fischer (Politiker, 1815) (1815–1874), deutscher Politiker, MdL Reuß jüngerer Linie
- Friedrich von Fischer (General) (1826–1907), österreichischer General und Historiker
- Friedrich Fischer (Brauer) (1827–1890), deutscher Brauereibesitzer- und Posthalter
- Friedrich Fischer (Erfinder) (1849–1899), deutscher Erfinder und Unternehmer
- Friedrich Fischer (Politiker, 1865) (1865–1934), deutscher Politiker (SPD), MdL Württemberg
- Friedrich Fischer (Politiker, 1874) (1874–1931), deutscher Politiker (Zentrum), MdL Baden
- Friedrich Fischer (Architekt) (1879–1944), deutscher Architekt
- Friedrich Fischer (Eisenbahner) (1882–1955), deutscher Eisenbahnbeamter und Widerstandskämpfer
- Friedrich Fischer (Hauptmann) (1908–nach 1969), deutscher Hauptmann der Luftwaffe und KZ-Lagerkommandant
- Friedrich Fischer (Ingenieur, 1919) (1919–1992), deutscher Ingenieur
- Friedrich Fischer (Chemiker) (1919–2006), deutscher Chemiker und Hochschullehrer für Pflanzenchemie und Holzforschung
- Friedrich Fischer (Ingenieur, 1928) (* 1928), deutscher Ingenieur
- Friedrich Fischer (Gitarrist) (* 1943), österreichischer Gitarrist
- Friedrich Fischer-Friesenhausen (1886–1960), deutscher Dichter und Schriftsteller
- Friedrich Meyer-Fischer († 1925), Schweizer Journalist
- Friedrich Andreas Fischer von Poturzyn (1893–1987), österreichischer Flugzeugwerkedirektor und Schriftsteller
- Friedrich August Fischer (1727–1786), deutscher Rechtswissenschaftler
- Friedrich Christoph Jonathan Fischer (1750–1797), deutscher Historiker und Rechtswissenschaftler
- Friedrich Ernst Ludwig von Fischer (1782–1854), deutsch-russischer Botaniker
- Friedrich Ferdinand Fischer (1880–1947), österreichischer Architekt
- Friedrich Heinrich Fischer (1785–1850), deutscher Maler und Zeichenlehrer
- Friedrich Leopold Fischer (1798–1857), deutscher Generalmajor und Prinzenerzieher
- Friedrich Peter Fischer (1896–1949), deutscher Augenarzt
- Friedrich Theodor Fischer (1803–1867), deutscher Architekt
- Friedrich Wilhelm von Fischer (1779–1836), deutscher Politiker
- Friedrich Wilhelm Fischer (Sänger) (Friedrich Wilhelm Fischer-Achten; 1805–1871), österreichischer Opernsänger (Bass)
- Friedrich Wilhelm Fischer (Politiker) (1846–1888), deutscher Jurist und Politiker (DHP), MdR
- Friedrich Wilhelm Fischer-Derenburg (1882–1973), deutscher Maler
- Frithjof Fischer (1899–1977), deutscher Schriftsteller
- Fritz Fischer (Botaniker) (?–1896), deutscher Botaniker
- Fritz Fischer (Mediziner, 1855) (1855–1905), deutscher Chirurg, Professor in Straßburg
- Fritz von Fischer (1885–1946), Schweizer Politiker
- Fritz Fischer (Maler, 1889) (1889–1974), deutscher Maler
- Fritz Fischer (Agraringenieur) (1891–1983), Schweizer Agraringenieur
- Fritz Fischer (Mathematiker) (1894–nach 1973), deutscher Mathematiker
- Fritz Fischer (Radsportler) (1896–?), deutscher Radsportler
- Fritz Fischer (Elektroingenieur, 1898) (1898–1947), Schweizer Elektroingenieur
- Fritz Fischer (Intendant) (1898–1985), deutscher Theaterleiter
- Fritz Fischer (Maler, 1900) (1900–1986), deutscher Maler, Zeichner und Journalist
- Fritz Fischer (Schriftsteller) (1905–1945), deutscher Märchenerzähler und niederdeutscher Autor
- Fritz Fischer (Leichtathlet) (1908–1994), österreichischer Langstreckenläufer
- Fritz Fischer (Historiker) (1908–1999), deutscher Historiker
- Fritz Fischer (Grafiker) (1911–1968), deutscher Grafiker
- Fritz Fischer (Elektroingenieur, 1911) (1911–1970), Schweizer Elektroingenieur
- Fritz Fischer (Mediziner) (1912–2003), deutscher Chirurg und SS-Sturmbannführer
- Fritz Fischer (Politiker, 1917) (1917–1982), deutscher Politiker (SPD)
- Fritz Fischer (Grafiker, 1919) (auch Fritz Fischer-Nosbisch; 1919–1997), deutscher Grafiker
- Fritz Fischer (Politiker, 1923) (1923–2003), deutscher Politiker (SPD)
- Fritz Fischer (Maler) (1925–1986), österreichischer Maler und Grafiker
- Fritz Fischer (Kunsthistoriker)  (* 1954), Direktor der Kunst und Schatzkammer Wien
- Fritz Fischer (Biathlet) (* 1956), deutscher Biathlet
- Fritz Fischer-Lamarque (1886–1944), luxemburgischer Komponist
- Fritz Fischer-Leber (1891–nach 1990), Schweizer Buchdrucker und Verleger
- Fritz Fischer-Schlotthauer (1869–nach 1936), deutscher Schauspieler und Regisseur
- Fritz Fischer-Stockmann (1914–1996), Schweizer Forstwissenschaftler und Hochschullehrer
- Fritz Willy Fischer (1903–1963), österreichischer Maler und Schriftsteller
- Fynn Fischer (* 1999), deutscher Basketballspieler

### G
- Gabriele Fischer (Journalistin) (* 1953), deutsche Journalistin
- Gabriele Fischer (Schauspielerin) (* 1954), deutsche Schauspielerin
- Gabriele Fischer (Politikerin) (* 1968), österreichische Politikerin (Grüne)
- Gabriele Fischer von Mollard (* 1964), deutsche Biochemikerin und Hochschullehrerin
- Gaby Fischer (auch Gabi Fischer), deutsche Schauspielerin
- Gall Fischer († 1530), Anhänger der Täuferbewegung, Chiliast
- Georg Fischer (Abt) (1444–1519), Abt des Klosters Zwiefalten 1474–1515
- Georg Fischer (Architekt) (1768–1828), auch Jiří Fischer, böhmisch-österreichischer Architekt und Lehrer
- Georg Fischer (Unternehmer, 1804) (1804–1888), Schweizer Unternehmer
- Georg Fischer (Unternehmer, 1834) (1834–1887), Schweizer Unternehmer, Sohn von Georg, 1804
- Georg Fischer (Mediziner) (1836–1921), deutscher Chirurg und Musikschriftsteller
- Georg Fischer (Botaniker) (1844–1941), deutscher Botaniker
- Georg Fischer (Unternehmer, 1864) (1864–1925), Schweizer Unternehmer
- Georg Fischer (Politiker, 1888) (1888–1963), deutscher Politiker (SPD)
- Georg Fischer (Maler) (1889–1978), deutscher Maler
- Georg Fischer (Geologe) (1899–1984), deutscher Geologe
- Georg Fischer (Politiker, 1906) (1906–1980), deutscher Politiker (KPD, UAPD, SPD)
- Georg Fischer, Falschidentität von Alois Brunner (1912–2009/10?), österreichischer SS-Obersturmbannführer
- Georg Fischer (Dirigent) (* 1935), ungarisch-deutscher Dirigent (eigentlich György Fischer)
- Georg Fischer (Rallyefahrer) (1949–2016), österreichischer Rallyefahrer
- Georg Fischer (Theologe) (* 1954), österreichischer römisch-katholischer Priester und Theologe
- Georg Fischer (Leichtathlet) (* 1958), deutscher Bergläufer
- Georg Fischer (Biathlet) (* 1960), deutscher Biathlet und Skilangläufer
- Georg Fischer-Elpons (auch George Fisher Elpons und Jorge Elpons; 1866–1939), deutsch-brasilianischer Maler und Kunstlehrer
- Georg Nolte-Fischer (* 1952), deutscher Bibliothekar
- Georg Friedrich von Fischer (1767–1841), württembergischer Politiker
- Georg Leonhard Fischer (1881–1933), deutscher Lehrer und Heimatdichter
- Georg Michael Fischer (* 1980), deutscher Filmeditor
- Georges Fischer (1935–2007), Schweizer Ökonom und Hochschulrektor
- Gerard Fischer (1910–vor 1986), deutscher katholischer Theologe und Hochschullehrer
- Gerd Fischer (1925–2003), deutscher Journalist, siehe Gerhard Fischer (Journalist)
- Gerd Fischer (Mathematiker) (* 1939), deutscher Mathematiker und Hochschullehrer
- Gerd Fischer (Kabarettist) (1943–2017), deutscher Kabarettist
- Gerd Fischer (Autor) (* 1970), deutscher Autor
- Gerfried Fischer (* 1940), deutscher Rechtswissenschaftler und Hochschullehrer
- Gerhard Fischer (Architekt) (1890–1977), norwegischer Architekt und Archäologe
- Gerhard Fischer (Erfinder) (1899–1988), deutscher Erfinder
- Gerhard Fischer (Landrat) (1908–1994), deutscher Verwaltungsjurist und Politiker (NSDAP)
- Gerhard Fischer (Bobfahrer) (auch Bibo Fischer), deutscher Bobfahrer
- Gerhard Fischer (Diplomat) (1921–2006), deutscher Diplomat
- Gerhard Fischer (Journalist) (1925–2003), deutscher Journalist und Politiker (LDPD)
- Gerhard Fischer (Politiker, 1930) (1930–2013), deutscher Politiker (DDR-CDU)
- Gerhard Fischer (Politiker, 1936) (1936–2011), deutscher Politiker (SPD)
- Gerhard Fischer (Fußballspieler) (* 1950), deutscher Fußballspieler
- Gerhard Fischer (Künstler) (* 1951), österreichischer Künstler
- Gerhard Fischer (Politiker, März 1951) (* 1951), Schweizer Politiker (SVP)
- Gerhard Fischer (Politiker, Juni 1951) (* 1951), Schweizer Politiker (EVP)
- Gerhard Fischer-Ledenice (1919–1944), österreichischer Kaufmann und Widerstandskämpfer
- Gerhard Fischer-Münster (* 1952), deutscher Komponist und Dirigent
- Gerhard August Fischer (1833–1906), deutscher Architekt
- Gerhard H. Fischer (* 1938), österreichischer Psychologe
- Gernot Fischer (* 1937), deutscher Verwaltungsjurist und Politiker (SPD)
- Gero Fischer (Richter) (* 1943), deutscher Jurist und Richter
- Gero Fischer (Slawist) (* 1944), österreichischer Slawist
- Gero Fischer (Übersetzer) (1939–2025), deutscher Übersetzer und Herausgeber
- Gerold Fischer (* 1938), Schweizer Landschaftsarchitekt
- Gertrud Rittmann-Fischer (1922–2021), deutsche Goldschmiedin
- Geza Stephan Fischer (* 1952), deutscher Musikproduzent
- Gisela Fischer (Schauspielerin, um 1870) (um 1870–nach 1925), Schauspielerin
- Gisela Fischer (Schauspielerin, 1929) (1929–2014), deutsche Schauspielerin
- Gisela Fischer (Medizinerin) (* 1938), deutsche Ärztin
- Gisela Fischer (Kunsthistorikerin) (* 1979), deutsche Kunsthistorikerin
- Gottfried Fischer (Architekt), deutscher Architekt
- Gottfried Fischer (Musiker) (1924–2009), deutscher Organist, Kantor und Kirchenmusikdirektor
- Gottfried Fischer (Diplomat) (1927–1999), deutscher Diplomat
- Gottfried Fischer (Psychologe) (1944–2013), deutscher Psychologe
- Gottfried Fischer (Sprachwissenschaftler) (* 1953), österreichischer Sprachwissenschaftler
- Gottfried Bermann Fischer (1897–1995), deutscher Verleger
- Gotthelf Fischer von Waldheim (1771–1853), deutscher Biologe, Geologe und Bibliothekar
- Gotthilf Fischer (1928–2020), deutscher Chorleiter
- Gottlieb Fischer (Landvogt) (1736–1797), Schweizer Staatsmann
- Gottlieb Fischer (Baurat) (1839–1909), deutscher Baumeister
- Gottlieb Fischer (Politiker) (1867–1926), deutscher Politiker (SPD)
- Gottlieb Fischer (Dramatiker) (1867–1962), Schweizer Dramatiker
- Gottlob Christoph Jacob Fischer (1829–1905), deutscher Bildhauer, Maler und Lithograf
- Gottlob Nathanael Fischer (1748–1800), deutscher Pädagoge, Theologe und Schriftsteller
- Götz Ernst Friedemann Fischer (1941–2018), deutscher Regisseur und Hochschullehrer
- Gregor Fischer (1834–nach 1868), liechtensteinischer Politiker
- Greta Fischer (1910–1988), israelische Pädagogin
- Grete Fischer (Autorin) (1893–1977), österreichisch-britische Journalistin und Pädagogin
- Grete Fischer (Schriftstellerin) (1922–1993), deutsche Schriftstellerin
- Gretl Keren Fischer (1919–2013), tschechoslowakisch-kanadische Schriftstellerin, Theaterstückautorin, Literaturkritikerin und Hochschullehrerin
- Grit Kallin-Fischer (1897–1973), deutsche Fotografin, Grafikdesignerin und Bildhauerin
- Gudrun Fischer (Sängerin) (* 1938), deutsche Opernsängerin (Sopran) und Hochschullehrerin
- Gudrun Brendel-Fischer (* 1959), deutsche Politikerin (CSU)
- Guido Fischer (Zahnmediziner) (1877–1959), deutscher Zahnarzt und Hochschullehrer
- Guido Fischer (Wirtschaftswissenschaftler) (1899–1983), deutscher Wirtschaftswissenschaftler
- Guido Fischer (Grafiker) (1901–1972), Schweizer Maler, Zeichner, Grafiker und Glasmaler
- Gunnar Fischer (1910–2011), schwedischer Kameramann
- Günter Fischer (Meteorologe) (1924–2011), deutscher Geophysiker, Meteorologe und Hochschullehrer
- Günter Fischer (Maler) (* 1940), deutscher Maler
- Günter Fischer (* 1941), deutscher Politiker (SPD)
- Günter Fischer (Musiker) (* 1957), deutscher Kontrabassist, Trompeter  und Ensemblegründer
- Günther Fischer (Polizist) (* 1924), deutscher Generalmajor der Volkspolizei
- Günther Fischer (* 1944), deutscher Musiker, Bandleader und Komponist
- Günther Fischer (Architekt) (* 1950), deutscher Architekt und Hochschullehrer
- Gunter S. Fischer (* 1943), deutscher Biochemiker
- Guntram Fischer (1908–2000), deutscher Jurist und Richter am Oberlandesgericht Düsseldorf
- Gustav Fischer (Staatswissenschaftler) (1803–1868), deutscher Staatswissenschaftler und Abgeordneter
- Gustav Fischer (Verleger) (1845–1910), deutscher Verleger (Gustav Fischer Verlag)
- Gustav Fischer (Fabrikant) (1850–1939), deutscher Fabrikant
- Gustav Fischer (Landtechniker) (1870–1963), deutscher Landtechniker
- Gustav Fischer (Reiter) (1915–1990), Schweizer Dressurreiter
- Gustav Adolf Fischer (Afrikaforscher) (1848–1886), deutscher Arzt und Afrikaforscher
- Gustav Adolf Fischer (Politiker) (1866–1925), deutscher Politiker (SPD)
- Gustav Adolf Fischer (Verleger) (1878–1946), deutscher Verleger
- Gustav Richard Fischer (1862–1921), deutscher Industrieller
- Gustav Theodor Fischer (1841–1916), deutscher Theaterschauspieler und Regisseur
- Gyula Fischer (1861–1944), (österreichisch-)ungarischer Rabbiner

### H
- Hanna Fischer (* 1938), deutsche Hebamme
- Hannah Fischer (1925–2016), österreichische Kinderpsychologin und Pädagogin
- Hannelore Fischer (Ökonomin) (* 1926), deutsche Ökonomin
- Hannelore Fischer (Moderatorin) (* 1955), deutsche Journalistin und Fernsehmoderatorin
- Hannelore Fischer (Kunsthistorikerin) (* 1956), deutsche Kunsthistorikerin
- Hannes Fischer (1925–1989), deutscher Schauspieler, Theaterregisseur und Theaterintendant
- Hanno Fischer (1924–2024), deutscher Luftfahrttechniker
- Hanns Fischer (Schauspieler) (1865–1952), deutscher Schauspieler
- Hanns Fischer (Schriftsteller) (1888–1947), deutscher Schriftsteller und Privatgelehrter
- Hanns Fischer (Journalist) (1900–?), deutsch-US-amerikanischer Journalist und Schriftsteller
- Hanns Fischer (Mediävist) (1928–1968), deutscher Mediävist und Hochschullehrer
- Hanns Fischer (Physiker) (1935–2005), schweizerisch-deutscher Physiker und Hochschullehrer
- Hanns Fischer-Kilp (1889–1978), deutscher Archivar und Kunstkritiker
- Hanns H. Fischer (1900–1959), deutscher Drehbuchautor
- Hans Fischer (Bibliothekar) (1859–1941), deutscher Bibliothekar
- Hans Fischer, bekannt als Kurt Aram (1869–1934), deutscher Journalist und Schriftsteller
- Hans Fischer (Chemiker) (1881–1945), deutscher Chemiker und Mediziner
- Hans Fischer (Maler, 1892) (1892–1973), österreichischer Maler und Bildhauer
- Hans Fischer (Mediziner) (1892–1976), Schweizer Pharmakologe und Medizinhistoriker
- Hans Fischer (General) (1895–1943), deutscher General der Luftwaffe
- Hans Fischer (Maler, 1896) (1896–1989), deutscher Maler und Grafiker
- Hans Fischer (Musikpädagoge) (1899–1962), deutscher Musikpädagoge, Musikwissenschaftler und Komponist
- Hans Fischer (Politiker, 1901) (1901–1974), Schweizer Politiker (CSP)
- Hans Fischer (Maler, 1902) (1902–1986), deutscher Maler und Grafiker
- Hans Fischer (Musiker) (1903–1986), Schweizer Musiker
- Hans Fischer (Politiker, 1905) (1905–1942), Schweizer Politiker (BGB)
- Hans Fischer (SS-Mitglied) (1906–nach 1944), deutscher Jurist und SS-Oberführer
- Hans Fischer (Wirtschaftswissenschaftler) (1906–nach 1972), deutscher Wirtschaftswissenschaftler
- Hans Fischer (Maler, 1909) (1909–1958), Schweizer Maler und Illustrator
- Hans Fischer (Fußballspieler) (1914–1983), deutscher Fußballspieler
- Hans Fischer (Altersturner) (1920–2003), deutscher Turner
- Hans Fischer (Widerstandskämpfer) (1921–1947), deutscher Widerstandskämpfer
- Hans Fischer (Maler, 1921) (* 1921), österreichischer Maler
- Hans Fischer (Diplomat) (1924–1983), deutscher Diplomat
- Hans Fischer (Politiker, 1929) (1929–2007), deutscher Politiker (SPD), Bürgermeister von Stolberg
- Hans Fischer (Geograph) (1931–2016), österreichischer Geograph
- Hans Fischer (Ethnologe) (1932–2019), deutscher Ethnologe und Hochschullehrer
- Hans Fischer (Rennfahrer) (1936–2008), deutscher Motorradrennfahrer
- Hans Fischer (Ingenieur) (* 1956), niederländischer Maschinenbauingenieur und Stahlmanager
- Hans Fischer (Radsportler) (1961–1988), brasilianischer Radrennfahrer
- Hans Fischer-Schuppach (1906–1987), deutscher Maler
- Hans Fischer-Stockern (1898–1947), deutsch-österreichischer Schriftsteller
- Hans Fischer-Zach (1906–1980), deutscher Fabrikant und Wirtschaftsmanager
- Hans A. Fischer-Barnicol (1930–1999), deutscher Religions- und Kulturwissenschaftler und Philosoph
- Hans Alexander Fischer (1916–2000), Schweizer Restaurator, Maler und Grafiker
- Hans Christian Fischer (Maler, 1790) (1790–1846), dänischer Maler
- Hans Christian Fischer (Maler, 1849) (1849–1886), dänischer Maler
- Hans Conrad Fischer (1926–2017), deutscher Regisseur und Filmproduzent
- Hans-Dieter Fischer (* 1942), deutscher Politiker (CDU)
- Hans E. Fischer (Hans Ernst Fischer; * 1949), deutscher Physiker, Didaktiker und Hochschullehrer
- Hans-Eric Fischer (Hans-Eric Fischer-Klemm; 1907–1982), Schweizer Maler, Zeichner und Radierer
- Hans Friedrich Fischer (auch Hans-Friedrich Fischer; * 1948), deutscher katholischer Ordensgeistlicher
- Hans-Fritz Fischer (1909–1988), deutscher Ingenieur und Unternehmer
- Hans-Georg Nolte-Fischer (* 1952), deutscher Bibliothekar
- Hans-Herbert Fischer (1913–1981), deutscher Rundfunk- und Fernsehmann
- Hans-Joachim Fischer (Jurist) (1904–2000), deutscher Jurist und Politiker (NSDAP)
- Hans-Joachim Fischer (Ingenieur) (1933–2024), deutscher Maschinenbauingenieur und Hochschullehrer
- Hans-Joachim Fischer (Erziehungswissenschaftler) (* 1949), deutscher Erziehungswissenschaftler
- Hans-Joachim Fischer (General) (* 1950), deutscher Brigadegeneral des Heeres
- Hans-Jürgen Fischer (* 1966), deutscher Tischtennisspieler
- Hans-Leo Fischer (1897–1944), deutscher Schauspieler
- Hans Ludwig Fischer-Nienburg (1891–1990), deutscher Maler
- Hans Ludwig Valerian von Fischer (1765–1851), sächsischer Hofbeamter
- Hans Peter Fischer (Architekt) (1885–1968), deutscher Architekt und Kirchenplaner
- Hanspeter Fischer (1930–2009), Schweizer Politiker (SVP)
- Hans-Peter Fischer (Maler, 1944) (* 1944), deutscher Maler
- Hans-Peter Fischer (Germanist) (* 1944/1945), deutscher Germanist und Fontaneforscher
- Hans-Peter Fischer (Maler, 1946) (* 1946), deutscher Maler
- Hans Peter Fischer (Kameramann) (* 1951), deutscher Kameramann
- Hans-Peter Fischer (Bildhauer) (* 1951), deutscher Bildhauer
- Hans-Peter Fischer (Theologe) (* 1961), deutscher Kirchenrechtler, Kirchenhistoriker und Hochschullehrer
- Hans Rudi Fischer (* 1952), deutscher Philosoph, Psychologe und Coach
- Hans Rudolf Fischer (* 1932), Schweizer Mathematiker und Hochschullehrer
- Hans W. Fischer (1876–1945), deutscher Schriftsteller, Theaterkritiker, Übersetzer und Herausgeber
- Hans-Werner Fischer-Elfert (* 1954), deutscher Ägyptologe und Hochschullehrer
- Harald Fischer (Fußballtrainer) (* 1949), deutscher Fußballtrainer
- Harald Fischer (Fußballspieler) (* 1957), österreichischer Fußballspieler
- Harald Fischer (Handballspieler) (* 1961), deutscher Handballspieler und -trainer
- Harald Fischer-Tiné (* 1966), deutscher Historiker und Hochschullehrer
- Hardi Fischer (1922–2007), Schweizer Psychologe und Professor an der ETH Zürich
- Harry Fischer (1903–1977), britischer Kunsthändler österreichischer Herkunft
- Hartwig Fischer (Künstler) (1933/1934–2011), deutscher Maler
- Hartwig Fischer (Politiker) (* 1948), deutscher Politiker (CDU)
- Hartwig Fischer (Kunsthistoriker) (* 1962), deutscher Kunsthistoriker
- Harvey H. Fischer (1910–2004), US-amerikanischer Offizier, Generalleutnant der US-Army
- Hedwig Fischer-Hofmann (1888–1983), österreichisch-US-amerikanische Dermatologin, Frauenrechtlerin und NS-Verfolgte
- Heidemarie Fischer (1944–2022), deutsche Politikerin (SPD)
- Heiderose Fischer-Nagel (* 1956), deutsche Biologin, Schriftstellerin und Verlegerin
- Heidi Fischer (* 1943), deutsche Schauspielerin, Hörspiel- und Synchronsprecherin
- Heike Fischer (* 1982), deutsche Wasserspringerin
- Heiko Fischer (1960–1989), deutscher Eiskunstläufer
- Heiko Fischer (Musiker) (* 1982), deutscher Gitarrist und Songwriter
- Heimar Fischer-Gaaden (1923–2014), deutscher Maler
- Heiner Fischer (1936–2016), deutscher Politiker (SED)
- Heini Fischer-Corso (1921–1990), Schweizer Grafiker
- Heinrich Fischer (Rektor), Schweizer Universitätsrektor
- Heinrich Fischer (Politiker, I), deutscher Politiker, MdL Sachsen-Weimar-Eisenach
- Heinrich Fischer (Politiker, 1807) (1807–1879), deutscher Jurist und Politiker, Bürgermeister von Warburg
- Heinrich Fischer (Politiker, 1812) (1812–1883), deutscher Buchhändler und Politiker, Bürgermeister von Wiesbaden
- Heinrich Fischer (Mediziner, 1814) (1814–1874), deutscher Mediziner
- Heinrich Fischer (Mineraloge) (1817–1886), deutscher Arzt, Mineraloge und Geologe
- Heinrich Fischer (Maler, 1820) (1820–1886), Schweizer Maler und Zeichner
- Heinrich Fischer (Politiker, 1821) (1821–1882), deutscher Politiker, MdL Baden
- Heinrich Fischer (Politiker, 1825) (1825–1890), deutscher Politiker, MdPL Westfalen
- Heinrich Fischer (Politiker, 1839) (1839–1892), deutscher Politiker (Zentrum), MdL Baden
- Heinrich Fischer (Geograph) (1861–1924), deutscher Geograph und Pädagoge
- Heinrich Fischer (Politiker, 1865) (1865–1917), deutscher Politiker, MdL Westfalen
- Heinrich Fischer (Museumsleiter) (1868–1953), deutscher Museumsdirektor
- Heinrich Fischer (Architekt, 1876) (1876–1953), deutscher Architekt
- Heinrich Fischer (Architekt, 1882) (1882–1956), deutscher Architekt
- Heinrich Fischer (Mediziner, 1886) (1886–1968), deutscher Neurologe
- Heinrich Fischer (Fußballspieler), deutscher Fußballspieler
- Heinrich Fischer (Politiker, 1890) (1890–1946), deutscher Landwirt und Politiker (DNVP, CNBL), MdL Preußen
- Heinrich Fischer (Politiker, 1895) (1895–1973), deutscher Politiker (SPD)
- Heinrich Fischer (Autor) (1896–1974), deutscher Schriftsteller, Regisseur und Dramaturg
- Heinrich Fischer (Maler, 1898) (1898–1978), deutscher Maler
- Heinrich Fischer (Politiker, 1906) (1906–1976), deutscher Volkswirt und Politiker
- Heinrich Fischer (Maler, 1907) (1907–1944), deutscher Maler und Bildhauer
- Heinrich Fischer (Politiker, 1909) (1909–1983), deutscher Politiker (SPD)
- Heinrich Fischer (Prälat) (1920–2006), deutscher Theologe und Priester
- Heinrich Fischer (Leichtathlet) (1925–1978), deutscher Leichtathlet
- Heinrich Fischer (Moderator), deutscher Moderator
- Heinrich Fischer (1936–2016), deutscher Politiker (SED), siehe Heiner Fischer
- Heinrich Fischer (Maler, 1948) (1948–2005), deutscher Maler
- Heinrich Fischer (Ruderer) (* 1950), Schweizer Ruderer
- Heinrich Fischer (General) (* 1951), deutscher General
- Heinrich Ludwig Fischer (1761–1831), deutscher Geistlicher, Pädagoge und Schriftsteller
- Heinrich Wilhelm Fischer (1806–1876), deutscher Gastwirt und Politiker
- Heinz Fischer (Regisseur) (1901–1982), deutscher Filmregisseur
- Heinz Fischer (Maler) (1910–1998), deutscher Maler in Weimar
- Heinz Fischer (Naturforscher) (1911–1991), deutscher Naturforscher und Naturwissenschaftler
- Heinz Fischer (Herausgeber) (1921–2012), deutscher Herausgeber, Verbandsfunktionär und Wegbereiter des Direktmarketings
- Heinz Fischer (Schiedsrichter) (* 1929), deutscher Fußballschiedsrichter
- Heinz Fischer (Geograph) (* 1931), deutscher Geograph, Professor für Geographie und Didaktik des Erdkundeunterricht, ab 1961 Ordinarius an der EWH Rheinland-Pfalz (Abteilung Koblenz)
- Heinz Fischer (Fußballspieler, 1937) (1937–2017), deutscher Fußballspieler
- Heinz Fischer (* 1938), österreichischer Politiker (SPÖ) sowie Bundespräsident a. D.
- Heinz Fischer (Fußballspieler, 1939) (1939–2023), deutscher Fußballspieler
- Heinz Fischer (Fußballspieler, 1942) (* 1942), deutscher Fußballspieler
- Heinz Fischer (Badminton) (* 1964), österreichischer Badmintonspieler
- Heinz Fischer (Skeletonpilot) (* um 1970), deutscher Skeletonpilot
- Heinz Fischer-Heidlberger (* 1952), deutscher Jurist und Finanzpolitiker
- Heinz Fischer-Karwin (1915–1987), österreichischer Journalist und Moderator
- Heinz Fischer-Roloff (1923–2004), deutscher Maler und Grafiker
- Heinz-Dietrich Fischer (* 1937), deutscher Publizistik- und Kommunikationswissenschaftler
- Heinz-Joachim Fischer (* 1944), deutscher Journalist, Publizist und Schriftsteller
- Heinz Leo Fischer (1902–1977), österreichischer Schauspieler, Regisseur, Hörspielsprecher und Synchronsprecher
- Helene von Fischer (1843–1926), deutsche Blumen- und Stilllebenmalerin
- Helene Fischer (Fotografin) (1900–1978), Schweizer Violinistin, Skifahrerin und Fotografin
- Helene Fischer (1906–1985), deutsche Kommunistin, Widerstandskämpferin gegen den Nationalsozialismus und Politikerin, siehe Lena Fischer
- Helene Fischer (1935–2022), deutscher Konrektorin und Politikerin (CDU), siehe Leni Fischer
- Helene Fischer (* 1984), deutsche Schlagersängerin, Tänzerin, Unterhaltungskünstlerin, Fernsehmoderatorin und Schauspielerin
- Helgrit Fischer-Menzel (* 1948), deutsche Politikerin (SPD)
- Hellmut Fischer (* 1965), deutscher Wirtschafts- und Werbemanager
- Hellmuth Fischer (1902–1976), deutscher Chemiker
- Helma Fischer (um 1860–um 1930), deutsche Grafikerin
- Helmut Fischer (Mathematiker) (1911–1987), deutscher Mathematiker
- Helmut Fischer (Schwimmer) (1911–1996), deutscher Schwimmer
- Helmut Fischer (Tiermediziner) (1915–nach 1983), deutscher Tiermediziner und Hochschullehrer
- Helmut Fischer (General) (1922–??), deutscher Generalmajor
- Helmut Fischer (Fußballspieler, 1925) (* 1925), deutscher Fußballspieler
- Helmut Fischer (1926–1997), deutscher Schauspieler
- Helmut Fischer (Theologe) (1929–2023), deutscher Theologe
- Helmut Fischer (Unternehmer) (* 1931), deutscher Unternehmer, Bibliophiler und Stifter
- Helmut Fischer (Politiker) (1932–2014), deutscher Jurist, Landrat und Christus-Darsteller bei den Oberammergauer Passionsspielen
- Helmut Fischer (Germanist) (1934–2023), deutscher Germanist
- Helmut Fischer, Deckname von Hansjoachim Tiedge (1937–2011), deutscher Nachrichtendienstbeamter
- Helmut Fischer (Fußballspieler, 1938) (* 1938), deutscher Fußballtorhüter
- Hendrik Fischer (* 1961), deutscher politischer Beamter und Politiker (SPD)
- Henry Fischer (Theologe) (1928–1997), deutscher Theologe
- Henry Berthold von Fischer (1861–1949), Schweizer Architekt
- Henry George Fischer (1923–2006), US-amerikanischer Ägyptologe
- Herbert Fischer (General) (1882–1939), deutscher General
- Herbert Fischer (1903–1988), israelischer Historiker deutscher Herkunft, siehe Arye Maimon
- Herbert Fischer (Polizeibeamter) (1904–1945), deutscher Polizeibeamter und SS-Führer
- Herbert Fischer (Diplomat) (1914–2006), deutscher Diplomat
- Herbert Fischer (Jurist) (1918–1971), österreichischer Rechtswissenschaftler und Hochschullehrer
- Herbert Fischer (Biologe) (1919–1981), deutscher Biologe
- Herbert Fischer (Regisseur) (1919–1981), deutscher Filmregisseur
- Herbert Fischer (Mediziner) (1919–2013), deutscher Phlebologe und Dermatologe
- Herbert Fischer (Schauspieler), deutscher Schauspieler, Regisseur und Autor
- Herbert Fischer (Politiker) (1940–2019), deutscher Politiker (CSU)
- Herbert Fischer (Meteorologe) (* 1942), deutscher Meteorologe und Hochschullehrer
- Herbert Fischer-Menshausen (1906–2000), deutscher Wirtschaftsmanager und Ministerialbeamter
- Herbert Fischer-Solms (1946–2022), deutscher Sportjournalist
- Herbert Hassencamp-Fischer (1892–1953), deutscher Jurist und Verwaltungsbeamter
- Herbert J. H. Fischer (1903–nach 1971), deutscher Textilingenieur und Unternehmer
- Heribert Fischer-Geising (1896–1984), deutscher Maler und Zeichner
- Hermann Fischer (Mediziner, 1830) (1830–1919), deutscher Chirurg und Hochschullehrer
- Hermann Fischer (Maschinenbauingenieur) (1840–1915), deutscher Maschinenbauingenieur und Hochschullehrer
- Hermann Fischer (Germanist) (1851–1920), deutscher Germanist, Dialektforscher und Lexikograf
- Hermann Fischer (Politiker, 1851) (1851–1928), deutscher Politiker, Stadtältester von Berlin
- Hermann Fischer (Holzschneider) (1855–1923), Schweizer Holzschneider
- Hermann Fischer (Politiker, 1862) (1862–1921), deutscher Politiker (SPD), MdL Reuß jüngerer Linie
- Hermann Fischer (Komponist) (1867–1930), deutscher Militärmusiker, Musikdirektor und Komponist
- Hermann Fischer (Ordenspriester) (1867–1945), deutscher Publizist und Ordensmann
- Hermann Fischer (Bankier) (1873–1940), deutscher Bankier und Politiker
- Hermann Fischer (Politiker, 1876) (1876–1933), österreichischer Politiker (SdP), Abgeordneter zum Nationalrat
- Hermann Fischer (Maler, 1877) (1877–1947), deutscher Maler und Grafiker
- Hermann Fischer (Politiker, IV), deutscher Händler und Politiker (USPD), MdL Sachsen
- Hermann Fischer (Mediziner, 1883) (1883–1959), deutscher Arzt und SS-Obersturmbannführer
- Hermann Fischer (Botaniker, 1884) (1884–1936), deutscher Botaniker und Geologe
- Hermann Fischer (Politiker, 1884) (1884–1940), deutscher Politiker (NSDAP)
- Hermann Fischer (Fotograf) (Hermann Alfred Fischer; 1885–1975), deutscher Fotograf, Grafiker und Maler
- Hermann Fischer (Maler, 1888) (1888–1950), Schweizer Maler und Grafiker
- Hermann Fischer (Chemiker, 1888) (1888–1960), deutscher Chemiker
- Hermann Fischer (Mediziner, 1890) (1890–nach 1970), deutscher Chirurg und Hochschullehrer
- Hermann Fischer (General) (1894–1968), deutscher Generalleutnant
- Hermann Fischer (Attentäter) (1896–1922), deutscher Attentäter
- Hermann Fischer (Politiker, 1900) (1900–1983), deutscher Politiker (FDP)
- Hermann Fischer (Radsportler) (1903–1969), deutscher Radrennfahrer
- Hermann Fischer (Botaniker, 1907) (1907–1993), deutscher Botaniker und Pflanzenpathologe
- Hermann Fischer (Fußballspieler) (1910–nach 1959), deutscher Fußballspieler und -trainer
- Hermann Fischer (Politiker, 1911) (1911–1967), deutscher Politiker (SED)
- Hermann Fischer (Botaniker, 1911) (1911–1986), deutscher Botaniker, Pflanzenphysiologe und Hochschullehrer
- Hermann Fischer (Ringer) (1912–1984), deutscher Ringer und Widerstandskämpfer
- Hermann Fischer (Anglist) (1922–2009), deutscher Anglist, Literaturwissenschaftler, Übersetzer und Hochschullehrer
- Hermann von Fischer (1926–2015), Schweizer Architekt und Kunsthistoriker
- Hermann Fischer (Orgelforscher) (1928–2020), deutscher Lehrer und Orgelforscher
- Hermann Fischer, bekannt als Philip Arp (1929–1987), deutscher Schauspieler, Kabarettist, Autor und Theaterregisseur
- Hermann Fischer (Theologe) (1933–2012), deutscher Theologe und Hochschullehrer
- Hermann Fischer (Geologe) (1935–2022), Schweizer Geologe
- Hermann Fischer (Chemiker, 1953) (* 1953), deutscher Chemiker
- Hermann Fischer (Leichtathlet) (* 1953), deutscher Ultralangstreckenläufer
- Hermann Fischer-Harriehausen (1932–2009), deutscher Historiker, Soziologe, Philosoph und Ethnologe
- Hermann Fischer-Roloff (1917–1988), deutscher Maler und Grafiker
- Hermann Fischer-Sigwart (1842–1925), Schweizer Apotheker, Naturforscher und Museumsgründer
- Hermann Emil Fischer (Politiker) (1819–1907), deutscher Jurist und Politiker, MdHB
- Hermann Emil Fischer (1852–1919), deutscher Chemiker, siehe Emil Fischer
- Hermann Otto Laurenz Fischer (1888–1960), deutsch-US-amerikanischer Chemiker
- Hermann Wilhelm Konrad Fischer (1884–1936), deutscher Ökologe
- Hervé Fischer (* 1941), französisch-kanadischer Multimedia-Philosoph und Künstler
- Herwart Fischer (1885–1938), deutscher Rechtsmediziner und Hochschullehrer
- Hildegard Schmidt-Fischer (1906–nach 1976), deutsche Medizinerin
- Holger Fischer (* 1946), deutscher Finnougrist und Hochschullehrer
- Holly Fischer (* 2003), britische Tennisspielerin
- Horst Fischer (Architekt, I), deutscher Architekt
- Horst Fischer (Mediziner) (1912–1966), deutscher Mediziner und SS-Hauptsturmführer
- Horst Fischer (Architekt, 1914) (1914–1994), deutscher Architekt
- Horst Fischer (Psychologe) (1922–2015), deutscher Psychologe
- Horst Fischer (Architekt, 1925) (1925–2019), deutscher Architekt, Stadtplaner, Architekturforscher, Hochschullehrer und Zeichner
- Horst Fischer (Musiker) (1930–1986), deutscher Trompeter
- Horst Fischer (Politiker) (* 1935), deutscher Ingenieur und Politiker (NDPD)
- Horst Fischer (Jurist) (* 1950), deutscher Jurist
- Horst Fischer (Architekt, 1955) (* 1955), deutscher Architekt und Hochschullehrer
- Horst Fischer (Ingenieur) (* 1966), deutscher Biomaterialforscher und Hochschullehrer
- Horst Fischer-Wasels (* 1930), deutscher Chemiker und Hochschullehrer für Chemiedidaktik
- Horst-Dieter Fischer (1943–2020), deutscher Ministerialbeamter und Politiker (SPD)
- Hubert Fischer (Geistlicher) (1912–1990), deutscher katholischer Geistlicher, Prälat und Domkapitular
- Hubert Fischer (1920–1945), deutscher Fußballtorhüter
- Hubertus Fischer (Germanist) (* 1943), deutscher Germanist
- Hubertus Fischer (Klimatologe) (* 1966), Schweizer Klimatologe
- Hugo Fischer (Technologe) (1846–1938), deutscher Technologe, Maschinenbauingenieur und Hochschullehrer
- Hugo Fischer (Chemiker) (1865–1939), deutscher Agrikulturchemiker und Bakteriologe
- Hugo Fischer (Philosoph) (1897–1975), deutscher Philosoph und Soziologe
- Hugo Fischer (Politiker) (1902–1979), deutscher Politiker (NSDAP)
- Hugo Fischer-Köppe (1890–1937), deutscher Schauspieler
- Hugo Fischer von See (1863–1934), österreichischer Generalmajor

### I
- Ida Fischer (1895–1984), deutsche Politikerin (SPD, USPD, KPD, SED)
- Ida Fischer-Colbrie (1894–1973), österreichische Komponistin, Musikerin, Malerin und Dichterin, Ehefrau von Arthur Fischer-Colbrie
- Ilse Fischer (Malerin) (1900–1979), deutsche Malerin
- Ilse Fischer (Sozialwissenschaftlerin) (* 1947), deutsche Sozialwissenschaftlerin
- Ilse Fischer (Mathematikerin) (* 1975), österreichische Mathematikerin
- Ilse Fischer-Reitböck (1922–1984), deutsche Schriftstellerin
- Inga Fischer-Hjalmars (1918–2008), schwedische Physikerin, Chemikerin und Pionierin auf dem Gebiet der Quantenchemie
- Ingrid Fischer-Schreiber (* 1956), österreichische Sinologin und Buddhologin
- Irene Fischer (Schauspielerin, 1915) (1915–nach 1960), deutsche Schauspielerin
- Irene Fischer (Schauspielerin, 1959) (* 1959), deutsche Schauspielerin
- Irene Kaminka Fischer (1907–2009), österreichisch-US-amerikanische Mathematikerin, Lehrerin und Geodätin
- Irmtraud Fischer (* 1957), österreichische Theologin
- Isabell Fischer (* 1969), deutsche Schauspielerin
- Isidor Fischer (1868–1943), österreichischer Gynäkologe und Medizinhistoriker
- Isidor Fischer (Archivar) (1891–1961), deutscher Archivar und Heimatforscher
- Isolde Fischer (* 1971), deutsche Schauspielerin
- Israel F. Fischer (1858–1940), US-amerikanischer Jurist und Politiker
- István Fischer de Nagy (1754–1822), Bischof von Satu Mare (Sathmar, Erzbischof von Eger)
- Iván Fischer (* 1951), ungarischer Dirigent
- Ivo Fischer (Domkapitular) (1881–1937), deutscher Domkapitular
- Ivo Fischer, Taufname von Rainald Fischer (Historiker) (1921–1999), schweizerischer Priester und Historiker
- Ivo Fischer (Dichter) (1924–1990), tschechoslowakischer Dichter, Schriftsteller und Schauspieler
- Ivo Fischer (Mediziner) (1927–2016), österreichischer Frauenarzt und Geburtshelfer

### J
- Jacob Fischer (Komponist) (1849–1933), österreichischer Musikpädagoge und Komponist
- Jacob Fischer (Maler) (1852–1940), österreichischer Maler und Bildhauer
- Jacob Fischer (Autor), Schweizer Hörspielautor
- Jacob Fischer (Gitarrist) (* 1967), dänischer Jazzmusiker
- Jack Fischer (* 1974), US-amerikanischer Astronaut
- Jacques Fischer (1858–1896), österreichischer Jurist, Direktor der österreichischen Disconto-Gesellschaft
- Jakob Fischer (Fabrikant) (1743–1809), deutscher Stahlwarenfabrikant
- Jakob Fischer (Fabrikant, 1856) (1856–1930), Schweizer Fabrikant
- Jakob Fischer (Landwirt) (1863–1943), deutscher Landwirt
- Jakob Fischer (Schauspieler), deutscher Schauspieler
- Jakob Fischer (Kulturmanager) (* 1955), russlanddeutscher Kulturmanager
- Jakob Fischer-Hinnen (Maler) (1844–1898), Schweizer Maler, Zeichner und Illustrator
- Jakob Fischer-Hinnen (Techniker) (1869–1922), Schweizer Techniker
- Jakob Fischer-Rhein (1888–1976), deutscher Zeichner
- Jakob Benjamin Fischer (Theologe) (1684–1744), deutsch-baltischer Theologe, Generalsuperintendent von Livland
- Jakob Benjamin Fischer (Apotheker) (1730 od. 1731–1793), deutsch-baltischer Apotheker, Buchhalter, wiss. Autor und Naturforscher
- Ján Fischer (1905–1980), tschechoslowakischer Physiker
- Jan Fischer (Politiker) (* 1951), tschechischer Regierungsbeamter und Politiker
- Jan Fischer (Pornodarsteller) (* 1981), deutscher Pornodarsteller, Model, Moderator und DJ
- Jan Fischer (Basketballfunktionär), deutscher Basketballfunktionär
- Jan Fischer (Autor) (* 1983), deutscher Autor
- Jan Fischer (Ringer) (* 1986), deutscher Ringer
- Jan Frank Fischer (1921–2006), tschechischer Komponist, Musikwissenschaftler, Schriftsteller und Übersetzer
- Jan Otakar Fischer (1923–1992), tschechischer Übersetzer und Literaturwissenschaftler
- Janos Fischer (Künstler) (* 1954), ungarischer Maler und Bildhauer
- Jana Fischer (* 1999), deutsche Snowboarderin
- Jannik Fischer (* 1990), Schweizer Eishockeyspieler
- Jean Fischer (1867–1935), französischer Radrennfahrer
- Jeannette Fischer (Psychoanalytikerin) (* 1954), Schweizer Psychoanalytikerin
- Jeannette Fischer (Sängerin) (* 1959), Schweizer Opernsängerin
- Jenna Fischer (* 1974), US-amerikanische Schauspielerin
- Jenny Fischer (Schriftstellerin) (1843–1919), deutsche Schriftstellerin
- Jenny Fischer (Sängerin) (1862–1941), österreichische Sängerin (Sopran)
- Jens Fischer (Kameramann) (* 1946), schwedischer Kameramann
- Jens Fischer (Musiker), deutscher Gitarrist und Komponist
- Jens Fischer (Turner) (* 1963), deutscher Turner
- Jens Fischer (Eishockeyspieler) (* 1966), deutscher Eishockeyspieler
- Jens Fischer (Koch) (* 1974), deutscher Koch
- Jens Fischer Rodrian (* 1967), deutscher Musiker, Komponist und Musikproduzent
- Jens Malte Fischer (* 1943), deutscher Kulturwissenschaftler
- Jens-Peter Fischer (* 1966), deutscher Fußballspieler
- Jiří Fischer (* 1980), tschechischer Eishockeyspieler
- Joachim Fischer (Jurist) (1910–1988), Oberstadtdirektor in Osnabrück
- Joachim Fischer (Wirtschaftsinformatiker) (* 1950), deutscher Wirtschaftsinformatiker und Hochschullehrer
- Joachim Fischer (Soziologe) (* 1951), deutscher Soziologe
- Joachim Fischer (Künstler) (* 1960), deutscher Aktionskünstler
- Joachim Fischer-Dieskau (1896–1977), deutscher Jurist und Ministerialbeamter
- Joachim Fischer Nielsen (* 1978), dänischer Badmintonspieler
- Jochen Fischer (Politiker) (1932–2020), deutscher Politiker (CSU)
- Jochen Fischer (Fußballspieler) (* 1941), deutscher Fußballspieler
- Jochen Fischer (Maler) (* 1945), deutscher Maler, Grafiker und Fotograf
- Jochen Fischer (Schwimmer), deutscher Schwimmer
- Johann Fischer (Theologe) (1636–1705), deutscher Theologe
- Johann Fischer (Komponist) (1646–1716), deutscher Komponist
- Johann Fischer (Politiker, 1852) (1852–1921), deutscher Politiker, Bürgermeister von Handschuhsheim
- Johann Fischer (Politiker, II), deutscher Politiker, MdL Sachsen-Weimar-Eisenach
- Johann Fischer (Politiker, III), deutscher Politiker, MdL Bayern
- Johann Fischer (Politiker, 1876) (1876–1954), österreichischer Politiker (CS), Niederösterreichischer Landtagsabgeordneter
- Johann Fischer (1892–1945), österreichischer Franziskanerpater und Widerstandskämpfer, siehe Zyrill Fischer
- Johann Fischer (Politiker, 1895) (1895–1983), deutscher Politiker (SPD), MdL Niedersachsen
- Johann Fischer (Maler) (1919–2008), österreichischer Maler
- Johann Fischer (Sammler) (1934–2012), deutscher Sammler von Engeln
- Johann Fischer (Schachspieler), deutscher Fernschachspieler
- Johann Fischer von See (1790–1856), österreichischer Feldmarschallleutnant
- Johann Fischer von Tiefensee (1772–1831), österreichischer Generalmajor
- Johann Fischer gen. Walter (1488–1554), Jurist und landgräflich-hessischer Verwaltungsbeamter und Politiker
- Johann Baptist Fischer (Bildhauer) (auch Vischer; 1626–1702), österreichischer Bildhauer
- Johann Baptist Fischer, Geburtsname von Ferdinand Fischer (Musiker) (1652–1725), österreichischer Lautenspieler und Komponist
- Johann Baptist Fischer (Jurist) (um 1755–1801), deutscher Jurist und Politiker, Bürgermeister von Ingolstadt
- Johann Baptist Fischer (Naturforscher) (1803–1832), deutscher Arzt und Naturforscher
- Johann Baptist Fischer (Politiker, 1829) (1829–1906), deutscher Politiker (NLP), MdL Baden
- Johann Bernhard von Fischer (1685–1772), deutscher Arzt und Schriftsteller
- Johann Bernhard Fischer (Agrarwissenschaftler) (1756–1813), deutscher Kameralist, Agrarwissenschaftler, Kalligraf, Lokalhistoriker und Autor
- Johann Bernhard Fischer von Erlach (1656–1723), österreichischer Architekt
- Johann Carl Fischer (Mathematiker) (1760–1833), deutscher Mathematiker
- Johann Carl Christian Fischer (1752–1807), deutscher Komponist und Musiker
- Johann Caspar Ferdinand Fischer (um 1665–1746), deutscher Komponist
- Johann Christian Fischer (Offizier) (1713–1762), französischer Offizier
- Johann Christian Fischer (Komponist) (1733–1800), deutscher Komponist
- Johann Christoph Fischer (1717–1769), deutscher Komponist, Musikdirektor und Notenkopist
- Johann Conrad Fischer (Unternehmer) (1721–1811), Schweizer Unternehmer
- Johann Conrad Fischer (Metallurg) (1773–1854), Schweizer Metallurg, Unternehmer und Politiker
- Johann Eberhard Fischer (1697–1771), deutscher Historiker
- Johann Evangelist Fischer († 1790), deutscher Priester
- Johann Friedrich Fischer (Philologe) (1726–1799), deutscher Philologe
- Johann Friedrich Bernhard Fischer (1852–1915), deutscher Mediziner und Meeresmikrobiologe, siehe Bernhard Fischer (Mediziner)
- Johann Georg Fischer (Baumeister) (1673–1747), deutscher Baumeister
- Johann Georg Fischer (Orgelbauer, 1697) (1697–1780), deutscher Orgelbauer
- Johann Georg Fischer (Orgelbauer, 1769) (1769–1850), deutsch-österreichischer Orgelbauer
- Johann Georg Fischer (Dichter) (1816–1897), deutscher Lyriker und Dramatiker
- Johann Georg Paul Fischer (1786–1875), deutscher Maler, siehe Paul Fischer (Maler, 1786)
- Johann Gottfried Fischer (1751–1821), deutscher Musiker
- Johann Gustav Fischer (Politiker, 1795) (1795–1874), deutscher Politiker, MdL Baden
- Johann Gustav Fischer (Zoologe) (1819–1889), deutscher Zoologe und Politiker, MdHB
- Johann Heinrich Fischer (Maler) (1735–1789), deutscher Maler
- Johann Heinrich Fischer (Mediziner) (1759–1814), deutscher Pädiater, Geburtshelfer und Hochschullehrer
- Johann Heinrich Fischer (Politiker) (1790–nach 1861), Schweizer Gastwirt und Politiker
- Johann Karl Fischer (Medailleur) (1802–1865), deutscher Medailleur
- Johann Karl Christian Fischer (Philologe) (1765–1816/17), deutscher Philologe, Theologe und Schriftsteller
- Johann Leonhard Fischer (1760–1833), deutscher Chirurg, Anatom und Hochschullehrer
- Johann Ludwig Valerian Fischer (* 1693), deutscher Bergbeamter
- Johann Martin Fischer (1740–1820), deutscher Bildhauer
- Johann Michael Fischer (Baumeister) (1692–1766), deutscher Baumeister
- Johann Michael Fischer (Bildhauer) (1717–1801), deutscher Bildhauer
- Johann Michael Fischer (Architekt) (1727–1788), deutscher Architekt
- Johann Michael Fischer (Politiker) (1813/1814–1872), österreichischer Politiker
- Johann Nepomuck Fischer (1749–1805), deutscher Astronom und Mathematiker
- Johann Philipp Fischer (1818–1887), deutscher Mathematiker, Physiker und Hochschullehrer
- Johann Rudolf Fischer (Theologe) (1598–1632), deutscher Theologe und Dichter
- Johann Rudolf Fischer (1772–1800), Schweizer evangelischer Geistlicher
- Johann Valerian Fischer († 1716), deutscher Jurist und Beamter
- Johann Wilhelm Fischer (1779–1845), deutscher Baumwollfabrikant und Bankier
- Johanna Fischer (1820–1888), österreichische Malerin des Wiener Biedermeiers
- Johanna Fischer (Japanologin) (1922–2004), deutsche Japanologin
- Johanna Fischer-Frey (1867–1907), österreichische Opern- und Operettensängerin
- Johannes Fischer (Bischof) († 1510), deutscher Theologe, Weihbischof in Naumburg
- Johannes Fischer, wirklicher Name von Johannes Piscator (1546–1625), deutscher Theologe
- Johannes Fischer (Maler, † 1643) (1570/1580–1643), deutscher Maler
- Johannes Fischer (Jurist) (1590–1659), deutscher Pädagoge und Jurist
- Johannes Fischer (Mediziner, 1613) (1613–1683), österreichischer Mediziner
- Johannes Fischer (Politiker, 1777) (1777–1834), deutscher Politiker, MdL Baden
- Johannes Fischer (Politiker, 1819) (1819–1912), deutscher Politiker, MdL Hessen
- Johannes Fischer (Politiker, 1880) (1880–1942), deutscher Journalist und Politiker (FVP, DDP, DStP), MdL Württemberg
- Johannes Fischer (Mediziner, 1881) (1881–1945), deutscher Psychiater
- Johannes Fischer (Physiker) (1887–1975), deutscher Physiker
- Johannes Fischer (Maler, 1888) (1888–1955), österreichischer Maler
- Johannes Fischer (Kirchenmusiker) (1933–2005), deutscher Kirchenmusiker und Komponist
- Johannes Fischer (Pianist) (1936–2019), deutscher Pianist, Komponist und Chordirigent
- Johannes Fischer (Journalist, 1945) (* 1945), österreichischer Journalist
- Johannes Fischer (Theologe) (* 1947), deutscher Theologe und Hochschullehrer
- Johannes Fischer (Politikwissenschaftler), deutscher Politikwissenschaftler
- Johannes Fischer (Journalist, 1963) (* 1963), deutscher Journalist und Schachspieler
- Johannes Fischer (Informatiker) (* 1977), deutscher Informatiker
- Johannes Fischer (Schlagzeuger) (* 1981), deutscher Schlagzeuger
- Johannes Heinrich Fischer (1904–1993), deutscher Maler und Grafiker
- Johannes M. Fischer (* 1960), deutscher Journalist, Autor und Herausgeber
- John Fischer (1930–2016), US-amerikanischer Pianist, Komponist und Maler
- John Martin Fischer (* 1952), US-amerikanischer Philosoph
- Johnny Fischer (John Fischer; * 1930), österreichischer Bassist
- Jonathan Fischer (Handballspieler) (* 1997), deutscher Handballspieler
- Jonathan Fischer (Fußballspieler) (* 2001), dänischer Fußballtorwart
- Jonny Fischer (* 1979), Schweizer Komiker
- Jörg Fischer (Gitarrist) (* 1957), deutscher Gitarrist
- Jörg Fischer (Journalist) (Jörg Fischer-Aharon, Yizre´el (Izi) Aharon; * 1969), Neonazi-Aussteiger, Buchautor
- Jörg Fischer (Archivar) (* 1970), deutscher Historiker und Archivar
- Jörg Fischer (Schlagzeuger) (* 1971), deutscher Schlagzeuger
- Jörg Fischer (Erziehungswissenschaftler) (* 1975), deutscher Erziehungswissenschaftler
- Jörg Axel Fischer (* 1955), deutscher Fotograf
- Jörg Werner Fischer (* 1969), deutscher Maschinenbauingenieur und Hochschullehrer
- Joschka Fischer (Joseph Martin Fischer; * 1948), deutscher Politiker (Bündnis 90/Die Grünen), Außenminister
- Joscha Fischer-Antze (1944–2023), deutscher Synchronsprecher
- Josef Fischer (Maler) (1769–1822), österreichischer Maler und Ätzer
- Josef Fischer (Politiker, 1835) (1835–1911), österreichischer Brauereibesitzer und Politiker
- Josef Fischer (Radsportler) (1865–1953), deutscher Radrennfahrer
- Josef Fischer (Politiker, 1867) (1867–1939), Politiker, Abgeordneter für den Bund der Landwirte in Prager Parlament
- Josef Fischer (Rabbiner) (1871–1949), dänischer Historiker
- Josef Fischer (Philosoph) (1891–1945), tschechischer Philosoph und Widerstandskämpfer
- Josef Fischer (Politiker, 1898) (1898–nach 1963), deutscher Landrat
- Josef Fischer (Politiker, 1903) (1903–1979), österreichischer Politiker (SPÖ), Wiener Landtagsabgeordneter
- Josef Fischer (Politiker, 1906) (1906–1976), deutscher Politiker (BVP, CSU), MdL Bayern
- Josef Fischer (Unternehmer) (1909–1998), Schweizer Unternehmer
- Josef Fischer (Manager) (1912–1978), deutscher Industriemanager
- Josef Fischer (Autor) (1914–2013), deutscher Mundartautor
- Josef Fischer (Politiker, 1924) (1924–2012), Schweizer Tierarzt und Politiker (Republikaner)
- Josef Fischer (Unternehmer, 1929) (1929–2020), Spitzname „Pepi“, österreichischer Unternehmer, siehe Fischer Sports
- Josef Fischer (Pädagoge), deutscher ordentlicher Professor für Didaktik der Sonderschule für Lernbehinderte und geistig Behinderte
- Josef Fischer (Theologe) (* 1948), deutscher Theologe und Priester
- Josef Fischer (Historiker) (* 1976), österreichischer Historiker (Alte Geschichte)
- Josef Fischer-Häfliger (1870–1917), Schweizer Landwirt und Altertumsforscher
- Joseph Fischer (Stuckateur) (1704–1771), deutscher Stuckateur
- Joseph Fischer (Maler, 1761) (1761–1843), deutscher Maler
- Joseph Fischer (Sänger) (1780–1862), deutscher Opernsänger, Impresario und Komponist
- Joseph Fischer, Pseudonym Hyazinth Wäckerle (1836–1896), deutscher Pädagoge und Mundartdichter
- Joseph Fischer (Maler, 1853) (1853–1928), Schweizer Maler
- Joseph Fischer (Geograph) (1858–1944), deutsch-österreichischer Historischer Geograph
- Joseph Fischer-Dick (1839–1919), deutscher Architekt
- Joseph A. Fischer (1911–1989), deutscher Geistlicher, römisch-katholischer Kirchenhistoriker und Hochschullehrer
- Joseph Anton Fischer (1814–1859), deutscher Maler
- Joseph L. Fisher (1914–1992), US-amerikanischer Politiker
- Joseph Martin Fischer, genannt Joschka Fischer (* 1948), deutscher Politiker (Grüne)
- Judith Fischer (Künstlerin) (* 1967), österreichische Bildende Künstlerin, Schriftstellerin, Theoretikerin und Kuratorin
- Judith Fischer (Genetikerin), Biologin, Medizinerin und Hochschullehrerin für Humangenetik
- Judith P. Fischer (* 1963), österreichische Bildhauerin
- Julia Fischer (Biologin) (* 1966), deutsche Biologin
- Julia Fischer (Schauspielerin) (* 1966), deutsche Schauspielerin
- Julia Fischer (Geigerin) (* 1983), deutsche Geigerin
- Julia Fischer (Medizinerin) (* 1984), deutsche Ärztin, Journalistin und Moderatorin
- Julia Fischer, Geburtsname von Julia Harting (* 1990), deutsche Diskuswerferin
- Julian Fischer (* 1991), deutscher Jazzmusiker
- Julius Fischer (Bergbaukundler) (1856–1916), deutscher Bergbaukundler
- Julius Fischer (1861–1944), (österreichisch-)ungarischer Rabbiner, siehe Gyula Fischer
- Julius Fischer (Geistlicher) (1867–1923), deutscher Geistlicher
- Julius Fischer (Politiker, 1882) (1882–1943), österreichischer Politiker (SDAP), Niederösterreichischer Landtagsabgeordneter
- Julius Fischer (Politiker, 1889) (1889–1953), deutscher Politiker (USPD, MSPD, SPD), MdL Danzig
- Julius Fischer (Politiker, 1908) (1908–1993), österreichischer Politiker (SPÖ), Wiener Landtagsabgeordneter
- Julius Fischer (Künstler) (* 1984), deutscher Slam-Poet und Kabarettist
- Jürgen Fischer (Manager) (1923–1994), deutscher Wissenschaftsmanager
- Jürgen Fischer (Kulturwissenschaftler) (* 1944), deutscher Kulturwissenschaftler und Herausgeber
- Jürgen Fischer (Mediziner) (1946–2022), deutscher Pneumologe, Schlafmediziner und Hochschullehrer für Klinische Rehabilitationswissenschaften
- Jürgen Fischer (Fußballspieler, 1957) (* 1957), deutscher Fußballspieler und -trainer
- Jürgen Fischer (Psychologe) (* 1959), deutscher Hochschullehrer
- Jürgen Fischer (Fußballspieler, 1960) (* 1960), deutscher Fußballspieler
- Jürgen Fischer (Journalist) (* um 1960), deutscher Journalist
- Jürgen Fischer (Schauspieler) (* 1972), deutscher Schauspieler und Musicaldarsteller
- Jürgen LIT Fischer (1941–2005), deutscher Künstler
- Justus Fischer (* 2003), deutscher Handballspieler
- Jutta Fischer (Tischtennisspielerin) (* 1943), deutsche Tischtennisspielerin
- Jutta Fischer (Archäologin) (* 1952), deutsche Klassische Archäologin
- Jutta Fischer (Politikerin) (* 1953), deutsche Politikerin, Oberbürgermeisterin von Eisleben

### K
- Kai Fischer (Schauspielerin) (* 1934), deutsche Schauspielerin
- Kai Fischer (Soziologe) (* 1963), deutscher Soziologe und Fundraisingexperte
- Kai Fischer (Eishockeyspieler) (* 1977), deutscher Eishockeytorwart
- Kai Fischer (Musiker) (* 1980), deutscher Gitarrist, Komponist und Kostümbildner
- Kai Fischer (Moderator) (* 1981), deutscher Radio-, Fernseh- und Event-Moderator
- Karen Fischer (1976–2006), deutsche Journalistin
- Karin Fischer (* 1972), deutsche Curlerin
- Karl Fischer (Schauspieler, 1780) (1780–1836), deutscher Schauspieler, Opernsänger und Schriftsteller
- Karl von Fischer (Architekt) (1782–1820), deutscher Architekt
- Karl Fischer (Schauspieler, 1787) (1787–1853), Schauspieler
- Karl Fischer (Schauspieler, 1801) (1801–1884), österreichischer Schauspieler
- Karl Fischer (1809–1874), deutscher Lithograf, Maler und Bildnismaler, siehe Carl Fischer (Lithograf)
- Karl von Fischer (General) (1811–1868), deutscher Generalleutnant
- Karl Fischer (General, 1832) (1832–1904), österreichischer Feldzeugmeister
- Karl Fischer (Sänger) (1840–1883), deutscher Sänger (Bariton)
- Karl Fischer (Historiker) (1840–1933), deutscher Historiker und Sozialwissenschaftler
- Karl Fischer (Töpfer) (1853–1910), deutscher Töpfer
- Karl Fischer (Unternehmer, 1868) (1868–1927), Schweizer Unternehmer und Politiker (FDP)
- Karl Fischer (Hydrologe) (1868–1943), deutscher Hydrologe
- Karl Fischer (Politiker, 1871) (1871–1931), deutscher Politiker (DNVP, BLB), MdR
- Karl Fischer (General, 1876) (1876–1957), deutscher Generalmajor
- Karl Fischer (Politiker, 1877) (1877–1950), deutscher Politiker (SPD), MdL Bayern
- Karl Fischer (Wandervogel) (1881–1941), deutscher Wandervogel
- Karl Fischer (Theologe) (1885–1941), deutscher katholischer Theologe und Schriftsteller
- Karl Fischer (SS-Mitglied, 1889) (1889–nach 1943), deutscher SS-Brigadeführer und Generalmajor der Polizei
- Karl Fischer (General, 1891) (1891–1942), deutscher Generalmajor
- Karl Fischer (Politiker, 1893) (1893–1940), deutscher Politiker (KPD) und Widerstandskämpfer, MdL Preußen
- Karl Fischer (Techniker, 1893) (1893–1985), deutscher Starkstromtechniker, Pionier der Elektro-Kochplatte und Firmengründer
- Karl Fischer (Pfarrer) (1896–1941), deutscher evangelischer Pfarrer
- Karl Fischer (Bibliothekar) (1898–1956), deutscher Bibliothekar
- Karl Fischer (Autor) (auch Georg Alfred Vischer; 1900–1972), deutscher Schriftsteller, Theologe und Widerstandskämpfer
- Karl Fischer (Chemiker) (1901–1958), deutscher Chemiker
- Karl Fischer (Politiker, 1904) (1904–1976), deutscher Jurist und Politiker (CSU), MdL Bayern
- Karl Fischer (Fußballspieler), estnischer Fußballspieler deutsch-baltischer Herkunft
- Karl Fischer (SS-Mitglied, 1908) (1908–nach 1970), österreichischer SS-Untersturmführer, Lagerkommandant des KZ Chaidari
- Karl Fischer (Harfenbauer) (1912–2007), deutscher Ingenieur und Harfenbauer
- Karl Fischer (Widerstandskämpfer) (1918–1963), österreichischer Trotzkist und Widerstandskämpfer
- Karl Fischer (Illustrator) (1921–2019), deutscher Illustrator
- Karl Fischer (Diplomat, 1922) (1922–2015), österreichischer Diplomat
- Karl Fischer (Skispringer) (1923–2020), deutscher Skispringer
- Karl Fischer (Kristallograph) (1925–2022), deutscher Kristallograph, Physiker und Hochschullehrer
- Karl Fischer (Techniker, 1926) (1926–2018), deutscher Nachrichten- und Hochfrequenztechniker
- Karl Fischer (Diplomat, 1939) (* 1939), deutscher Diplomat
- Karl Fischer (Schauspieler, 1956) (* 1956), österreichischer Schauspieler
- Karl Fischer-Köystrand (1861–1918), österreichischer Maler und Grafiker
- Karl Fischer-Niemann (1890–?), deutscher Sänger (Tenor)
- Karl von Fischer-Treuenfeld (1885–1946), deutscher Generalleutnant der Waffen-SS
- Karl Fischer-Vogt (1868–1927), Schweizer Unternehmer, siehe Karl Fischer (Unternehmer, 1868)
- Karl August Fischer (1885–1975), deutscher Politiker
- Karl August Fischer von See (1824–1892), österreichischer Generalmajor
- Karl Berthold Fischer (1864–1944), deutscher Maler und Heimatforscher
- Karl Eugen Fischer (1894–1977), deutscher Unternehmer und Firmengründer
- Karl Friedrich von Fischer (1756–1821), deutscher Politiker
- Karl-Friedrich Fischer (* 1947), deutscher Informatiker
- Karl Georg Fischer-Föbus (1901–1994), deutscher Dramatiker und Verleger
- Karl Heinrich Fischer (Beamter) (1857–1939), deutscher Beamter
- Karl Heinrich Fischer (Journalist) (1859–1932), deutscher Redakteur
- Karl Heinz Fischer (1905–1955), deutscher Physiker und Hochschullehrer
- Karl-Heinz Fischer (Geologe) (* 1932), deutscher Geologe und Wirbeltier-Paläontologe
- Karl-Heinz Fischer (1934–1971), deutsches Todesopfer an der innerdeutschen Grenze
- Karl-Heinz Fischer (Wirtschaftswissenschaftler) (1936–2012), deutscher Wirtschaftswissenschaftler und Hochschullehrer
- Karl-Heinz Fischer-Fürwentsches (1909–1997), deutscher Jurist, Volkswirt, Unternehmer und NS-Oppositioneller
- Karl-Josef Fischer (1904–1992), österreichischer Arzt, SS-Hauptsturmführer und Lagerarzt im KZ Auschwitz
- Karl Ludwig Fischer (Schauspieler) (1743–??), deutscher Schauspieler
- Karl Martin Fischer (1936–1981), deutscher evangelischer Theologe
- Karl Philipp Fischer (1807–1885), deutscher Philosoph
- Karl-Rudolf Fischer (* 1954), deutscher Politiker (SPD)
- Karl Tobias Fischer (1871–1953), deutscher Physiker
- Karl Wilhelm Fischer (Schauspieler) (1800–1873), österreichischer Schauspieler
- Karl Wilhelm Fischer (Volkskundler) (1888–1970), österreichischer Lehrer, Volkskundler und Schriftsteller
- Karl-Wilhelm Fischer (1919–nach 1961), deutscher Mineraloge und Hochschullehrer
- Karoline Fischer-Achten (1806–1896), österreichische Sängerin
- Karsten Fischer (Politikwissenschaftler) (* 1967), deutscher Politikwissenschaftler
- Karsten Fischer (Fußballspieler) (* 1984), deutscher Fußballspieler
- Karsten Fischer (Leichtathlet) (* 1984), deutscher Langstreckenläufer
- Kaspar Fischer (1938–2000), Schweizer Schauspieler, Kabarettist, Schriftsteller und Zeichner
- Katarina Fischer (* 1982), deutsche Schriftstellerin
- Kate Fischer (* 1973), australische Schauspielerin
- Katrin Fischer (1948–2015), deutsche Theaterpädagogin, Synchronregisseurin und Hörspielsprecherin
- Kilian Fischer (Drucker), deutscher Buchdrucker
- Kilian Fischer (* 2000), deutscher Fußballspieler
- Kilian Joseph Fischer (1782–1848), deutscher römisch-katholischer Theologe
- Kirstin Fischer (* 1980), deutsche Schauspielerin
- Klaus Fischer (Indologe) (1919–1993), deutscher Kunsthistoriker und Indologe
- Klaus Fischer (Priester) (1920–2007), deutscher Priester und Arzt
- Klaus Fischer, Pseudonym von Klaus Schmidt (Autor) (1922–1992), deutscher Schriftsteller
- Klaus Fischer (Schriftsteller) (1930–2022), deutscher Schriftsteller
- Klaus Fischer (Journalist), deutscher Journalist und Intendant
- Klaus Fischer (Verkehrswissenschaftler) (* 1933), deutscher Verkehrswissenschaftler und Hochschullehrer
- Klaus Fischer (Fotograf) (1934–2009), deutscher Fotograf und Autor
- Klaus Fischer (Geograph) (1937–2015), deutscher Geograph und Hochschullehrer
- Klaus Fischer (Ingenieur) (1940–2023), deutscher Ingenieur, Chemiker und Hochschullehrer für Pflanzenchemie und Zellstofftechnik
- Klaus Fischer (Politiker) (* 1948), Schweizer Politiker (CVP)
- Klaus Fischer (Wissenschaftshistoriker) (* 1949), deutscher Wissenschaftshistoriker und Soziologe
- Klaus Fischer (Fußballspieler) (* 1949), deutscher Fußballspieler
- Klaus Fischer (Unternehmer) (* 1950), deutscher Unternehmer
- Klaus Fischer (Physiotherapeut) (* 1953), deutscher Physiotherapeut und Hochschullehrer
- Klaus Fischer (Maler) (* 1959), deutscher Maler
- Klaus Fischer (Badminton) (* 1963), österreichischer Badmintonspieler
- Klaus Fischer (Biologe) (* 1968), deutscher Biologe und Hochschullehrer
- Klaus Fischer-Appelt (* 1964), deutscher Geologe und Hochschullehrer für Endlagersicherheit
- Klaus Fischer-Dieskau (1921–1994), deutscher Kirchenmusiker und Chorleiter
- Klaus Jürgen-Fischer (1930–2017), deutscher Maler und Hochschullehrer
- Klaus-Christian Fischer (* 1938), deutscher Gießereiingenieur und Politiker (NDPD, BFD), MdV
- Klaus-Dieter Fischer (* 1940), deutscher Fußballfunktionär
- Klaus-Dieter Fischer (Biochemiker) (* 1957/1958), deutscher Hochschullehrer für Biochemie und Zellbiologie
- Klaus-Dietrich Fischer (Philologe) (* 1948), deutscher Klassischer Philologe und Medizinhistoriker
- Klaus-Dietrich Fischer (Politiker), deutscher Politiker (FDP)
- Klaus Hein Fischer (1937–2001), deutscher Illustrator und Bühnenbildner
- Klaus P. Fischer (* 1941), deutscher Prediger und Theologe
- Klemens Fischer (* 1964), österreichischer EU-Diplomat und Privatdozent für Internationale Beziehungen
- Konrad Fischer (Politiker, 1854) (1854–1893), deutscher Politiker (Zentrum), MdR
- Konrad Fischer (Politiker, 1879) (1879–1962), deutscher Politiker (DDP), MdL Baden
- Konrad Fischer (Landrat) (1895–1982), deutscher Zahnarzt und Landrat
- Konrad Fischer (Unternehmer, 1901) (1901–1971), deutscher Unternehmer
- Konrad Fischer (1902–1983), deutscher Ordensbruder und Kunsthistoriker, siehe Pius Fischer (Kunsthistoriker)
- Konrad Fischer (Unternehmer, 1914) (1914–1995), deutscher Unternehmer
- Konrad Fischer (Maler) (1939–1996), deutscher Maler und Galerist
- Konrad Fischer (Politiker, 1948) (* 1948), deutscher Fischer und Parteigründer (MUD)
- Konrad Fischer (Architekt) (1955–2018), deutscher Architekt und Denkmalpfleger
- Konrad Fischer-Sallstein (1847–nach 1910), deutscher Journalist und Schriftsteller
- Konstanze Fischer (* 1989), deutsche Schauspielerin
- Krimhild Fischer (* 1950), deutsche Politikerin (SPD), siehe Krimhild Niestädt
- Kunigunde Fischer (1882–1967), deutsche Politikerin (SPD)
- Kuno Fischer (1824–1907), deutscher Philosoph

- Kurt Fischer (Ingenieur) (1878–1948), deutscher Ingenieur
- Kurt Fischer (Sänger) (1882–1959), deutscher Sänger (Bariton)
- Kurt Fischer (Baumeister) (1888–1985), deutscher Baumeister
- Kurt Fischer (Buddhist) (1892–1942), deutscher Buddhist
- Kurt Fischer (Politiker, 1900) (1900–1950), deutscher Politiker (KPD, SED)
- Kurt Fischer (Politiker, 1902) (1902–1991), deutscher Politiker (GB/BHE), MdL Niedersachsen
- Kurt Fischer (Journalist) (1903–1972), deutscher Journalist und Schriftsteller
- Kurt Fischer (Politiker, 1910) (1910–1969), deutscher Politiker, Bürgermeister von Ahrensburg
- Kurt Fischer (Versicherungsmathematiker) (1910–1970), deutscher Versicherungsmathematiker
- Kurt von Fischer (1913–2003), Schweizer Musikwissenschaftler und Hochschullehrer sowie Pianist
- Kurt Fischer (Gewerkschafter) (1915–1997), deutscher Gewerkschafter
- Kurt Fischer (Fußballspieler) (1923–1977), deutscher Fußballspieler
- Kurt Fischer (Admiral) (1937–2021), deutscher Flottillenadmiral
- Kurt Fischer (Bankmanager) (* 1958), deutscher Bankmanager
- Kurt Fischer (Politiker, 1963) (* 1963), österreichischer Politiker (ÖVP), Vorarlberger Landtagsabgeordneter
- Kurt Fischer (Politiker, 2000) (* 2000), deutscher Politiker (SPD), MdL Brandenburg
- Kurt Fischer-Fehling (1904–1978), deutscher Schauspieler und Hörspielsprecher
- Kurt Gerhard Fischer (1928–2001), deutscher Politikdidaktiker
- Kurt Joachim Fischer (1911–1979), deutscher Drehbuchautor und Filmproduzent
- Kurt Rudolf Fischer (1922–2014), österreichischer Philosoph
- Kurt W. Fischer (1943–2020), US-amerikanischer Soziologe und Hochschullehrer

### L
- Laila Salome Fischer (* 1987), deutsche Sängerin
- Lajos Keresztes-Fischer (1884–1948), ungarischer Generalstabschef
- Lars Fischer (* 1976), deutscher Chemiker und Journalist
- Lars Fischer-Zernin (1923–2009), deutscher Politiker (CDU)
- László Fischer (* 1962), ungarischer Skispringer
- Laura Fischer (Filmproduzentin), US-amerikanische Filmproduzentin
- Laura Fischer (Journalistin) (* 1998), österreichische Journalistin und Autorin
- Laurent Fischer (Politiker) (1855–1913), deutscher Politiker (Zentrum)
- Laurent Fischer (Journalist) (* 1948), deutscher Journalist und Verleger, Sohn von Walter Fischer
- Laurent Fischer (Rollstuhltennisspieler) (* 1969), französischer Rollstuhltennisspieler
- Laurenz Hannibal Fischer (1784–1868), deutscher Staatsmann
- Laurenz Wilhelm Fischer (1810–1866), deutscher Rechtsanwalt und Politiker
- Lea Fischer (* 1998), Schweizer Skilangläuferin
- Leander Fischer (* 1992), österreichischer Schriftsteller
- Lena Fischer (1906–1985), deutsche Kommunistin und Widerstandskämpferin gegen den Nationalsozialismus
- Leni Fischer (1935–2022), deutsche Pädagogin und Politikerin (CDU)
- Leo Fischer (Dichter) (1855–1895), österreichischer Mönch, Dichter und Sprachwissenschaftler
- Leo Fischer (Politiker) (1913–1998), bayerischer Kommunalpolitiker und Fachhochschulprofessor
- Leo Fischer (Unternehmer) (1933–2009), Schweizer Unternehmer
- Leo Fischer (Publizist) (* 1981), deutscher satirischer Künstler, Autor, Kolumnist und Politiker
- Leonhard Fischer (* 1963), deutscher Manager
- Leonz Fischer (1874–1953), Schweizer Politiker (CVP)
- Leopold von Fischer (1785–1876), österreichischer Generalmajor
- Leopold Fischer (Maler) (1814–1860), österreichischer Maler
- Leopold Fischer (Manager) (1853–1927), deutscher Kaufmann, Manager und Politiker
- Leopold Fischer (Mediziner), deutscher Arzt und Politiker
- Leopold Fischer (Architekt) (1901–1975), österreichischer Architekt
- Leopold Fischer (Politiker) (1903–1982), österreichischer Politiker (ÖVP), Abgeordneter zum Nationalrat
- Leopold Heinrich Fischer (1817–1886), deutscher Mineraloge und Paläontologe, siehe Heinrich Fischer (Mineraloge)
- Liesel Fischer (1919–2000), deutsche Malerin und Grafikerin
- Lili Fischer (* 1947), deutsche Künstlerin
- Lisa Fischer (Sängerin) (* 1958), US-amerikanische R&B-Sängerin
- Lisa Fischer (Kulturhistorikerin) (* 1959), österreichische Kulturhistorikerin
- Lisa Fischer (Radsportlerin) (* 1993), deutsche Radrennfahrerin
- Lisa-Marie Fischer (* 1991), deutsche Sängerin und Songwriterin
- Lisy Fischer (1900–1999), Schweizer Pianistin
- Lone Fischer (* 1988), deutsche Handballspielerin
- Lore Fischer (1908–1991), deutsche Altistin
- Lorenz Fischer (Komponist) (1862–1922), deutscher Komponist und Musiker
- Lorenz Fischer (Fußballspieler) (1934–2024), deutscher Fußballspieler
- Lorenz Fischer (Soziologe) (* 1944), deutscher Soziologe, Wirtschaftspsychologe und Hochschullehrer
- Lorenz Andreas Fischer (* 1966), Schweizer Fotograf
- Lorenz Maximilian Fischer (1782–1851), österreichischer Bibliothekar und Archivar, siehe Maximilian Fischer (Archivar)
- Lothar Fischer (Kunsthistoriker) (1932–2025), deutscher Kunsthistoriker, Schriftsteller, Journalist und Zeichner
- Lothar Fischer (Bildhauer) (1933–2004), deutscher Bildhauer
- Lothar Fischer (Ringer) (* 1934), deutscher Ringer
- Lothar Fischer (Politiker) (1942–2013), deutscher Mathematiker und Politiker
- Lothar Fischer (Jurist, 1948) (* 1948), deutscher Jurist, Richter am Bundesfinanzhof
- Lothar Fischer (Jurist, 1955) (* 1955), deutscher Jurist und Richter
- Louis Fischer (Maler) (1784–1845), französisch-deutscher Offizier, Maler, Bildhauer, Elfenbeinschnitzer und Lithograf
- Louis Fischer (Journalist) (1896–1970), US-amerikanischer Journalist und Buchautor
- Louis-Bernard Fischer (1810–1873), deutscher Gartenbauer, Landschaftsgestalter und Architekt
- Louise Fischer (Sängerin) (1787–??), österreichische Sängerin
- Louise Fischer (Schauspielerin), Schauspielerin
- Louise Eisler-Fischer (1906–1998), österreichische Schriftstellerin und Übersetzerin
- Lucas Fischer (* 1990), Schweizer Geräteturner
- Lucie Fischer (1926–2018), deutsche Politikerin, MdV
- Lucien Fischer (* 1933), französischer Ordensgeistlicher, Apostolischer Vikar von Iles Saint-Pierre et Miquelon
- Ludger Fischer (* 1957), deutscher Bauhistoriker, Architekturkritiker und Politikwissenschaftler
- Ludolph Fischer (1900–1972), deutscher Tropenmediziner sowie Hochschullehrer
- Ludwig Fischer (Sänger) (1745–1825), deutscher Sänger (Bass)
- Ludwig von Fischer (Politiker, 1784) (1784–1859), deutscher Generalmajor und Politiker, MdL Baden
- Ludwig von Fischer (Politiker, 1805) (1805–1884), Schweizer Politiker, Nationalrat
- Ludwig Fischer (Botaniker) (1828–1907), Schweizer Botaniker
- Ludwig von Fischer (Politiker, 1832) (1832–1900), deutscher Politiker (LRP), MdR
- Ludwig Fischer (Marineoffizier) (??–1911), kaiserlich deutscher Marineoffizier
- Ludwig Fischer (Dialektologe) (1877–1962), Schweizer Lehrer und Dialektologe
- Ludwig Fischer (Politiker) (1888–1967), österreichischer Politiker (ÖVP), Wiener Landtagsabgeordneter
- Ludwig Fischer (Theologe) (1890–1957), deutscher Theologe
- Ludwig Fischer (Kaufmann) (1896–??), österreichischer Politiker und Sparkassenfunktionär
- Ludwig Fischer (Jurist) (1905–1947), deutscher Politiker (NSDAP), MdR
- Ludwig Fischer (Missionar) (1902–1950), deutscher römisch-katholischer Ordensmann, Missionar und Märtyrer
- Ludwig Fischer (Rennfahrer) (1915–1991), deutscher Automobilrennfahrer
- Ludwig Fischer (Autor) (* 1929), ungarisch-deutscher Autor
- Ludwig Fischer (Philologe) (* 1939), deutscher Philologe und Hochschullehrer
- Ludwig Fischer-Achten (1837–1891), österreichischer Opernsänger (Tenor)
- Ludwig Fischer-Colbrie (1843–1916), österreichischer Feldmarschallleutnant
- Ludwig Fischer-Schwaner (1899–1964), deutscher Komponist, Pianist und Musikpädagoge
- Ludwig Eberhard Fischer (1695–1773), deutscher Geistlicher, Theologe, Kirchenlieddichter und Politiker
- Ludwig Friedrich Fischer (1750–1837), deutscher Verwaltungsbeamter
- Ludwig Hans Fischer (1848–1915), österreichischer Maler
- Ludwig Vinzenz Fischer (1845–1890), österreichischer Autor, Novellist und Übersetzer
- Ludwig Wilhelm Fischer (1817–1890), deutscher Richter und Heimatforscher
- Lukas Fischer (Orgelbauer) (* 1934), deutscher Orgelbauer
- Lukas Fischer (Fußballfunktionär) (* 1990), österreichischer Fußballfunktionär
- Lukas Fischer (Eishockeyspieler) (* 2006), US-amerikanisch-tschechischer Eishockeyspieler
- Lutz Fischer (Ökonom) (1939–2024), deutscher Ökonom und Hochschullehrer
- Lutz Fischer (Fußballspieler) (* 1960), deutscher Fußballspieler
- Lutz Fischer (Biologe) (* 1960), deutscher Biologe und Hochschullehrer für Biotechnologie
- Lutz Fischer (Politiker) (* 1967), Schweizer Politiker (EVP)
- Lydia Fischer (* 1949), deutsche Politikerin (CDU)

### M
- Madeleine Fischer (1935–2020), Schweizer Schauspielerin
- Makenzie Fischer (* 1997), US-amerikanische Wasserballspielerin
- Manfred Fischer (Apotheker) (1906–1987), deutscher Apotheker, Chemiker und Unternehmer
- Manfred Fischer (Manager) (1933–2002), deutscher Verlags- und Industriemanager
- Manfred Fischer (Pfarrer, 1933) (1933–2010), deutscher Pfarrer
- Manfred Fischer (Pomologe) (* 1938), deutscher Pomologe und Hochschullehrer
- Manfred Fischer (Pfarrer, 1948) (1948–2013), deutscher Pfarrer
- Manfred Fischer (Grafiker) (* 1950), deutscher Grafiker
- Manfred Fischer (Rennfahrer) (* 1959), deutscher Motorradrennfahrer
- Manfred Fischer (Fußballspieler, 1968) (* 1968), österreichischer Fußballspieler
- Manfred Fischer (Fußballspieler, 1995) (* 1995), österreichischer Fußballspieler
- Manfred Maßhof-Fischer (* 1947), deutscher katholischer Theologe und Hochschullehrer
- Manfred Adalbert Fischer (* 1942), österreichischer Botaniker
- Manfred F. Fischer (Manfred Frithjof Fischer; * 1936), deutscher Kunsthistoriker und Denkmalpfleger
- Manfred M. Fischer (Manfred Manuel Fischer; * 1947), deutsch-österreichischer Geograph und Hochschullehrer
- Manuel Fischer (* 1989), deutscher Fußballspieler
- Manuel Fischer-Dieskau (* 1963), deutscher Cellist, Hochschullehrer für Violoncello und Kammermusik
- Marc Fischer (Journalist) (1970–2011), deutscher Journalist und Autor
- Marc Fischer (Schauspieler) (* 1972), deutscher Schauspieler
- Marc Fischer, deutscher Musiker, Mitglied von Wolkenfrei
- Marcel Fischer (Kunsthistoriker) (1906–1962), Schweizer Kunsthistoriker
- Marcel Fischer (Fechter) (* 1978), Schweizer Fechter
- Marcel Fischer (Radsportler) (* 1987), deutscher Radrennfahrer
- Marcus Fischer (* 1980), deutscher Fußballspieler
- Mareike Fischer (* um 1981), deutsche Hochschullehrerin für Biomathematik und Stochastik
- Maren Fischer-Epe (* 1953), deutsche Psychologin, Unternehmensberaterin und Fachbuchautorin
- Margareta Maurer-Fischer (1775–1847), Gefolgin und Unternehmerin
- Margarete Fischer (1893–1977), österreichisch-britische Journalistin, Autorin, Übersetzerin und Pädagogin, siehe Grete Fischer (Autorin)
- Margarete Fischer (Schriftstellerin) (1900–2004), deutsche Schriftstellerin
- Margarete Fischer-Bosch (1888–1972), deutsche Politikerin
- Margarita Fischer (1886–1975), amerikanische Stummfilm- und Theaterschauspielerin
- Margit Fischer (* 1943), österreichische First Lady
- Margrit Fischer (* 1947), Schweizer Politikerin (CVP)
- Maria Fischer (Widerstandskämpferin, 1897) (auch Marie Fischer; 1897–1962), österreichische Seidenwinderin und Widerstandskämpferin
- Maria Fischer (Widerstandskämpferin, 1903) (auch Marie Fischer; 1903–1943), österreichische Widerstandskämpferin, enthauptet vom NS-Regime
- Maria Fischer (Politikerin) (* 1967), österreichische Politikerin (SPÖ)
- Maria Fischer (Designerin) (* 1985), deutsche Designerin
- Mariann Fischer Boel (* 1943), dänische Politikerin
- Marianne Fischer (Schauspielerin, 1746) (1746–nach 1781), Schauspielerin und Sängerin
- Marianne Fischer (Schauspielerin, 1799) (1799–1859), österreichische Schauspielerin
- Marianne Fischer (Kunsthistorikerin) (Marianne Eich-Fischer; * 1928), deutsche Kunsthistorikerin
- Marianne Fischer-Koch (* 1928), Schweizer Malerin und Zeichnerin
- Marianne Fischer-Kupfer (1922–2008), deutsche Sängerin und Gesangspädagogin
- Marie Fischer (Schauspielerin) (* 1992/1993), deutsche Schauspielerin
- Marie Fischer-Lette (1830–1918), deutsche Schriftstellerin
- Marie Louise Fischer (1922–2005), deutsche Schriftstellerin
- Marie-Thérèse Fischer (* 1947), deutsche Historikerin
- Marina Fischer-Kowalski (* 1946), österreichische Soziologin und Sozialökologin
- Mario Fischer (Wirtschaftsinformatiker) (* 1963), deutscher Wirtschaftsinformatiker und Hochschullehrer
- Mario Fischer (Theologe) (* 1976), deutscher evangelischer Theologe
- Mario Fischer (Eishockeyspieler) (* 1989), österreichischer Eishockeyspieler
- Marion Fischer (Zeitzeugin) (geboren 1937), Überlebende des Holocaust und Zeitzeugin
- Marion Fischer (Politikerin) (* 1951), deutsche Politikerin (CDU)
- Marius Fischer (* 1993), deutscher Filmschaffender
- Markus Fischer (Regisseur) (* 1953), Schweizer Regisseur
- Markus Fischer (Biologe) (* 1962), deutsch-schweizerischer Biologe
- Markus Fischer (Chemiker) (* 1965), deutscher Lebensmittelchemiker
- Markus Fischer (Ingenieur), Träger des dt. Zukunftspreises 2010
- Markus Fischer (Biathlet) (* 1969), deutscher Biathlet und Biathlontrainer
- Markus Fischer (Fußballspieler) (* 1972), österreichischer Fußballspieler
- Marlene Fischer (* 1996), Schweizer Politikerin (Grüne)
- Marthe Renate Fischer (1851–1925), deutsche Schriftstellerin
- Marti Fischer (* 1990), deutscher Webvideoproduzent
- Martin Fischer (Politiker) (1867–1936), österreichischer Politiker, Kärntner Landtagsabgeordneter
- Martin Fischer (Diplomat) (1882–1961), deutscher Diplomat
- Martin Fischer (Turner) (1884–1971), deutsch-US-amerikanischer Turner
- Martin Fischer (Theologe) (1911–1982), deutscher Theologe
- Martin Fischer (Leichtathlet) (1913–1941), deutscher Leichtathlet
- Martin Fischer (Parteifunktionär), deutscher Parteifunktionär (SED)
- Martin Fischer (Komponist) (* 1955), österreichischer Komponist und Journalist
- Martin Fischer (Fußballspieler, 1960) (* 1960), deutscher Fußballspieler (Fürth)
- Martin Fischer (Kognitionswissenschaftler) (Martin H. Fischer; * 1964), deutscher Kognitionswissenschaftler und Hochschullehrer
- Martin Fischer (Fußballspieler, 1969) (* 1969), deutscher Fußballspieler (Karlsruhe)
- Martin Fischer (Sänger), deutscher Sänger
- Martin Fischer (Tennisspieler) (* 1986), österreichischer Tennisspieler
- Martin Fischer-Hübner (1885–1959), deutscher Pfarrer und Heimatforscher
- Martin Eduard Fischer (* 1938), Schweizer Lehrer und Archivar
- Martin Henry Fischer (1879–1962), US-amerikanischer Physiologe
- Martin R. Fischer (* 1964), deutscher Mediziner und Hochschullehrer für Didaktik und Ausbildungsforschung im Gesundheitswesen
- Martin S. Fischer (* 1954), deutscher Evolutionsbiologe und Zoologe
- Martina Fischer, Geburtsname von Martina Bischof (* 1957), deutsche Kanutin
- Martina Fischer (Politikwissenschaftlerin) (* 1958), deutsche Politikwissenschaftlerin
- Martina Fischer (Malerin) (* 1967), deutsche Malerin
- Martina Fischer (* 1970), deutsche Golfspielerin, siehe Tina Fischer (Golfspielerin)
- Mathias Fischer (Basketballtrainer) (* 1971), polnisch-deutscher Basketballspieler und -trainer
- Mathias Fischer (Politiker) (* 1993), norwegischer Journalist und Politiker
- Mathias Fischer-Dieskau (* 1951), deutscher Bühnenbildner und Theaterausstatter
- Mathias Joseph Fischer (Fischers Maathes; 1822–1879), deutscher Kaufmann und Stadtoriginal
- Mathilde Fischer (1904–1941), deutsches Opfer der nationalsozialistischen Rassenhygiene im Rahmen der „Aktion T4“
- Mathilde Ruth Fischer (1911–2009), Schweizer Künstlerin und Zeichenlehrerin, siehe Ruth von Fischer
- Matthias Fischer (Jurist) (1607–1674), deutscher Jurist und Politiker, Bürgermeister von Celle
- Matthias Fischer (Landrat), deutscher Politiker (SPD), Landrat des Landkreises Köln
- Matthias Fischer (Kunsthistoriker) (* 1960), deutscher Kunsthistoriker
- Matthias Fischer (Schriftsteller) (* 1964), deutscher Pfarrer und Schriftsteller
- Matthias Fischer (Drehbuchautor), deutscher Drehbuchautor
- Matthias Fischer (Wirtschaftswissenschaftler) (* 1971), deutscher Wirtschaftswissenschaftler und Statistiker
- Matthias Fischer (Rechtsextremist) (* 1977), deutscher Rechtsextremist (NPD, III.Weg)
- Matthias Fischer (Leichtathlet, 1977) (* 1977), deutscher Sprinter
- Matthias Fischer (Leichtathlet, 1999) (* 1999), österreichischer Hochspringer
- Maurice Fischer (1903–1965), israelischer Diplomat
- Max Fischer (Geistlicher, 1847) (1847–1915), deutscher evangelischer Pfarrer, Mitherausgeber der Protestantischen Kirchenzeitung
- Max Fischer (Manager) (1857–1930), deutscher Manager
- Max Fischer (Schriftsteller) (1880–1957), französischer Schriftsteller
- Max Fischer (Unternehmer) (1882–1952), Schweizer Ingenieur und Bauunternehmer
- Max Fischer (Politiker, 1886) (1886–1962), deutscher Politiker (SPD)
- Max Fischer (Kunstsammler) (1886–1975), deutscher Kunstsammler, Chemiker und Unternehmer
- Max Fischer (Fußballspieler, 1889) (1889–1969), deutscher Fußballspieler
- Max Fischer (Journalist) (1893–1954), deutsch-amerikanischer Journalist
- Max Fischer (Geistlicher, 1900) (1900–1967), deutscher evangelischer Pfarrer, Leiter der Bahnauer Bruderschaft, Direktor der Missionsschule Unterweissach
- Max Fischer (Gartenbaudirektor) (1902–1979), deutscher Gartenarchitekt
- Max Fischer (Politiker, 1927) (1927–2015), deutscher Politiker (CSU)
- Max Fischer (Fußballspieler, 1927) (* 1927), deutscher Fußballspieler
- Max Fischer (Künstler, 1939) (* 1939), deutscher Maler, Glasmaler, Bildhauer, Designer und Kunstinstitutsleiter
- Max Fischer (Regisseur), US-amerikanischer Regisseur
- Max Fischer (Künstler, 1947) (* 1947), deutscher Maler
- Max Heinrich Fischer (Physiologe) (1892–1971), deutscher Physiologe und Hochschullehrer
- Max-Heinrich Fischer (Dramaturg) (1897–1973), deutscher Dramaturg und Regisseur
- Max Theodor Fischer (1837–1899), deutscher Verwaltungsbeamter
- Maximilian Fischer (Archivar) (Lorenz Maximilian Fischer; 1782–1851), österreichischer Bibliothekar und Archivar
- Maximilian Fischer (Zoologe) (1929–2019), österreichischer Entomologe
- Maximilian Fischer (Schauspieler) (* 1988), deutscher Schauspieler
- Maximilian Fischer (Fußballspieler) (* 2002), deutscher Fußballspieler
- Meike Fischer (* 1970), deutsche Fotografin und Fotojournalistin
- Melanie Fischer (* 1986), österreichische Fußballspielerin
- Michael Fischer (Politikwissenschaftler) (1945–2014), österreichischer Politik- und Sozialwissenschaftler
- Michael Fischer (Politiker, 1947) (* 1947), deutscher Politiker (DDR-CDU, CDU)
- Michael Fischer (Theologe, 1962) (* 1962), deutscher Pastoraltheologe
- Michael Fischer (Saxophonist) (* 1963), österreichischer Saxophonist und Komponist
- Michael Fischer (Fußballspieler) (* 1967), deutscher Fußballspieler
- Michael Fischer (Politiker, 1968) (* 1968), österreichischer Politiker (FPÖ), Landtagsabgeordneter in Oberösterreich
- Michael Fischer (Theologe, 1968) (* 1968), deutscher Theologe, Liedforscher und Kulturwissenschaftler
- Michael Fischer (Journalist) (* 1970), deutscher Journalist
- Michael Fischer (Rechtswissenschaftler), deutscher Jurist und Hochschullehrer
- Michael Fischer (Jurist) (* 1972), deutscher Verwaltungsjurist
- Michael Fischer (Schauspieler) (* 1976), deutscher Schauspieler
- Michael Fischer (Mediziner) (Michael J. M. Fischer), deutscher Mediziner und Hochschullehrer
- Michael Fischer (Rennfahrer) (* 1995), österreichischer Automobilrennfahrer
- Michael Fischer-Art (* 1969), deutscher Maler und Bildhauer
- Michael Gotthard Fischer (1773–1829), deutscher Komponist
- Michael M. J. Fischer (Michael Max Jonathan Fischer; * 1946), deutscher Anthropologe
- Michaela A. Fischer (* 1953), deutsche Bildende Künstlerin
- Mike Fischer (* 1963), deutscher Unternehmer, Autor und Redner
- Mikelis Fischer (1915–nach 1955), lettischer Sänger (Bariton/Tenor)
- Mikkel Fischer (* 2004), dänischer Fußballspieler
- Mirjam Fischer (* 1977), österreichische Politikerin (SPÖ)
- Mona Fischer (Badminton) (* 1986), deutsche Badmintonspielerin
- Mona Fischer (Schauspielerin) (* 1988), deutsche Schauspielerin
- Monika Fischer (* ~ 1983), Schweizer Badmintonspielerin
- Monika Fischer-Vorauer (* 1965), österreichische Maskenbildnerin
- Monica Lochner-Fischer (1952–2012), deutsche Politikerin (SPD)
- Monica Romilda Fischer (* 1955), Schweizer Objektkünstlerin und Psychologin
- Moritz Fischer (Theologe) (* 1961), deutscher Theologe, Missions- und Religionswissenschaftler
- Moritz Fischer (Schauspieler) (* 1979), deutscher Schauspieler und Stuntman
- Moritz Fischer (Historiker) (* 1995), deutscher Neuzeithistoriker und Autor
- Moritz Fischer (Komponist), deutscher Filmkomponist
- Moritz Fischer von Farkasházy (1799–1880), ungarischer Porzellanfabrikant
- Murilo Fischer (* 1979), brasilianischer Radrennfahrer

### N
- Natalia Fischer (* 1993), spanische Mountainbikerin
- Nicole Fischer (* 1961), deutsche Fußballspielerin
- Nicole Fischer (Snowboarderin), deutsche Snowboarderin
- Nicole Koschate-Fischer (* 1970), deutsche Wirtschaftswissenschaftlerin und Hochschullehrerin
- Nikolaj Fischer (* 1971), deutscher Rechtswissenschaftler und Hochschullehrer
- Nikolaus Fischer (Geistlicher) (1791–1858), römisch-katholischer Geistlicher und Propst von Berlin
- Nikolaus Fischer (Orgelbauer) (1814–1866), deutscher Orgelbauer in Vorpommern
- Nikolaus Wolfgang Fischer (1782–1850), deutscher Chemiker
- Nilla Fischer (* 1984), schwedische Fußballspielerin
- Nils Fischer (Perkussionist) (* 1968), deutscher Perkussionist
- Nils Fischer (Fußballspieler) (* 1987), deutscher Fußballspieler
- Nils Fischer (Saxophonist) (* 1988), deutscher Saxophonist
- Nils Fischer (Inlineskater) (* 1993), deutscher Inlineskater
- Nils Fischer (Leichtathlet) (* 1997), deutscher Hammerwerfer
- Nina Fischer (* 1980), deutsche Schauspielerin und Sängerin
- Nino Fischer (* 1989), Geburtsname von Nino Fish, deutsch-französischer DJ, Musikproduzent
- Noah Fischer (* 1971), deutscher Saxophonist
- Norbert Fischer (Jurist) (1927–2006), deutscher Jurist und Bankier
- Norbert Fischer (Philosoph) (* 1947), deutscher Philosoph
- Norbert Fischer (Historiker) (* 1957), deutscher Historiker
- Norbert Fischer-Schlemm (* 1939), deutscher Verkehrsplaner, Gutachter und Professor
- Norman Fischer (* 1947), US-amerikanischer Schriftsteller und Soto-Zen-Priester, siehe Zoketsu Norman Fischer
- Norman Fischer (Cellist) (* 1949), US-amerikanischer Cellist

### O
- O. W. Fischer (1915–2004), österreichischer Schauspieler
- Ole Fischer (Maler) (1943–2005), deutscher Maler und Lithograf
- Ole Fischer (Schauspieler) (* 1987), deutscher Schauspieler
- Ole W. Fischer (* 1974), deutscher Architekt und Architekturtheoretiker
- Olf Fischer (1917–1998), deutscher Autor, Regisseur und Schauspieler
- Olfert Fischer (1747–1829), norwegisch-dänischer Seeoffizier
- Oscar Fischer (* 1969), deutsch-argentinischer Instrumentenbauer, Architekt und Museumsleiter
- Oskar Fischer (Schauspieler) (Karl Christian Julius Oskar Fischer; 1840–1896), deutscher Schauspieler
- Oskar Fischer (Mediziner) (1876–1942), tschechischer Psychiater und Neuropathologe
- Oskar Fischer (Politiker, I), deutscher Politiker (SPD), MdL Sachsen-Altenburg
- Oskar Fischer (Maler) (1892–1955), deutscher Maler
- Oskar Fischer (Politiker, 1894) (1894–1963), deutscher Politiker (NSDAP) und SS-Obersturmführer
- Oskar Fischer (1905–1982), deutscher Trotzkist, siehe Otto Schüssler
- Oskar Fischer (Ruderer), deutscher Ruderer
- Oskar Fischer (1923–2020), deutscher Politiker (SED) und Diplomat
- Oskar Fischer (Fußballspieler) (1929–2003), österreichischer Fußballspieler
- Oswald Fischer (Bischof) († 1568/1569), deutscher Geistlicher
- Oswald Fischer (1863–1931), deutscher Schuhmachermeister und Politiker (SPD)
- Otakar Fischer (1884–1968), tschechoslowakischer Politiker und Innenminister
- Otfried Fischer (1920–1996), deutscher Wirtschaftswissenschaftler und Hochschullehrer
- Otmar Fischer (1934–2022), protestantischer Pfarrer und Pfälzer Mundartdichter
- Otokar Fischer (1883–1938), tschechischer Übersetzer, Literaturwissenschaftler und Dramaturg
- Ottfried Fischer (* 1953), deutscher Schauspieler und Kabarettist
- Otto Fischer (Mediziner, 1810) (1810–1885), deutscher Chirurg
- Otto Fischer (Lehrer) (1826–1913), deutscher Lehrer und Gymnasialdirektor
- Otto Fischer (Kreisrat) (1848–1906), deutscher Verwaltungsbeamter
- Otto Fischer (Chemiker) (1852–1932), deutscher Chemiker
- Otto Fischer (Jurist) (1853–1929), deutscher Jurist
- Otto Fischer (Biophysiker) (1861–1916), deutscher Physiologe und Mathematiker
- Otto Fischer (Theologe) (1869–1946), deutscher Theologe und Genealoge
- Otto Fischer (Künstler, 1870) (1870–1947), deutscher Maler, Zeichner und Grafiker
- Otto Fischer (Schriftsteller) (1872–1915), deutscher Schriftsteller und Verleger
- Otto Fischer (Unternehmer) (1879–1930), Schweizer Unternehmensgründer
- Otto Fischer (Politiker, 1881) (1881–nach 1922), deutscher Politiker (USPD), MdL Braunschweig
- Otto Fischer (Kunsthistoriker) (1886–1948), deutscher Kunsthistoriker
- Otto Fischer (Mediziner, 1894) (1894–1975), deutscher Tropenarzt und Hochschullehrer
- Otto Fischer (Wasserbauingenieur) (1900–1959), deutscher Wasserbauingenieur und Baubeamter
- Otto Fischer (Fußballspieler) (1901–1941), österreichischer Fußballspieler
- Otto Fischer (Politiker, 1901) (1901–1981), österreichischer Politiker (KPÖ), Steiermärkischer Landtagsabgeordneter
- Otto Fischer (Parteifunktionär) (1906–1974), deutscher Widerstandskämpfer und Parteifunktionär (KPD, SED)
- Otto Fischer (Politiker, 1915) (1915–1993), Schweizer Politiker (FDP)
- Otto Fischer (Künstler, 1963) (* 1963), deutscher Bildhauer
- Otto Fischer-Lamberg (1886–1963), baltendeutscher Maler und Hochschullehrer
- Otto Fischer-Trachau (1878–1958), deutscher Maler, Zeichner und Raumgestalter
- Otto Christian Fischer (1882–1953), deutscher Bankier
- Otto Ernst Fischer (vor 1932–1999), deutscher Ingenieur und Fachautor
- Otto Wilhelm Fischer, bekannt als O. W. Fischer (1915–2004), österreichischer Schauspieler
- Ottokar Fischer (1873–1940), österreichischer Zauberkünstler
- Owe Fischer-Breiholz (* 2004), deutscher Leichtathlet

### P
- Pascal Fischer (* 1999), österreichischer Fußballspieler
- Pat Fischer (* 1940), US-amerikanischer American-Football-Spiele
- Patrick Fischer (Eishockeyspieler, 1975) (* 1975), Schweizer Eishockeyspieler und -trainer
- Patrick Fischer (Eishockeyspieler, 1978) (* 1978), Schweizer Eishockeyspieler
- Patrick Fischer (Politiker), Schweizer Politiker
- Paul Fischer (Orgelbauer) († um 1655), deutscher Orgelbauer
- Paul Fischer (Maler, 1786) (Johann Georg Paul Fischer; 1786–1875), deutsch-englischer Maler
- Paul Fischer (Musikdirektor) (1834–1894), deutscher Musikdirektor, Bibliothekar und Redakteur
- Paul Fischer (Theologe) (1854–1937), deutscher Theologe, Hochschullehrer und Schriftsteller
- Paul Fischer (Politiker, 1859) (1859–nach 1926), deutscher Politiker (DNVP)
- Paul Fischer (Politiker, 1863) (1863–1920), deutscher Richter und Politiker, MdL Reuß jüngere Linie
- Paul Fischer (Maler, 1864) (auch Pablo Fischer; 1864–1932), deutsch-mexikanischer Maler
- Paul Fischer (General, 1866) (1866–1928), deutscher Generalmajor
- Paul Fischer (General, 1872) (1872–1936), deutscher Generalmajor
- Paul Fischer (Marineoffizier) (1872–1939), deutscher Marineoffizier und Marineattaché
- Paul Fischer (Fotograf) (1872–1947), deutscher Fotograf, Immobilienmakler und Lokalpolitiker
- Paul Fischer (Musiker) (1878–1942), österreichischer Musiker
- Paul Fischer (Leichtathlet) (1881–??), deutscher Leichtathlet und Turner
- Paul Fischer (Fußballspieler, 1882) (1882–1942), deutscher Fußballspieler (BTuFC Viktoria 89)
- Paul Fischer (Balalaikabauer) (1883–1959), deutscher Balalaikabauer
- Paul Fischer (Fußballspieler, II), deutscher Fußballspieler (Rixdorfer FC Tasmania 1900)
- Paul Fischer (Politiker, 1894) (1894–1979), deutscher Politiker (USPD, KPD, KPO), MdL Thüringen
- Paul Fischer (Politiker, IV), deutscher Politiker (SED), MdL Thüringen
- Paul Fischer (Zoologe) (Paul-Henri Fischer; 1898–2003), französischer Zoologe
- Paul Fischer (Segler) (* 1922), deutscher Segler
- Paul Fischer (Gitarrenbauer) (* 1941), britischer Gitarrenbauer
- Paul Fischer-Weber (1868–nach 1937), deutscher Organist und Chorleiter
- Paul David Fischer (1836–1920), deutscher Verwaltungsjurist
- Paul Gustav Fischer (1860–1934), dänischer Maler
- Paul Henri Fischer (Malakologe) (1835–1893), französischer Malakologe
- Paul Luca Fischer (* 1997), deutscher Webvideoproduzent, auch Paulomuc
- Pavel Fischer (* 1965), tschechischer Diplomat
- Peer Fischer (Musiker) (* vor 1963), deutscher Gitarrist, Komponist und Arrangeur
- Peer Fischer (Physiker) (* 1972), deutscher Physiker
- Per Fischer (1923–1999), deutscher Diplomat
- Per Fischer (Manager) (* 1949), deutscher Bankmanager
- Peter Fischer (Radsportler) (1865–1953), deutscher Radsportler
- Peter Fischer (Beamter) (1883–1936), preußischer Landrat und Regierungsvizepräsident
- Peter Fischer (Maler, 1891) (1891–1964), deutscher Maler und Grafiker
- Peter Fischer (Fotograf) (1903–1980), deutscher Fotograf und Fotojournalist
- Peter Fischer (Oboist) (1925–2004), deutscher Oboist
- Peter Fischer (Komponist) (1929–2014), deutscher Komponist
- Peter Fischer (Fußballspieler) (* 1930), deutscher Fußballspieler
- Peter Fischer (Philatelist) (1937–2022), Vorsitzender des Philatelistenverbandes im Kulturbund der DDR
- Peter Fischer (Regisseur) (* 1938), deutscher Schauspieler und Regisseur
- Peter Fischer (Journalist, 1939) (* 1939), deutscher Journalist
- Peter Fischer (Rechtswissenschaftler) (1939–2025), österreichischer Rechtswissenschaftler
- Peter Fischer (Politiker) (1941–2019), deutscher Politiker (SPD)
- Peter Fischer (Kameramann) (* 1942), schwedischer Kameramann
- Peter Fischer (Jurist) (* 1942), deutscher Jurist und Richter
- Peter Fischer (Museologe) (1943–1996), deutscher Museologe, Ethnograph und Heimatforscher
- Peter Fischer (Journalist, 1943) (1943–2012), deutscher Journalist und Schriftsteller
- Peter Fischer (Maler, 1946) (1946–2008), deutscher Maler
- Peter Fischer (Illustrator, 1948) (* 1948), deutscher Grafiker und Illustrator
- Peter Fischer (Maler, 1953) (1953–2008), deutscher Maler und Grafiker
- Peter Fischer (Skirennläufer) (* 1954), deutscher Skirennläufer
- Peter Fischer (Sportfunktionär) (* 1956), deutscher Sportfunktionär
- Peter Fischer (Philosoph) (* 1959), deutscher Philosoph und Hochschullehrer
- Peter Fischer (Verleger) (* 1959), Verleger
- Peter Fischer (Moderator) (* 1965), deutscher Radiomoderator
- Peter Fischer (Musiker) (* 1966), deutscher Gitarrist
- Peter Fischer (Videokünstler) (* 1968), Schweizer Videokünstler
- Peter Fischer (Kabarettist), deutscher Kabarettist
- Peter Fischer-Appelt (* 1932), deutscher Theologe und Hochschullehrer
- Peter Fischer-Colbrie (* 1941), österreichischer Gartenbauwissenschaftler
- Peter Fischer-Hollweg (* 1939), deutscher Geheimdienstmitarbeiter
- Peter Fischer-Hüftle (* 1946), deutscher Jurist, Richter, Anwalt und Publizist
- Peter Fischer-Møller (* 1955), dänischer Geistlicher, Bischof von Roskilde
- Peter Fischer-Piel (* 1950er Jahre), deutscher Fotograf, Designer und Hochschullehrer
- Peter Fischer-Stabel (* um 1966), deutscher Umwelt-/Geoinformatiker und Hochschullehrer
- Peter-Alexander Fischer (1929–2022), deutscher Psychiater und Neurologe und Hochschullehrer
- Peter Klaus Fischer (1942–2016), deutscher Theaterregisseur und Schriftsteller
- Peter-Michael Fischer (* 1936), deutscher Ingenieur und Musikwissenschaftler
- Peter Michael Fischer (* 1946), österreichisch-schwedischer Archäologe
- Peter-Paul Schmidt-Fischer (* 1950), deutscher Wirtschaftsmanager und Finanzberater
- Philine Fischer (1919–2001), deutsche Opernsängerin (Sopran)
- Philip Fischer (1817–1907), dänischer Maler und Firnisfabrikant
- Philipp Fischer (Mediziner) (1744–1800), deutscher Arzt und Hochschullehrer
- Philipp Fischer (Metallurg) (1846–1927), deutscher Ingenieur, Metallurg und Eisenhüttenmann
- Philipp Fischer (Architekt, I), deutscher Architekt
- Philipp Fischer (Biologe), deutscher Meeresbiologe und Hochschullehrer
- Philipp Fischer (Architekt, 1968) (* 1968), Schweizer Architekt
- Philipp Moritz Fischer (1812–1890), deutscher Instrumentenmacher
- Pierre Fischer (* 1995), deutscher Politiker (CDU)
- Piet Fischer (* 1984), deutscher Musiker und Autor
- Pit Fischer (1937–2010), deutscher Bühnenbildner
- Pius Fischer (Kunsthistoriker) (1902–1983), deutscher römisch-katholischer Ordensbruder und Kunsthistoriker
- Pius Fischer (Diplomat) (* 1948), deutscher Diplomat
- Pius Fischer (Fussballtrainer) (* 1953), liechtensteinischer Fußballspieler und -trainer

### R
- Rahel Fischer (* um 1979), Schweizer Sängerin
- Rainald Fischer (Historiker) (1921–1999), Schweizer Historiker und Ordenspriester
- Rainald Fischer (Mediziner) (* 1965), deutscher Arzt
- Rainer Fischer (Fußballspieler) (* 1953), deutscher Fußballspieler
- Rainer Dietrich Fischer (* 1936), deutscher Chemiker und Hochschullehrer
- Ralf Fischer zu Cramburg (* 1969), deutscher Jurist und Numismatiker
- Ralf-Dieter Fischer (1948–2025), deutscher Politiker (CDU)
- Reiner Fischer (* 1959), deutscher Koch
- Reinhard Fischer (Architekt) (1746–1813), deutscher Architekt und Baumeister
- Reinhard von Fischer (1845–1908), deutscher General der Infanterie
- Reinhard Fischer (Boxer), deutscher Boxer
- Reinhard Fischer (Rennfahrer), deutscher Motorradrennfahrer
- Reinhard Fischer (Parteifunktionär), deutscher Parteifunktionär (SED/PDS)
- Reinhard Fischer (Biologe) (* 1962), deutscher Mikrobiologe und Hochschullehrer
- Reinhard E. Fischer (* 1937), deutscher Sprachwissenschaftler, Namenforscher und Übersetzer
- Reinhard X. Fischer (* 1954), deutscher Geowissenschaftler, Kristallograph und Hochschullehrer
- Reinhold Fischer (Volkssänger) (1877–1960), deutscher Volkssänger
- Reinhold Fischer (Fußballspieler) (* 1955), deutscher Fußballspieler
- Reinhold Fischer (Schiedsrichter) (* 1985), österreichischer Fußballschiedsrichter
- Reinhold von Fischer-Loßainen (1870–1940), deutscher Diplomat
- Remo Fischer (* 1981), Schweizer Skilangläufer
- Rena Fischer deutsche Schriftstellerin
- Renate Fischer (Schauspielerin) (1930–2008), deutsche Schauspielerin und Historikerin
- Renate Fischer (Skilangläuferin) (* 1943), deutsche Skilangläuferin
- Renate Fischer (Linguistin) (* 1952), deutsche Linguistin
- Renate Fischer (Richterin) (* 1963), Richterin am Bundesgerichtshof
- Renate Kretschmar-Fischer (1925–2016), deutsche Pianistin
- Renate Krüger-Fischer (* 1971), österreichische Politikerin (Team Stronach)
- Res Fischer (1896–1974), deutsche Opernsängerin (Mezzosopran und Alt)
- Riana Fischer (* 1994), Schweizer Fußballspielerin
- Richard Fischer (Maler) (Johann Christian Richard Fischer; 1826–1870), deutscher Maler
- Richard Fischer (Politiker, 1855) (1855–1926), deutscher Journalist und Politiker (SPD), MdR
- Richard Fischer (Politiker, 1870) (1870–1926), deutscher Gewerkschafter und Politiker (SPD), MdL Thüringen
- Richard Fischer (Architekt) (Richard Fischer-Ludvigsen; 1870–1928), deutscher Architekt
- Richard Fischer (Lehrer) (Richard Otto Fischer; 1876–nach 1936), deutscher Lehrer und Autor
- Richard Fischer (Politiker, III), deutscher Politiker (CSVD), MdL Sachsen
- Richard Fischer (Schriftsteller) (1883–1972), deutscher Schriftsteller
- Richard Fischer (Admiral) (1906–1991), deutscher Marineoffizier und Diplomat
- Richard Fischer (Fußballspieler) (1917–1969), österreichischer Fußballspieler
- Richard Fischer (Designer) (1935–2010), deutscher Industriedesigner und Hochschullehrer
- Richard Fischer (Fotograf) (* 1951), deutscher Fotograf
- Richard H. Fischer (* 1919), deutscher Journalist, Berater und Autor
- Richard Kurt Fischer (1913–1999), österreichischer Künstler
- Rita Guyer-Fischer (1934–2015), Schweizer Gastronomin
- Robert Fischer (Politiker) (1829–1905), deutscher Politiker, Oberbürgermeister von Gera
- Robert Fischer (General) (Robert von Fischer; 1859–1937), deutscher General der Infanterie
- Robert Fischer (Architekt) (1861–1901), deutscher Maler und Architekt
- Robert Fischer (Gewerkschafter) (1883–1945), deutscher Gewerkschafter und Politiker
- Robert Fischer (Pädagoge) (1886–1969), deutscher Lehrer und Kommunalpolitiker
- Robert Fischer (Pharmazeut) (1903–1996), österreichischer Pharmazeut und Hochschullehrer
- Robert Fischer (Jurist) (1904–1987), deutscher Jurist und Politiker (DP, CDU), MdBB
- Robert Fischer (Richter) (1911–1983), deutscher Jurist und Richter
- Robert Fischer (Mediziner) (1930–2015), deutscher Pathologe
- Robert Fischer (Filmpublizist) (* 1954), deutscher Filmpublizist, Regisseur und Filmhistoriker
- Robert Fischer (Maler) (* 1954), Schweizer Maler
- Robert Fischer (Radsportler) (* 1960), deutscher Radsportler
- Robert Fischer (Schriftsteller) (* 1960), deutscher Schriftsteller
- Robert Fischer (Fußballspieler) (* 1984), deutscher Fußballspieler
- Robert A. Fischer (1942–2001), Schweizer Autor, Kunstkritiker, Künstler und Medienethnologe
- Robert James Fischer (1943–2008), US-amerikanischer Schachspieler, siehe Bobby Fischer
- Robert-Tarek Fischer (* 1965), österreichischer Historiker, Sachbuchautor und Ministerialbeamter
- Rodolfo Fischer (1944–2020), argentinischer Fußballspieler
- Roland Fischer (Reiter) (* 1956/1957), österreichischer Springreiter und Pferdesportfunktionär
- Roland Fischer (Fotograf) (* 1958), deutscher Fotograf
- Roland Fischer (Politiker) (* 1965), Schweizer Politiker (glp)
- Roland A. Fischer (* 1961), deutscher Chemiker und Hochschullehrer
- Roland E. Fischer (* 1960), deutscher Theologe und Hochschullehrer
- Rolf Fischer (General) (1930–2013), deutscher Generalmajor der Zivilverteidigung
- Rolf Fischer (Wirtschaftswissenschaftler) (* 1936), deutscher Wirtschaftswissenschaftler und Hochschullehrer
- Rolf Fischer (* 1954), deutscher Politiker (SPD), siehe Karl-Rudolf Fischer
- Rolf Fischer (Historiker) (* 1954), deutscher Historiker
- Rolf Fischer (Ingenieur) (* 1965), deutscher Elektroingenieur und Hochschullehrer
- Roman Fischer (Fechter) (1915–nach 1938), österreichischer Fechter
- Roman Fischer (Historiker) (* 1954), deutscher Archivar und Historiker
- Roman Fischer (Musiker) (* 1985), deutscher Indie-Pop-Musiker
- Ron Fischer (Eishockeyspieler) (* 1959), deutsch-kanadischer Eishockeyspieler
- Ron Fischer (Kanute) (* 1984), Schweizer Kanute
- Ronny Fischer (* 1972), deutscher Fußballspieler
- Roswitha Fischer (* 1956), deutsche Anglistin und Linguistin
- Rosy Fischer (1869–1926), deutsche Kunstsammlerin und Galeristin
- Rudi Fischer (Fußballspieler) (1925–2012), deutscher Fußballtorhüter
- Rudi Fischer (Politiker) (* 1954), deutscher Politiker (FDP), MdL Baden-Württemberg
- Rudi Fischer (Künstler) (* 1960), deutscher Künstler
- Rudi Fischer (Musiker) (* 1961), deutscher Dirigent und Komponist
- Rudolf Fischer (Maler, 1849) (1849–1906), deutscher Maler
- Rudolf Fischer (Mediziner) (1859–1914), deutscher Stabsarzt und Museumsleiter
- Rudolf Fischer (Unternehmer) (1867–1934), deutscher Unternehmer und Heimatforscher
- Rudolf Fischer (Politiker, 1867) (1867–1957), deutscher Politiker (Zentrum), MdL Baden
- Rudolf Fischer (Politiker, 1880) (1880–nach 1928), tschechoslowakischer Politiker, Abgeordneter der deutschen Minderheit
- Rudolf Fischer (Chemiker) (1881–1957), deutscher Chemiker und Unternehmer
- Rudolf Fischer (Gartenarchitekt) (1883–1942), deutscher Gartenarchitekt
- Rudolf Fischer (Politiker, III), deutscher Verbandsfunktionär und Politiker, MdL Bayern
- Rudolf von Fischer (Archivar) (1899–1991), Schweizer Archivar und Historiker
- Rudolf Fischer (Richter) (1900–1969), deutscher Jurist und Richter
- Rudolf Fischer (Heimatforscher) (1900–1984), deutscher Lehrer und Heimatforscher
- Rudolf Fischer (Schriftsteller) (1901–1957), deutscher Schriftsteller
- Rudolf Fischer (Widerstandskämpfer) (1905–1943), österreichischer Widerstandskämpfer
- Rudolf Fischer (Politiker, 1908) (1908–2001), österreichischer Verwaltungsjurist
- Rudolf Fischer (Sprachwissenschaftler) (1910–1971), deutscher Sprachwissenschaftler
- Rudolf Fischer (Rennfahrer) (1912–1976), Schweizer Rennfahrer
- Rudolf Fischer (Musiker) (1913–2003), deutscher Pianist, Musikpädagoge und Hochschullehrer
- Rudolf Fischer (Puppenspieler) (1920–1998), deutscher Puppenspieler
- Rudolf Fischer (Historiker) (1923–2016), britischer Historiker und Linguist
- Rudolf von Fischer (Jurist) (1929–2017), Schweizer Jurist
- Rudolf Fischer (Maler, 1930) (* 1930), deutscher Maler
- Rudolf Fischer (Botaniker) (1934–1983), deutscher Botaniker
- Rudolf Fischer (Geologe) (* 1938), deutscher Professor für Geologie und Paläontologie
- Rudolf Fischer (Politiker, 1940) (1940–2024), deutscher Jurist und Politiker (FDP), MdL Niedersachsen
- Rudolf Fischer (Manager) (* 1953), österreichischer Manager
- Rudolf Fischer (Kunsthistoriker), deutscher Kunsthistoriker
- Rudolf Fischer-Wollpert (1914–1995), deutscher Geistlicher, Theologe und Autor
- Rudolf Heinz Fischer (1916–2011), österreichischer Politiker (ÖVP)
- Rudolf-Josef Fischer (* 1944), deutscher Informatiker, Biomathematiker und Sprachwissenschaftler
- Rudolph von Fischer-Benzon (1839–1911), deutscher Lehrer und Bibliothekar
- Rupert Fischer (Politiker), deutscher Politiker, MdL Hohenzollernschen Lande
- Rupert Fischer (Geistlicher) (Geburtsname Walter Fischer; 1939–2001), deutscher Ordensgeistlicher und Musikwissenschaftler
- Ruth Fischer (1895–1961), deutsch-österreichische Politikerin (KPD)
- Ruth von Fischer (Mathilde Ruth Fischer; 1911–2009), Schweizer Künstlerin und Zeichenlehrerin
- Ruth Fischer (Juristin) (* 1958), deutsche Juristin und Richterin
- Ruth Fischer-Beglückter (* 1927), deutsche Malerin

### S
- S. Fischer-Fabian (1922–2011), deutscher Journalist und Autor
- Sabine Fischer (Politikerin) (* 1948), deutsche Politikerin und Gewerkschaftsfunktionärin, Mitglied der Volkskammer
- Sabine Fischer (Regisseurin) (* 1953), deutsche Regisseurin, Autorin und Produzentin
- Sabine von Fischer (* 1969), Schweizer Architektin und Autorin
- Sabine Fischer (Politikwissenschaftlerin) (* 1969), deutsche Politologin
- Sabine Fischer (Leichtathletin) (* 1973), Schweizer Leichtathletin
- Sabine Fischer (Radsportlerin), deutsche Radrennfahrerin
- Salomon Friedrich Fischer (1667–1718), deutscher Jurist und Montanunternehmer
- Samuel Fischer (Pfarrer) (1547–1600), deutscher Theologe und Hochschullehrer
- Samuel Fischer (1859–1934), deutscher Verleger
- Sara Fischer (* 1979), schwedische Snowboarderin
- Sarah Miro Fischer (* 1993), deutsche Regisseurin und Drehbuchautorin
- Sarah Fischer (Sängerin) (1896–1975), französisch-kanadische Opernsängerin und Gesangspädagogin
- Sarah Fischer (Gewichtheberin) (* 2000), österreichische Gewichtheberin
- Sascha Fischer (* 1971), deutscher Rugbyspieler
- Saskia Fischer (Schauspielerin) (* 1966), deutsche Schauspielerin
- Saskia Fischer (Schriftstellerin) (* 1971), deutsche Schriftstellerin
- Scott Fischer (1955–1996), US-amerikanischer Bergsteiger
- Sean Fischer (* 1985), deutscher Eishockeyspieler
- Sebastian Fischer (Mediziner) (1806–1871), deutscher Arzt
- Sebastian Fischer (Geistlicher) (1860–1948), deutscher katholischer Geistlicher
- Sebastian Fischer (Schauspieler, 1928) (1928–2018), deutscher Schauspieler und Synchronsprecher
- Sebastian Fischer (Schauspieler, 1966) (* 1966), deutscher Schauspieler und Nachrichtensprecher
- Sebastian Fischer (Journalist) (* 1978), stellv. Ressortleiter Politik beim Spiegel
- Sebastian Fischer (* 1979), deutscher Filmmusikkomponist, siehe Sebastian Fillenberg
- Sebastian Fischer (Politiker) (* 1981), deutscher Politiker (CDU)
- Sebastian Fischer (Schauspieler, 1982) (* 1982), deutscher Schauspieler
- Sebastian Fischer (Fußballspieler) (* 1987), deutscher Fußballspieler
- Severin Fischer (* 1983), deutscher politischer Beamter (SPD)
- Siegfried Fischer (1894–1976), schwedischer Schauspieler
- Siegfried Fischer (Maler) (1899–1974), österreichischer Maler
- Siegfried Fischer (Schriftsteller) (1920–1980), deutscher Schriftsteller
- Siegfried Fischer (1922–2011), deutscher Sachbuchautor und Journalist, siehe S. Fischer-Fabian
- Siegfried Fischer (Diplomat) (* 1934), deutscher Diplomat
- Siegfried Fischer (Ingenieur) (1938–2022), deutscher Ingenieur und Heimatforscher
- Sighart Fischer, deutscher Physiker und Hochschullehrer
- Sigrun Fischer (* 1967), deutsche Schauspielerin
- Silke Fischer (* 1961), deutsche Filmemacherin, Szenenbildnerin und Hochschullehrerin
- Silke Johanna Fischer (* 1982), deutsche Theaterregisseurin
- Simone Fischer (* 1979), deutsche Politikerin (Bündnis 90/Die Grünen)
- Sören Fischer (* 1964), deutscher Jazzmusiker
- Stanley Fischer (1943–2025), israelisch-US-amerikanischer Finanzmanager
- Stefan Fischer (Archivar) (* 1953), deutscher Archivar und Historiker
- Stefan Fischer (Rennrodler), deutscher Rennrodler
- Stefan Fischer (Journalist) (* 1966), ehemaliger deutscher Journalist
- Stefan Fischer (Kunsthistoriker) (* 1972), deutscher Kunsthistoriker
- Stefan Fischer (Autor) (* 1976), deutscher Autor
- Stefan Fischer-Fels (* 1964), deutscher Dramaturg und Theaterpädagoge
- Steffen Fischer (* 1990), deutscher Handballspieler und -trainer
- Stephan Fischer (1921–1986), österreichischer Politiker (ÖVP)
- Sturmius Fischer (1923–2007), deutscher Schriftsteller und Hörspielautor
- Susann Fischer (* 1964), deutsche Romanistin
- Susanne Fischer (Literaturwissenschaftlerin) (* 1960), deutsche Schriftstellerin, Journalistin und Herausgeberin
- Susanne Fischer (Journalistin, 1968) (* 1968), deutsche Journalistin
- Susanne Fischer-Rizzi (* 1952), deutsche Autorin
- Sven Fischer (* 1971), deutscher Biathlet
- Sven Fischer (Fußballspieler) (* 1977), deutscher Fußballspieler
- Sven Fischer (Footballspieler) (* 1995), deutscher Footballspieler
- Sven Fischer (Gitarrist) (* im 20. Jhd.), deutscher Heavy-Metal- und Alternative-Rock-Gitarrist

### T
- Takayo Fischer (* 1932), US-amerikanische Schauspielerin
- Tami Fischer (* 1996), deutsche Autorin
- Tara Fischer (* 1998), deutsche Schauspielerin
- Theo Fischer (Musiker) (1926–2023), deutscher Musiker und Komponist
- Theo Fischer (Politiker, 1930) (1930–2024), Schweizer Politiker (CVP)
- Theo Fischer (Politiker, 1937) (* 1937), Schweizer Politiker (SVP)
- Theo Fischer (Autor) (1931–2013), deutscher Autor über taoistische Lebenskunst
- Theobald Fischer (1846–1910), deutscher Geograph
- Theodor Fischer (Maler, 1817) (genannt Theodor Fischer-Poisson; 1817–1873), deutscher Maler
- Theodor Fischer (Maler, 1824) (1824–1908), deutscher Maler, Zeichenlehrer und Fotograf
- Theodor Fischer (1862–1938), deutscher Architekt und Stadtplaner
- Theodor Fischer (Politiker, 1868) (1868–nach 1929), deutscher Politiker (SPD), MdL Preußen
- Theodor Fischer (Politiker, 1870) (1870–1945), deutscher Politiker (Bürgerpartei/DNVP), MdL Württemberg
- Theodor Fischer (Maler, 1872) (1872–1925), Schweizer Maler und Schriftsteller
- Theodor Fischer (Kunsthändler) (1878–1957), Schweizer Kunsthändler
- Theodor Fischer (General) (1888–1949), deutscher Generalmajor
- Theodor Fischer (Politiker, 1895) (1895–1957), Schweizer Politiker (Frontenbewegung)
- Theodor Fischer (Fechter), deutscher Fechter
- Theodor Fischer (Maler, 1947) (* 1947), deutscher Maler
- Theresia Fischer (1896–1974), deutsche Opernsängerin (Mezzosopran und Alt), siehe Res Fischer
- Theresia Fischer (Reality-TV-Teilnehmerin) (* 1992), deutsche Reality-TV-Teilnehmerin
- Thomas Fischer (Schauspieler) (* 1940), österreichischer Schauspieler
- Thomas Fischer (Althistoriker) (1944–1994), deutscher Althistoriker und Numismatiker
- Thomas Fischer (Historiker, 1947) (* 1947), deutscher Historiker
- Thomas Fischer (Archäologe) (* 1949), deutscher Archäologe
- Thomas Fischer (Jurist) (* 1953), deutscher Rechtswissenschaftler, Autor, Rechtsanwalt und Richter
- Thomas Fischer (Journalist) (* 1954), deutsch-portugiesischer Journalist
- Thomas Fischer (Fußballspieler, 1955) (* 1955), deutscher Fußballtorhüter
- Thomas Fischer (Maler) (* 1957), deutscher Maler, Illustrator und Designer
- Thomas Fischer (Historiker, 1959) (* 1959), Schweizer Historiker und Hochschullehrer
- Thomas Fischer (Fußballspieler, 1963) (* 1963), deutscher Fußballspieler
- Thomas Fischer (Physiker) (* 1963), deutscher Experimentalphysiker und Hochschullehrer
- Thomas Fischer (Fotograf) (* 1964), deutscher Maler und Fotograf
- Thomas Fischer (Fußballspieler, 1967) (* 1967), österreichischer Fußballtorhüter
- Thomas Fischer (Radsportler) (* 1969), deutscher Radsportler
- Thomas Fischer (* 1979), deutscher Schauspieler, siehe Choere Fischer
- Thomas Fischer (Eishockeyspieler) (* 1984), deutscher Eishockeyspieler
- Thomas Fischer (Freestyle-Skier) (* 1986), deutscher Skiläufer
- Thomas F. Fischer (* 1954), deutscher Künstler
- Thomas Gabriel Fischer (* 1963), Schweizer Musiker
- Thomas Heinz Fischer (* 1956), österreichischer Maler, Grafiker und Kunsthistoriker
- Thomas M. Fischer (* 1961), deutscher Wirtschaftswissenschaftler
- Thomas R. Fischer (* 1947), deutscher Bankmanager
- Thorsten Fischer (Mediziner) (* 1960), deutscher Mediziner und Hochschullehrer
- Thorsten Fischer (Politiker) (* um 1963), deutscher Politiker (SPD)
- Thorsten Fischer (Historiker) (* 1972), deutscher Historiker
- Tibor Fischer (* 1959), britischer Schriftsteller
- Tim Fischer (Diplomat) (Timothy Andrew Fischer; 1946–2019), australischer Politiker (NP) und Diplomat
- Tim Fischer (* 1973), deutscher Chansonnier und Schauspieler
- Tim Fischer (Segler) (* 1994), deutscher Segler
- Tina Fischer (Golfspielerin) (Martina Fischer; * 1970), deutsche Golfspielerin
- Tina Fischer (Politikerin) (* 1971), deutsche Politikerin (SPD), MdL Brandenburg
- Tobias Fischer (Schriftsteller) (Tobias Fischer von Croschwitz; 1559–1616), deutscher Arzt und Schriftsteller
- Tobias Fischer (Schauspieler) (* 1984), Schweizer Schauspieler
- Tom Fischer, US-amerikanischer Jazz-Klarinettist
- Tommy Fischer (Pokerspieler), US-amerikanischer Pokerspieler
- Tommy Fischer (Sänger) (* 1965), deutscher Schlagersänger
- Torsten Fischer (Theaterregisseur) (* 1958), deutscher Theaterregisseur und Intendant
- Torsten Fischer (Erziehungswissenschaftler) (* 1964), deutscher Erziehungswissenschaftler und Hochschullehrer
- Torsten C. Fischer (* 1963), deutscher Filmregisseur und Drehbuchautor

### U
- Udo von Fischer (1868–1938), deutscher Generalmajor
- Udo Fischer (* 1952), österreichischer Benediktinerpater
- Ulrich Fischer (Maler, 1770) (1770–1859), Schweizer Maler
- Ulrich Fischer (Politiker, 1889) (1889–1950), deutscher Gewerkschafter und Politiker
- Ulrich Fischer (Bauingenieur) (1903–1944), deutscher Bauingenieur, Hochschullehrer und Politiker
- Ulrich Fischer (Prähistoriker) (1915–2005), deutscher Prähistoriker
- Ulrich Fischer (Maler, 1924) (* 1924), deutscher Maler
- Ulrich Fischer (Politiker, 1940) (* 1940), Schweizer Politiker (FDP)
- Ulrich Fischer (Politiker, 1942) (1942–2020), deutscher Politiker (Bündnis 90/Die Grünen)
- Ulrich Fischer (Theologe) (1949–2020), deutscher Theologe, Landesbischof in Baden
- Ulrich Fischer (Musiker) (* 1971), deutscher Musiker und Komponist
- Ulrich Fischer (Historiker) (* 1972), deutscher Historiker
- Ulrike Fischer (Schriftstellerin) (* 1962), deutsche Schriftstellerin
- Ulrike Fischer (Politikerin) (* 1972), österreichische Politikerin (Grüne)
- Urs Fischer (Fussballspieler) (* 1966), Schweizer Fußballspieler und -trainer
- Urs Fischer (Künstler) (* 1973), Schweizer Künstler
- Urs Fischer, eigentlicher Name von Dr Eidgenoss (* 1980), Schweizer Musiker
- Ursula Fischer (* 1952), deutsche Politikerin (PDS)
- Ute Fischer (* 1943), deutsche Politikerin
- Ute Spering-Fischer (1926–2019), deutsche Organistin
- Utz Fischer (* 1964), deutscher Wissenschaftler auf dem Gebiet der RNA-Biologie
- Uwe Fischer (Mediziner, 1939) (* 1939), deutscher Pathophysiologe und Diabetologe
- Uwe Fischer (Mediziner, 1958) (* 1958), deutscher Radiologe und Onkologe
- Uwe Fischer (Designer) (* 1958), deutscher Designer und Hochschullehrer
- Uwe Fischer (Kanute) (* 1967), deutscher Kanute
- Uwe Fischer (* 1968), deutscher Radiomoderator, siehe Böttcher & Fischer
- Uwe Fischer (Schauspieler) (* 1969), deutscher Schauspieler

### V
- Václav Fischer (* 1954), deutscher Unternehmer tschechischer Herkunft und tschechischer Politiker
- Valentin Fischer († 1573), Abt des Klosters Waldsassen von 1526 bis 1529
- Valentin Fischer (Paläontologe), belgischer Wirbeltier-Paläontologe
- Vanessa Fischer (Fußballspielerin, 1997) (* 1997), deutsche Fußballtorhüterin (FF USV Jena, VfL Sindelfingen)
- Vanessa Fischer (Fußballspielerin, 1998) (* 1998), deutsche Fußballtorhüterin (1. FFC Turbine Potsdam)
- Veit Fischer (1890–1966), deutscher General der Flieger im Zweiten Weltkrieg
- Vera Fischer (* 1951), brasilianische Schauspielerin
- Vera Fischer (Pädagogin) (* 1943), deutsche Pädagogin
- Veronika Fischer (* 1951), deutsche Sängerin
- Veronika Fischer (Erziehungswissenschaftlerin) (* 1951), deutsche Erziehungswissenschaftlerin und Hochschullehrerin
- Veronika Fischer (Politikerin) (1964–2012), deutsche Politikerin (CDU)
- Veronika Fischer (Autorin) (* 1987), deutsche Autorin, Journalistin und Philosophin
- Véronique Fischer (* 1975), französische Mathematikerin
- Victor Hugo Fischer (V. Hugo Fischer; 1866–1959), Schweizer Maler, Zeichner und Radierer
- Viktor Fischer (Physikochemiker) (1875–1943), Physikochemiker
- Viktor Fischer (Ringer) (1892–1977), österreichischer Ringer
- Viktor Fischer (Fußballspieler) (* 1994), dänischer Fußballspieler
- Vinzenz Fischer (Maler) (1729–1810), österreichischer Maler und Architekt
- Vinzenz Fischer (Politiker) (1816–1896), Schweizer Jurist und Politiker (CVP)
- Vinzenz Fischer (Architekt) (1890–1959), Schweizer Architekt
- Vladimír Fischer (1870–1947), tschechischer Architekt und Hochschullehrer
- Volker Fischer (Fechter) (* 1950), deutscher Fechter
- Volker Fischer (Designkritiker) (1951–2020), deutscher Design- und Architekturkritiker

### W
- Walter Fischer (Organist) (1872–1931), deutscher Organist
- Walter Fischer (Architekt, 1879) (1879–1954), deutscher Architekt
- Walter Fischer (Bergsteiger) (1880–1960), deutscher Bergsteiger und Rechtsanwalt
- Walter Fischer (Politiker, 1883) (1883–??), deutscher Rechtsanwalt und Politiker, MdHB
- Walter Fischer (Fußballspieler) (1889–1959), deutscher Fußballspieler
- Walter Fischer (Jurist) (1890–1961), deutscher Richter
- Walter Fischer (Architekt, II), deutscher Architekt
- Walter Fischer (Bildhauer) (1901–1979), deutscher Bildhauer
- Walter Fischer (Journalist) (1905–1982), deutscher Journalist
- Walter Fischer (Politiker, 1909) (1909–??), deutscher Politiker (SED)
- Walter Fischer (SA-Mitglied) (1910–1929), deutsches SA-Mitglied
- Walter Fischer (Grafiker) (1911–1982), deutscher Maler und Grafiker
- Walter Fischer (Politiker, 1917) (1917–1967), deutscher Politiker (SPD), MdL Bayern
- Walter Fischer (Biologe) (1929–2023), chilenisch-deutscher Biologe
- Walter Fischer (Fotograf) (1930–2000), US-amerikanischer Fotograf
- Walter Fischer (Politiker, 1932) (1932–2013), deutscher Politiker (SPD), MdL Sachsen-Anhalt
- Walter Fischer (Maler, 1933) (* 1933), Schweizer Maler
- Walter Fischer (Architekt, 1944) (* 1944), Schweizer Architekt
- Walter Johannes Fischer (* 1963), österreichischer Sänger (Bass), Gesangspädagoge und Kulturmanager
- Walter Josef Fischer, eigentlicher Name von Oz (Sprayer) (1950–2014), deutscher Graffitikünstler
- Walter Rainer Fischer (* 1942), deutscher Chemiker und Hochschullehrer
- Walther Fischer (Bibliothekar) (1878–1958), deutscher Bibliothekar
- Walther Fischer (Mediziner) (1882–1969), deutscher Pathologe und Rechtsmediziner
- Walther Fischer (Agrarwissenschaftler) (1882–um 1971), deutscher Agrar- und Futterbauwissenschaftler
- Walther Fischer (Jurist) (1883–1954), deutscher Jurist und Politiker
- Walther Fischer (Energiewirtschaftler) (1889–1952), deutscher Energiewirtschaftler
- Walther Fischer (Mineraloge) (1897–1979), deutscher Mineraloge
- Walther Fischer (Chemiker) (1902–nach 1965), deutscher Chemiker
- Walther Fischer-Schlemm (1888–1958), deutscher Maschinentechnologe, Hochschullehrer und Rektor der Universität Hohenheim
- Walther Fischer von Weikersthal (1890–1953), deutscher General der Infanterie
- Walther Leonhard Fischer, deutscher Mathematiker und Hochschullehrer (ab 1972 in Erlangen)
- Walther Paul Fischer (1889–1961), deutscher Anglist
- Waltraud Fischer (* 1937), deutsche Handballspielerin
- Waltraud Monika Fischer (1944–1991), deutsche Malerin und Grafikerin
- Waltraut Fischer (* 1937), deutsche Malerin, Grafikerin und Illustratorin
- Wend Fischer (1916–2005), deutscher Kunstkritiker, Redakteur und Museumsdirektor
- Werner Fischer (Mediziner) (1895–1945), deutscher Serologe
- Werner Fischer (Politiker, 1902) (1902–1976), deutscher Politiker (LDPD), Bürgermeister von Eisenach
- Werner Fischer (Chemiker) (1902–2001), deutscher Chemiker und Hochschullehrer
- Werner Fischer (Widerstandskämpfer) (1913–1945), deutscher Widerstandskämpfer
- Werner Fischer (Politiker, 1925) (1925–1998), deutscher Politiker (NPD), MdL Hessen
- Werner Fischer (Politiker, 1929) (1929–2018), deutscher Schlachter und Politiker (CDU), MdBB
- Werner Fischer (Goldschmied) (* 1930), deutscher Goldschmied und Kunstsammler
- Werner Fischer (Historiker) (* 1931), deutscher Historiker und Pädagoge
- Werner Fischer (Kristallograph) (* 1931), deutscher Kristallograph und Hochschullehrer
- Werner Fischer (Ingenieur, 1938) (* 1938), deutscher Ingenieur und Hochschullehrer für Spurführungsmechanik und Laufwerke
- Werner Fischer (Rektor) (* 1939), deutscher Maschinenbauingenieur und Hochschuldidaktiker
- Werner Fischer (Bürgerrechtler) (1950–2023), deutscher Bürgerrechtler
- Werner Fischer (Handballspieler) (* 1951), deutscher Handballspieler
- Werner Fischer-Defoy (1880–1955), deutscher Arzt und Medizinalbeamter
- Werner Josef Fischer (* 1946), deutscher Betriebswirt und Vereinsfunktionär
- Werner Tian Fischer (* 1962), Schweizer Musiker und Musikhistoriker
- Wild Man Fischer (1944–2011), US-amerikanischer Musiker
- Wilfried Fischer (1938–2023), deutscher Dirigent, Musikpädagoge und Hochschullehrer
- Wilhelm Fischer (Bergmeister) (1796–1884), deutscher Bergmeister
- Wilhelm Fischer (Fabrikant, 1803) (1803–1882), österreichischer Gussstahlfabrikant
- Wilhelm Fischer (Politiker, 1810) (1810–1866), deutscher Politiker, MdL Oldenburg
- Wilhelm von Fischer (Forstbeamter) (1815–1865), deutscher Forstbeamter
- Wilhelm Fischer (Schriftsteller, 1833) (1833–1916), deutscher Pädagoge und Schriftsteller
- Wilhelm Fischer (Politiker, 1843) (1843–1914), deutscher Politiker (Zentrum), MdL Baden
- Wilhelm Fischer (Schriftsteller, 1846) (1846–1932), österreichischer Schriftsteller
- Wilhelm Fischer (Schriftsteller, 1861) (1861–??), deutscher Schriftsteller und Journalist
- Wilhelm Fischer (Architekt, 1872) (1872–1947), deutscher Architekt
- Wilhelm Fischer (Konsumgenossenschafter) (1885–1970), deutscher Konsumgenossenschafter und Politiker (SPD)
- Wilhelm Fischer (Musikwissenschaftler) (1886–1962), österreichischer Musikwissenschaftler
- Wilhelm Fischer (Mediziner) (1892–1969), deutscher Chirurg und Hochschullehrer
- Wilhelm Fischer (Maler, 1894) (1894–1979), böhmisch-deutscher Maler
- Wilhelm Fischer (Politiker, 1900) (1900–1982), deutscher Politiker (CDU)
- Wilhelm Fischer (Architekt, 1900) (1900–1984), Schweizer Architekt
- Wilhelm Fischer (SA-Mitglied) (1901–1945), deutscher SA-Brigadeführer
- Wilhelm Fischer (Parteifunktionär) (1901–1992), deutscher Parteifunktionär (NSDAP)
- Wilhelm Fischer (Politiker, 1904) (1904–1951), deutscher Politiker (SPD)
- Wilhelm Fischer (Politiker, 1906) (1906–1965), deutscher Politiker (NSDAP)
- Wilhelm Fischer (Maler, 1912) (1912–1970), deutscher Maler, Zeichner und Lithograf
- Wilhelm Fischer (Fabrikant, 1912) (1912–1992), deutscher Unternehmer und Firmengründer
- Wilhelm Fischer (Verleger) (1916–1998), deutscher Verleger
- Wilhelm Fischer von Ehrenbach (1753–1795), österreichischer Generalmajor
- Wilhelm Anton Fischer (1911–nach 1979), deutscher Metallurg und Hochschullehrer
- Wilhelm Johannes Fischer (1892–1977), deutscher Botaniker und Ornithologe
- Wilhelm K. Fischer (1912–1982), deutscher Architekt und Baubeamter
- Wilhelm Ludwig von Fischer (1784–1859), deutscher General
- Willi Fischer (Politiker, I), deutscher Politiker (CDU), MdL Brandenburg
- Willi Fischer (Politiker, 1920) (1920–1991, eigentlich Willibrord Fischer), deutscher Politiker (SPD), MdB
- Willi Fischer (Skispringer), deutscher Skispringer
- Willi Fischer (Politiker, 1943) (1943–2008), deutscher Politiker (FW)
- Willi Fischer (Rechtsanwalt) (* 1951), Schweizer Rechtsanwalt, Hochschullehrer und Sachbuchautor
- Willi Fischer (Boxer) (* 1972), deutscher Boxer
- Willi Ferdinand Fischer (1910–1981), deutscher Dichter und Schriftsteller
- Willibrord Fischer, siehe Willi Fischer (Politiker, 1920)

- William Fischer (Historiker) (1846–1906), deutscher Historiker, Byzantinist und Pädagoge
- William Fischer (Ringer) (* 1930), US-amerikanischer Ringer
- William Genrikowitsch Fischer, Geburtsname von Rudolf Iwanowitsch Abel (1903–1971), sowjetischer Agent
- William S. Fischer (1935–2023), US-amerikanischer Musiker, Arrangeur und Komponist
- Willy Fischer (1904–1951), deutscher Politiker (SPD), siehe Wilhelm Fischer (Politiker, 1904)
- Willy Fischer (Heimatforscher), Schweizer Heimatforscher
- Wiltrud Fischer-Pache (* 1958), deutsche Archivarin
- Wolf Fischer (16. Jh.), Dresdner Ratsherr, Bürgermeister von Altendresden
- Wolf F. Fischer-Winkelmann (1941–2009), deutscher Wirtschaftswissenschaftler
- Wolfdietrich Fischer (1928–2013), deutscher Arabist und Hochschullehrer
- Wolfgang Fischer (General, 1888) (1888–1943), deutscher General
- Wolfgang Fischer (Journalist) (1898–1975), deutscher Journalist und Zeitungsherausgeber
- Wolfgang Fischer (Ornithologe) (1920–1982), deutscher Agraringenieur, Ornithologe und Autor
- Wolfgang Fischer (Physiker) (1926–2003), deutscher Physiker und Mathematiker
- Wolfgang Fischer (Leichtathlet) (1928–1987), deutscher Leichtathlet
- Wolfgang Fischer (Pädagoge) (1928–1998), deutscher Pädagoge und Hochschullehrer
- Wolfgang Fischer (Fußballspieler, 1928) (* 1928), deutscher Fußballspieler
- Wolfgang Fischer (Fußballspieler, 1929) (* 1929), deutscher Fußballspieler
- Wolfgang Fischer (Botaniker) (1931–2022), deutscher Botaniker und Hochschullehrer
- Wolfgang Fischer (Kirchenmusiker) (1932–2011), deutscher Kirchenmusiker
- Wolfgang Fischer (General, 1932) (1932–2005), deutscher Offizier, Generalmajor der NVA
- Wolfgang Fischer (Mediziner, 1932) (* 1932), deutscher Urogynäkologe und Hochschullehrer (Berlin)
- Wolfgang Fischer (Regisseur, 1934) (1934–2013), deutscher Kameramann und Regisseur
- Wolfgang Fischer (Brigadegeneral) (* 1935), deutscher Brigadegeneral der Bundeswehr
- Wolfgang Fischer (Mathematiker) (* 1936), deutscher Mathematiker
- Wolfgang Fischer (Mediziner, 1936) (* 1936/1938), deutscher Neurologe, Psychiater und Hochschullehrer
- Wolfgang Fischer (Pädagoge, 1937) (1937–2017), deutscher Lehrer, Heimatforscher und Kommunalpolitiker
- Wolfgang Fischer, eigentlicher Name von Wolfi Fischer (* 1941), deutscher Schauspieler
- Wolfgang Fischer (Fußballspieler, 1943) (* 1943), deutscher Fußballspieler
- Wolfgang Fischer (Politiker) (* 1943), deutscher Politiker
- Wolfgang Fischer (Eishockeyspieler) (* 1947), deutscher Eishockeyspieler
- Wolfgang Fischer, Geburtsname von Wolfgang Beltracchi (* 1951), deutscher Maler und Kunstfälscher
- Wolfgang Fischer (Medienberater), deutscher Medienberater
- Wolfgang Fischer (Fußballspieler, 1961) (* 1961), österreichischer Fußballspieler
- Wolfgang Fischer (Unternehmer) (* 1961), österreichischer Manager, Berater, Kulturförderer und Unternehmer
- Wolfgang Fischer (Maler) (* 1963), deutscher Maler und Architekt
- Wolfgang Fischer (Regisseur, 1970) (* 1970), österreichischer Regisseur
- Wolfgang Fischer-Bossert (* 1965), deutscher Archäologe
- Wolfgang Arens-Fischer (* 1963/1964), deutscher Luftfahrtingenieur und Hochschullehrer
- Wolfgang Christian Fischer (* 1942), deutscher Volkswirt
- Wolfgang Georg Fischer (1933–2021), österreichischer Schriftsteller
- Wolfgang Günther Fischer (1905–1973), deutscher Bibliothekar
- Wolfgang Heinrich Fischer (* 1942), deutscher Sozialarbeiter und Installationskünstler
- Wolfgang M. Fischer (1932–2007), deutscher Gynäkologe (Essen)
- Wolfgang Xaver Fischer (* 1941), deutscher Bildhauer und Objektgestalter
- Wolfi Fischer (eigentlich Wolfgang Fischer; * 1941), deutscher Schauspieler
- Wolfram Fischer (1928–2024), deutscher Wirtschafts- und Sozialhistoriker

### X
- Xaver Fischer (Theologe) (1837–1921), Schweizer christkatholischer Theologe
- Xaver Fischer (Musiker) (* 1972), deutscher Keyboarder und Jazzmusiker

### Y
- Yannis Fischer (* 2002), deutscher Leichtathlet

### Z
- Zyrill Fischer (1892–1945), österreichischer Franziskanerpater und Widerstandskämpfer

## Pseudonym
- Fischer, Deckname von Victor Schily (1811–1875), deutscher Rechtsanwalt und Revolutionär